# Dimitrie Știubei
Dimitrie Știubei (n. 30 august 1901, Bacău, România – d. 17 februarie 1986, Mettmann, Renania de Nord-Westfalia, RFG) a fost un pictor de marine, portretist, ilustrator de carte, machetator de mărci poștale, creator de afișe și calendare, decorator de interioare de nave, creator de intarsii și comandor român al Marinei Militare Regale Române sub regii Ferdinand I al României și Carol al II-lea. În anul 1932, a fost avansat la gradul de căpitan și a fost numit aghiotant regal în Casa Militară a Curții Regale a României. 
Dimitrie Știubei a făcut parte din generația de comandori care s-au format în perioada de început de constituire a acestei arme în România. El a urmat cursurile Școlii Navale din Constanța, fiind absolventul primei generații a acesteia, alături de el evidențiindu-se figuri legendare pe nedrept uitate prin arhivele armatei ca viceamiralii Vasile Scodrea, Eugeniu Roșca și Ioan Bălănescu, contraamiralii Corneliu Bucholtzer, Victor Schmidt și mulți alții. Încheindu-și cariera militară la vârsta de 45 de ani, Știubei s-a ocupat numai de pictură. El a pictat peisajul marin în atelierul său de pe strada Cobălcescu din București și mai apoi în cel din Germania, unde s-a stabilit din anul 1975.
Artistul-comandor este cunoscut mai mult în Europa de Vest decât în România, chiar dacă opera lui a păstrat o identitate autohtonă prin tematica marină pe care a abordat-o de-a lungul întregii sale cariere, precum și prin prezentarea în picturile lui a coastelor Mării Negre și ale Deltei Dunării. Dimitrie Știubei este recunoscut unanim ca fiind pictorul român al marinelor. Realizările sale în domeniul picturii s-au suprapus concomitent cu definirea unei cariere excepționale de marinar.
În domeniul artistic, Știubei a lucrat în atelierului lui Jean Alexandru Steriadi, pe care l-a avut ca îndrumător și mentor. A studiat cu Ernst Liebermann și Peter Trumm la Knirr-Schule din München. Artistul român a fost considerat ca fiind unul dintre „cei mai delicați portretiști ai mării". Dimitrie Știubei a surprins marea în toate ipostazele sale, de la valurile agitate la transparența apei. Având în plus cunoștințe de ofițer de marină, peisajele sale marine au o mare valoare documentară prin minuția detaliilor ambarcațiunilor navale pictate. El a pictat marea în toată splendoarea sa, în zile liniștite, pe furtună, nervoasă sau calmă, de la bord sau de pe țărm, pe timp de pace sau de război. Dimitrie Știubei a fost considerat un inegalabil poet al talazurilor. Cu toate că pictorul a realizat și lucrări de factură impresionistă și a declarat că a fost influențat de către Claude Monet, majoritatea creațiilor sale în care marea este subiectul principal, maniera ei de reprezentare este una realistă.
Fiind un excelent portretist al navelor românești, Știubei a lăsat o moștenire deosebită în acest sens: Bricul „Mircea”, Pasagerul „Dacia”, Yachtul regal „Luceafărul”, Motonava „București” la Londra, Cargoul „Galați”, Motonava „Carpați” la Budapesta, Mineralierul „Petroșani” la Istanbul, Pasagerul „Moldova” la Budapesta, Nava-școală „Mircea” în larg, „Escadra în marș”, Cargoul „Dobrogea”, „Velier în larg”, „Monitoare pe Dunăre”, „Navele Diviziei de Mare în misiune”, „Distrugătoare în marș”, „Cargou la ancoră”.
A realizat lucrări de artă monumentală la Banca Națională a României, Gara Mogoșoaia, Gara de Nord, Gara Regală din Sinaia și compoziții pentru Palatul Regal, Muzeul Marinei Române din Constanța și Muzeul Militar Național din București. Împreună cu Olga Greceanu a realizat lucrările de la Gara Mogoșoaia, și lucrarea prezentată la pavilionul românesc de la Expoziția internațională de la New York.  Dimitrie Știubei a fost un machetator de mărci poștale românești editate de Poșta Română, având o tematică diversă: marine, sport, costume naționale, sateliți și cosmonauți, apărarea patriei, ș.a.m.d. A fost decorator de interior al navelor românești, realizând picturi monumentale așa cum este cea din careul ofițerilor de pe Nava Școală „Mircea” și intarsii pe Nava „Siretul”, pe navele rapide de călători pe Dunăre: „Muntenia”, „Moldova”, „Banat”, „Ardeal”, „Istria” și „Mehedinți”.
A avut parte de multe distincții militare și civile. Cu ocazia Expoziției Internaționale de la Paris din anul 1937, Dimitrie Știubei a fost decorat cu Legiunea de onoare în grad de cavaler. În 1970, Societatea „Arts, sciences, lettres” l-a premiat cu „Medaille de vermeil” (aur-argint), el fiind primul artist plastic român căruia i s-a acordat această distincție.

## Origini și educație

### Familia și precizarea vocației
Dimitrie Știubei s-a născut la Bacău ca fiu al învățătorului Dimitrie Știubei și al Mariei Mitru, fiica preotului Ion Mitru. Dimitrie tatăl, după o scurtă carieră de dascăl, a urmat Școala de Poduri și Șosele din București devenind inginer hotarnic și conductor de lucrări publice. Dimitrie fiul, a mai avut încă doi frați și trei surori. Aceștia au fost: Natalia (n. 1890), pianistă care a concertat în Elveția; Alexandru (n. 1894), care a fost comandor, comandant și inspector în Marina Militară și civilă a României; Aurelia (n. 1898); Cornelia (n. 3 aprilie 1904),[A] pictorița cunoscută ca Nelly Știubei; Paul (n. 1906), care a fost unul dintre primii ingineri de sunet ai Radiodifuziunii Române.
În anul 1904, familia Știubei a plecat la Iași, unde a cumpărat o casă pe strada Învățător Toma Săvescu nr. 24, pe care a reconstruit-o la scurt timp după mutare. Dimitrie și-a făcut clasele primare la Școala din Sărărie începând din anul 1907 și mai apoi, din 1911, la Liceul Național din localitate. Ca urmare a obținerii de către tatăl său a unei funcții în orașul Botoșani, în anul 1916, Dimitrie s-a mutat de la liceul ieșean la Liceul „August Treboniu Laurian” din Botoșani. În anul 1918, familia a revenit la Iași și în anul 1919, viitorul pictor și-a luat bacalaureatul la Liceul Național.
Primele manifestări artistice ale lui Dimitrie Știubei au avut loc în anul 1916, când avea doar 15 ani, ca urmare a vacanței pe care a petrecut-o cu familia la Techirghiol, așa cum făceau de mai mulți ani. A realizat o serie de acuarele cu tematică marină din amintirile excursiei cu vaporul Împăratul Traian la Constantinopol și în insula Prinkipo, în limba turcă Büyükada, din arhipelagul Insulelor Principilor din Marea Marmara. Prima expoziție și-a organizat-o într-un cadru familial, în casa unde locuiau la Iași.
În anul 1928, Dimitrie Știubei s-a căsătorit cu Louise Vallerie Schmidt, care avea o fiică, Marie Louise Yvona Zottu. Yvona s-a căsătorit cu arhitectul Tiberiu Ricci, cel cu care Știubei a colaborat la organizarea Pavilionului Armatei de la Șosea din București, din anul 1940.

### Studii
Pentru că Dimitrie Știubei era talentat la desen, tatăl lui nu a fost de acord cu alegerea unei cariere militare de către fiului său și de aceea l-a îndrumat să aleagă arhitectura. În anul 1919 s-a înscris la cursurile Școlii de Artilerie, Geniu și Marină din București. Ieșind la examenul de admitere primul pe tară, Știubei ar fi trebuit să beneficieze de o bursă în străinătate. Din motive neprecizate, el nu a putut beneficia de această bursa, ea fiind acordată în final, unui alt student.

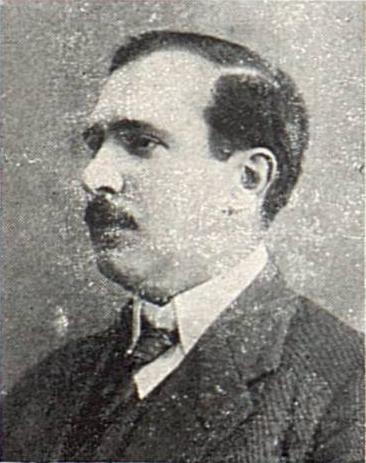
Jean Alexandru Steriadi

În anul 1920, Alexandru Știubei, fratele său ajuns la gradul de căpitan de marină, a revenit din prizonieratul din Germania la care a fost supus ca urmare a participării lui la Primul Război Mondial. Alexandru a avut o influență semnificativă în alegerea carierei militare a lui Dimitrie. În acest an, Școala de Artilerie, Geniu și Marină din București s-a  descentralizat și s-a divizat în trei școli specializate în cele trei direcții specifice de Artilerie, de Geniu și de Marină. Ultima, Școala Navală, s-a mutat la Constanța în edificiul actualului Muzeu al Marinei Române construit în anul 1908, înainte de război. A absolvit în anul 1921 cu prima promoție a școlii și a fost avansat în grad, ca puntist. În anul 1923, Dimitrie Știubei s-a înscris la cursurile Școlii de aplicații a Marinei, pe care a absolvit-o în anul 1924.
În domeniul artistic, Știubei a lucrat în atelierului lui Jean Alexandru Steriadi, pe care l-a avut ca îndrumător și mentor, de la care și-a însușit tehnica picturii, fost elevul al lui Eugeniu Voinescu. Știubei a frecventat atelierul lui Steriadi timp de aproape un deceniu, perioadă în care mentorul său era directorul Muzeului Kalinderu. Atelierul era ca un muzeu plin de obiecte de colecție, reproduceri și gravuri după opere celebre, obiecte vechi „... dar câte nu sunt în acest fermecător colț de atelier în care Jean Al. Steriadi, cu zâmbetu-i plin de bonomie, rămâne ca un veritabil îndrăgitor a tot ce-i artă, să-și vadă în tihnă de activitatea-i obișnuită.”
Steriadi ajunsese la o manieră proprie de a picta și era deja un pictor cunoscut. Era prin excelență un peisagist de tradiție impresionistă și picta dintr-o bucurie a esteticului cu accente de generozitate și sentimentalism, marcate cu tușe largi, vizibile. Era adeptul unei arte mai puțin conceptuale, preponderent vizuală, în care estetica bunului gust ocupa prim-planul. Fiind un colorist de mare anvergură, spectrul cromatic pe care-l așternea pe pânze nu era grevat de dominante, totul fiind bine armonizat.
Dimitrie Știubei a obținut o aprobare de la Ministerul de Război și Regența României în anul 1929, pentru a efectua un concediu de studii în străinătate. A plecat astfel, la München, unde  a studiat pictura cu Ernst Liebermann și Peter Trumm la Knirr-Schule, timp de un an și jumătate. Profesorul Trumm, directorul școlii de artă Knirr-Schule, a scris despre Dimitrie Știubei că a fost „dotat de un talent extraordinar și de o inteligență vie, un sentiment veritabil pentru esența artei. Împins de o asiduitate și un zel accentuat prin educația militară, a dezvoltat capacitatea artistică de  o  manieră impresionantă într-un răstimp așa de scurt.” Trumm a mai scris că „Fără îndoială, putem aștepta din partea lui, opere de tot genul în special la portrete și în pictura marină.”
Școala germană punea accentul pe studiul după model, pe redarea corpului uman și pe aprofundarea cunoștințelor de anatomie. Definitorie era portretisca, dominantă fiind expresivitatea în limitele asemănării, totul ducând spre un stil realist. Astfel, Știubei a realizat de-a lungul carierei portrete de factură realistă, precum și un singur nud cunoscut până astăzi.
În perioada anilor 1939 - 1940 a făcut o călătorie de studii Paris - Londra - Bruxelles - Copenhaga - Berlin - Praga - Viena - Budapesta.

## Cariera militară
Dimitrie Știubei a făcut parte din generația de comandori care s-au format în perioada de început de constituire a acestei arme în România. El a urmat cursurile Școlii Navale din Constanța, fiind absolventul primei generații a acesteia, alături de el evidențiindu-se figuri legendare pe nedrept uitate prin arhivele armatei ca viceamiralii Vasile Scodrea, Eugeniu Roșca și Ioan Bălănescu, contraamiralii Corneliu Bucholtzer, Victor Schmidt și mulți alții.

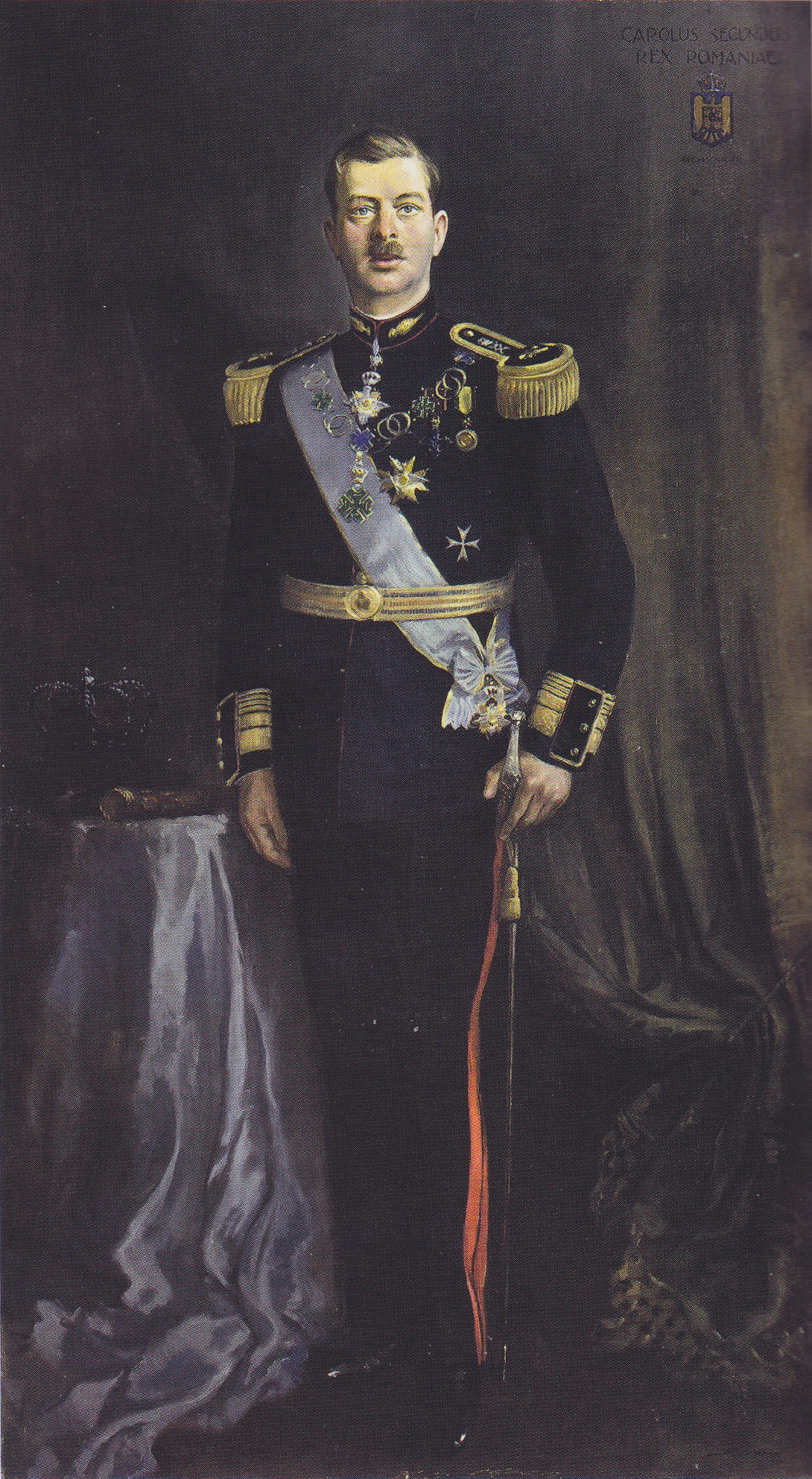
CAROLUS SECUNDUS REX ROMANIAE - M.N.A.R. - de Dimitrie Știubei (1937)

A absolvit în anul 1921 Școala Navală de la Constanța, în prima promoție, și a fost avansat în grad, ca puntist. Ca urmare, a fost repartizat la bordul monitorului „Alexandru Lahovari”, care se afla în serviciul Forțelor Navale Fluviale. După absolvirea Școlii de aplicații a Marinei, în anul 1924, a fost repartizat la bordul canonierei „Lt. Remus Lepri” din Divizia de Mare. În anul 1925 a fost avansat la gradul de locotenent.

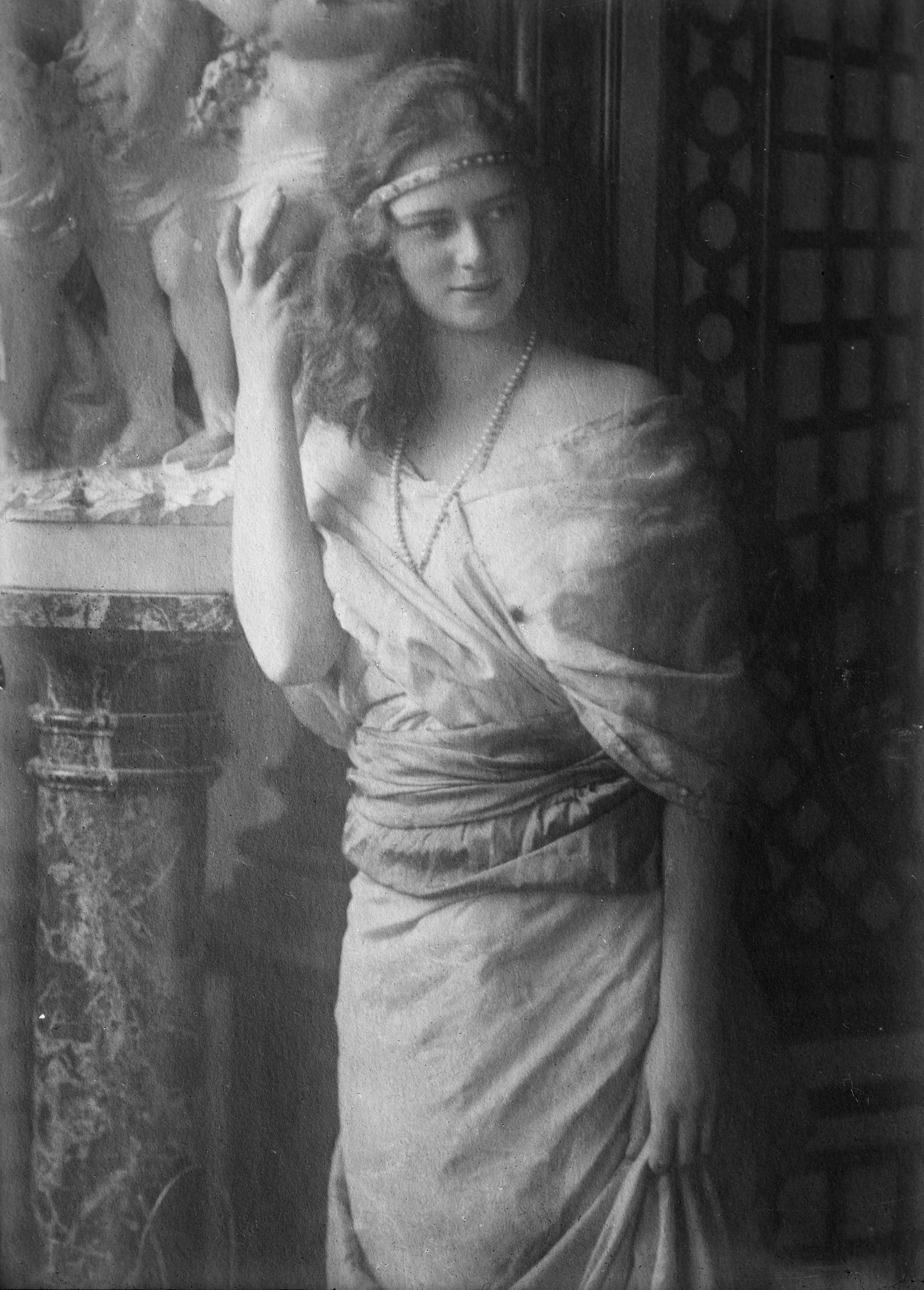
Ileana, Principesă a României

Atașamentul familiei regale pentru activitățile marinărești l-au adus rapid pe Dimitrie Știubei în anturajul principilor și a Reginei Maria. Principesa Maria a propus oficierea Sărbătorii Marinei în ziua de Sfânta Maria (15 august) și a fost considerată ocrotitoarea marinarilor încă din anul 1902. Principesa Ileana, o pasionată a ambarcațiunilor, și-a obținut brevetul de ofițer de bord clasa I-a în data de 1 octombrie 1928. În această perioadă Principesa Ileana l-a cunoscut pe Dimitrie Știubei și destinele lor au urmat un timp, același drum. În anul 1929, Știubei a plecat la München, cu acordul ministrului de război la propunerea regenței, pentru studii de pictură, iar principesa a plecat la Viena unde a devenit arhiducesă.
După un an de cursuri la școala privată de pictură deschisă la München de Heinrich Knirr, cunoscută ca "Școala Knirr" (în germană Knirr-Schule), în anul 1930, Știubei s-a întors în România, fiind repartizat la Serviciul Hidrografic al Diviziei de Mare. A fost repartizat pe canoniera „Lt. Remus Lepri”, perioadă în care i s-au comandat câteva tablouri de către Școala Navală din Constanța. Pictorul a comentat episodul:
„... Unul dintre tablouri l-am prins pe peretele vertical de comanda canonierei Lepri, pe care eram ambarcat și trebuia să mă deplasez mereu pe canoniera vecină să văd ce am de făcut. Pe vapor aveam doar doi metri până la balustradă și nu-mi dădeam seama ce este bine și ce nu este bine.”
În atelierul improvizat pe canonieră, Știubei a realizat picturi cu tematică istorică, marine, vapoare pe valuri, apusuri și răsărituri de soare, similar impresioniștilor care-și fixau șevaletele în mijlocul peisajelor pe care le imortalizau pe pânze. Perioada pe care Știubei a petrecut-o pe canoniera Lepri a fost cea mai importantă din cariera sa de pictor. S-a bucurat de libertatea de a picta și a câștigat respectul și admirația ofițerilor. A exersat în acest fel toate ipostazele mării, din larg și nu de pe mal, nu din ateliere închise cu lumină artificială, fără a face apel la memorie, ci de pe puntea vasului în plein-air. Imaginile valurilor, lumina sclipitoare și priveliștile mereu schimbătoare, i s-au fixat în memorie pentru întreg parcursul său artistic, chiar și atunci când marea i-a fost departe. Din această perioadă, artistul și-a extras seva, motivele și imaginile pentru tot restul vieții.
Anul 1932 a însemnat pentru el, ca artist, îndepărtarea sa de mare. A fost avansat la gradul de căpitan și a fost numit aghiotant regal în Casa Militară a Curții Regale a României. În această perioadă a realizat câteva portrete ale regelui Carol al II-lea, precum și alte lucrări ce i-au fost comandate. A pictat și tablouri cu alte tematici. În anul 1933 a primit Crucea de Hohenzollern, în timpul unei vizite oficiale la Sigmarinen, în  Germania. A fost înaintat la gradul de locotenent-comandor în anul 1938. Dimitrie Știubei a rămas în Corpul curierilor până în anul 1939, moment în care a fost repartizat la Depozitele Maritime din Constanța. A fost mutat în anul 1940 la Ministerul Aerului și Marinei. În acest an a organizat Pavilionul armatei de la Șosea cu arhitectul Tiberiu Ricci. Un an mai târziu a fost trecut în disponibilitate ca unul care a fost o persoană apropiată de regele Carol al II-lea al României. A fost reprimit în armată, ca șef al Biroului Pictori, pe lângă Marele Stat Major al Armatei în anul 1944. În 1945 a fost numit directorul Muzeului Militar din București pe care l-a reorganizat. În anul 1946 i-a fost aprobată trecerea în rezervă.
Încheindu-și cariera militară la vârsta de 45 de ani, Știubei s-a ocupat numai de pictură. El a pictat peisajul marin în atelierul său de pe strada Cobălcescu din București și mai apoi în cel din Germania, unde s-a stabilit din anul 1975.

## Cariera artistică
Dimitrie Știubei a fost considerat ca unul dintre „cei mai delicați portretiști ai mării". Artistul român este cunoscut mai mult în Europa de Vest decât în România, chiar dacă opera lui a păstrat o identitate autohtonă prin tematica marină pe care a abordat-o de-a lungul întregii sale cariere, precum și prin prezentarea în picturile lui a coastelor Mării Negre și ale Deltei Dunării. Faptul că, în România, opera sa a trecut într-o anumită măsură în uitare a fost cauzat și de perioada de paisprezece ani de interzicere din partea autorităților comuniste a expunerii lucrărilor sale, între anii 1976 - 1990, ca urmare a emigrării lui în Germania, la Mettmann din anul 1976.

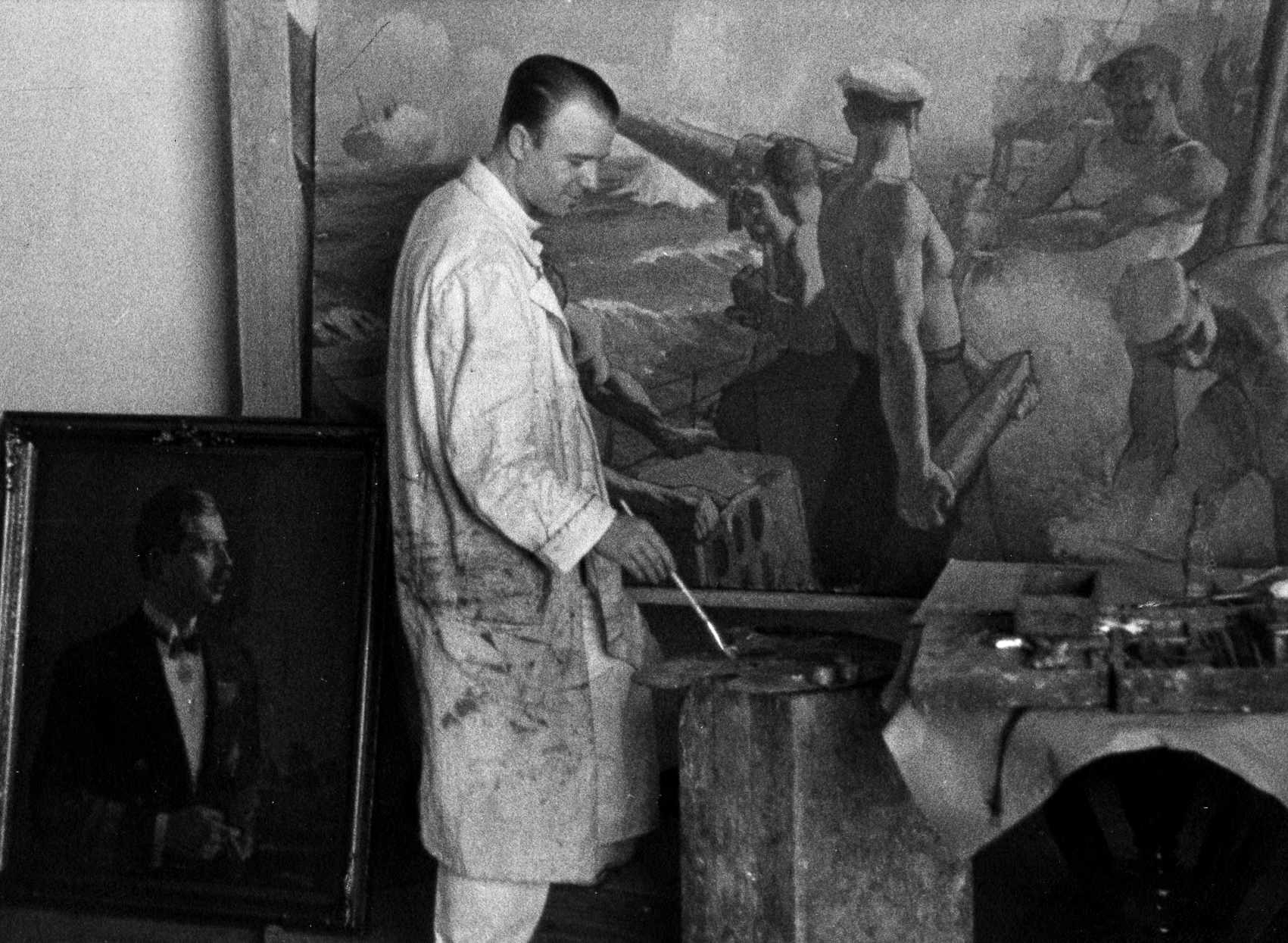
Exerciții de artilerie - 1937, la Palatul Regal, jos stânga, portretul lui Carol al II-lea al României

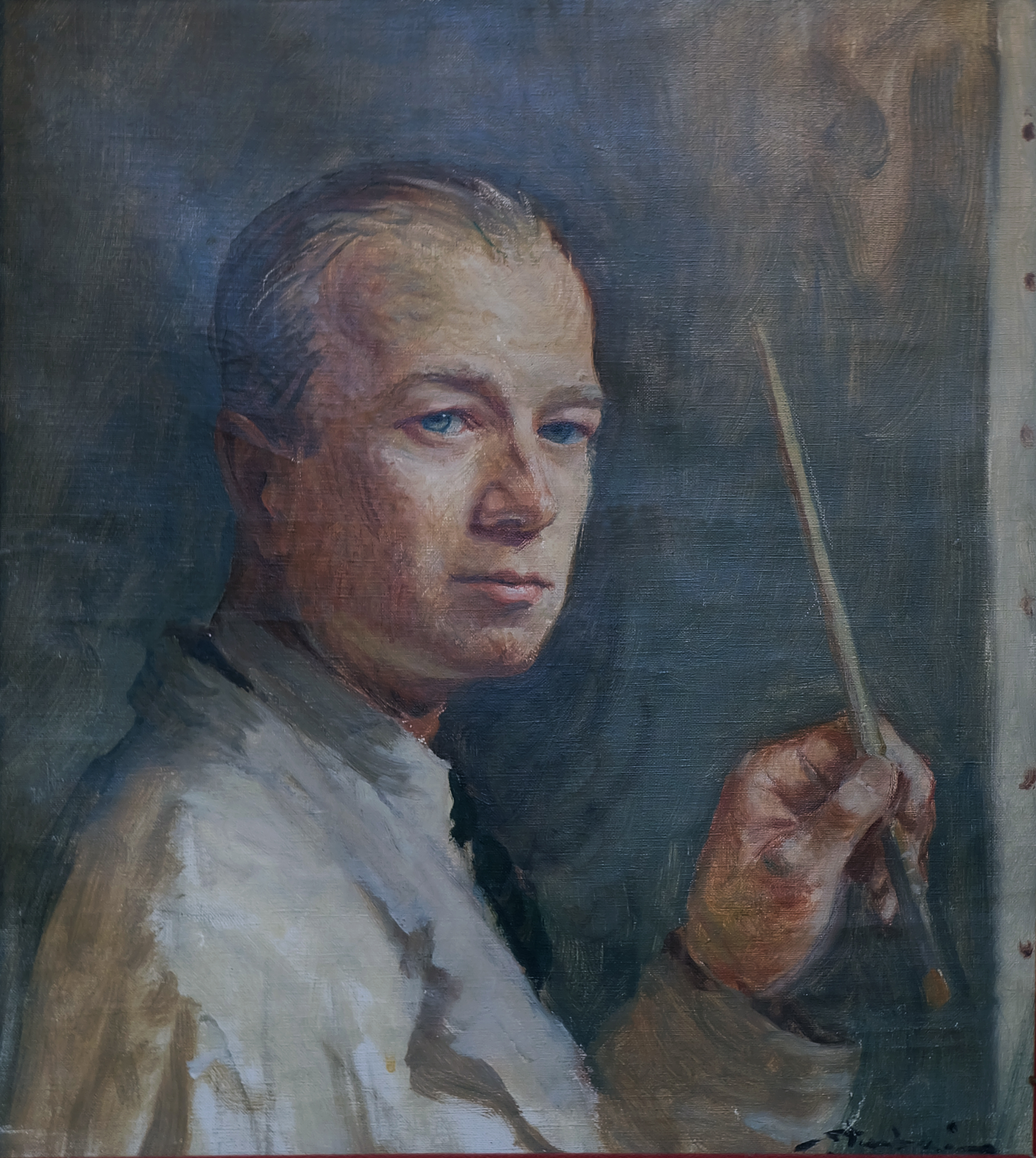
Autoportret (1949)

Pictorul Știubei a deschis prima expoziție personală la Galați în anul 1922, iar debutul pe simezele bucureștene îl face în anul 1926 la prima expoziție personală de la Sala Dalles. A fost remarcat cu această ocazie de Petru Comarnescu, Alexandru Kirițescu, Eugen Botez (Jean Bart) și de pictorul Jean Alexandru Steriadi, în atelierul căruia a lucrat timp de zece ani. Cu toate acestea, opera lui nu a fost supusă niciunei critici de artă, motivul invocat de artist fiind „... Pentru mine nu a apărut nici un fel de monografie; de câte ori a încercat cineva să o facă, a fost obligat să renunțe din cauza trecutului meu”. În perioada 1931 - 1939, Dimitrie Știubei a fost aghiotant regal pe lângă Carol al II-lea al României.
Dimitrie Știubei a beneficiat din partea regenței României de o bursă de studii pentru un an și jumătate la Academia Knirr din München, unde i-a avut ca profesori pe Peter Trumm și Ernst Liebermann. Aici și-a perfecționat tehnica portretului dar și pictura marină, școala germană fiind recunoscută în acest sens. În luna noiembrie 1930 a absolvit academia și a primit o caracterizare elogioasă din partea lui Peter Trumm, care era în acea vreme directorul Knirr-Schule:
„... Știubei este dotat cu un talent extraordinar, o inteligență vie, un sentiment veritabil pentru esența artei... Fără îndoială putem aștepta de la el opere diferite, dar în special portret și pictură marină...”

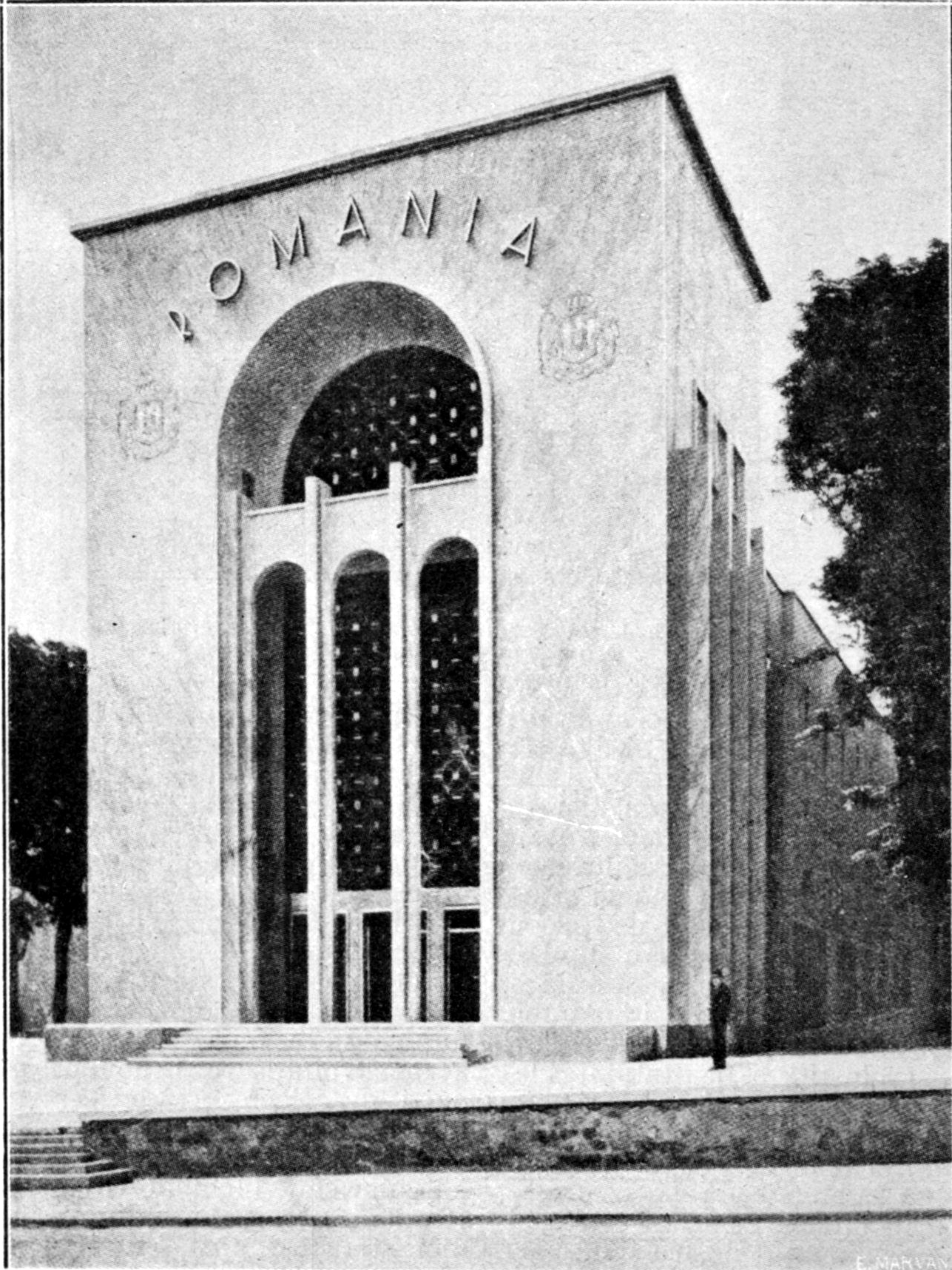
Pavilionul României la Expoziția de la Paris din anul 1937

Anul 1931 a însemnat pentru artist, debutul expozițional la Salonul Oficial din București. A mai avut încă patru participări, în anul 1933 la Salonul de Toamnă (grafică), 1940, 1941 și 1943. Dimitrie Știubei a îndeplinit și funcția de profesor de desen la Clasa Palatină, a Marelui Voievod de Alba Iulia, începând din anul 1936 și până la final, în anul 1940. El i-a succedat lui Nicolae Saxu care a predat desenul din 1932 până în 1936 și caligrafia în perioada 1932-1933.
Cu ocazia Expoziției Internaționale de la Paris din anul 1937, Dimitrie Știubei a fost decorat cu Legiunea de onoare în grad de cavaler. În anul 1939 a efectuat un concediu de studii în care a călătorit la Paris, Londra, Bruxelles, Copenhaga, Berlin, Praga, Budapesta.  Trecând în rezervă în anul 1946, Dimitrie Știubei și-a dedicat restul vieții picturii. În anul 1948 a devenit membru al Uniunii Artiștilor Plastici și în 1948 a expus la salonul oficial din Helsinki. Au urmat optsprezece ani de expoziții, doar în România, la București, Constanța și Hotelul Rex din Mamaia. În anul 1968 a deschis o expoziție personală la Hotel „Alban Ambasador", din Basel, Elveția. Tot la Basel, a revenit cu alte manifestări expoziționale în 1972, 1974, 1977 și 1981. Critica de artă din Basel l-a elogiat pe artistul român, spunând că:
„... Unul din ultimii mari pictori de marine este românul Dimitrie Știubei... Știubei, fost elev al lui Liebermann, a expus de la Londra la București... Este membru al „Royal Sociely of Marine Artists" din Londra și a fost 21 de ani ofițer de marină (...) Impresia acestor picturi marine, aparținând unui romantism în dispariție, totuși încă puternic, este o noutate binevenită în viața artistică actuală.”
----- Basler Woche, 14 iunie 1974
„... Știubei este pictor de marine și marea, pe care o cunoaște și a trebuit să o cunoască atât de bine, o redă cu multă fidelitate. Totul este bine coordonat: direcția vântului și a pânzelor, a valurilor, culoarea, atmosfera. Și, cu hotărârea unui comandant, rămâne acest român un unicum al timpului nostru - credincios unui realism care nu oscilează niciodată între puterea de observație naturalistă și forța emoțională deloc naturalistă... există o veracitate autobiografică. Compozițiile marine ale lui Știubei, bogate în atmosfera fermecată de rose-bleu (care, poate, pe nedrept a devenit suspectă) sunt, de fapt, documente personale clare.”
----- Basler Nachrichten, 19 iunie 1974
Artistul a expus în anul 1969 la Galeriile „Raymond Duncan” din Paris, unde lucrările lui au fost primite favorabil de critica de artă și de către public. În 1970, Societatea „Arts, sciences, lettres” l-a premiat cu „Medaille de vermeil” (aur-argint), în România evenimentul fiind menționat în scurte știri de presă care evocau mai mult semnificația premiului pe care l-a primit decât pe artist în sine. În acel an i-a fost luat un microinterviu de ziarul „România Liberă”. Publicațiile bucureștene au subliniat că se recunoaște „... consacrarea pe plan internațional a neîntrecutului interpret al mării.”
În anul 1970 a participat la expoziția de la Galeria „Duncan” din New-York, ocazie cu care „Herald Tribune” l-a catalogat ca „ultimul și cel mai mare pictor marin din epoca noastră” („The last and greatest painter of the sea of our epoch”). La expozițiile din Elveția, Grecia, Franța, Germania, SUA și Italia, a căpătat o recunoaștere unanimă. În anii 1973, 1976 și 1980 a expus la Galeriile „Le Richemond” din Geneva, și la Galeria della Banca Unione Credito din Lugano în 1977 și 1979.
A deschis expoziții personale în Grecia, la Galeriile Internaționale „Diogenes” - Atena, Clubul Marin - Pireu și Galeriile Internaționale „Diogenes” - Tesalonic, în perioada 1975 - 1981. Expoziția de la Tesalonic din 1981 a fost ultima din afara Germaniei la care a participat. La fiecare eveniment expozițional, afișele specificau că pictorul era român, ca mai toate cronicile de presă din Grecia: „... Mulți fani ai artei continuă să viziteze expoziția de pictură a artistului român D. Știubei.” Expoziția era intitulată „Marea, cerul și vapoarele" și reunea imagini din porturi românești și elene, precum și mările cărora le sunt riverane cele două state.
În Franța, Dimitrie Știubei a expus în perioada 1937 - 1969 și 1980. R. Clerrmont a menționat că „... D. Știubei respiră marea cum noi respirăm aerul ambiental (...), ne face să cunoaștem sufletul capricios al mării, de la calmul care seduce, la furia care înfricoșează. Uleiul, la acest artist, este materia naturală ideală pentru a exprima densitatea, iar acuarela îi permite să exprime efecte de finețe sau să afirme o sensibilitate vizuală care recheamă tușa lejeră.”
În perioada 1927 - 1948, Știubei a participat activ la ilustrarea majorității numerelor revistei „România Maritimă și Fluvială”, actuala „Marea Noastră”. El a colaborat la această activitate cu comandorul Eugeniu Botez (mai cunoscut sub pseudonimul său literar Jean Bart). În 1948 a devenit membru al Uniunii Artiștilor Plastici din România.

Lucrări realizate de Dimitrie Știubei aflate la Muzeul Marinei Române din Constanța
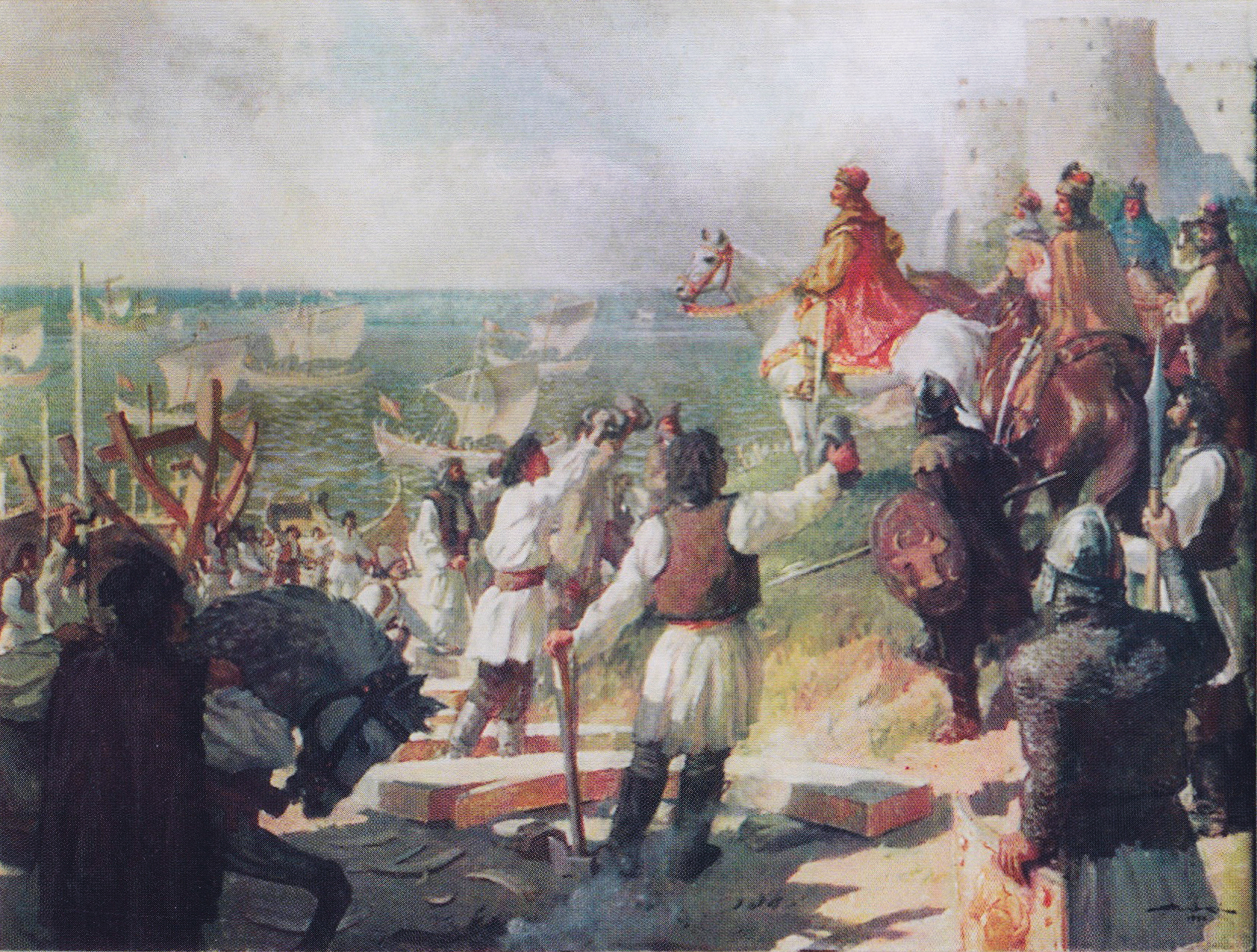
Ștefan cel Mare și Sfânt la Cetatea Albă (1956)
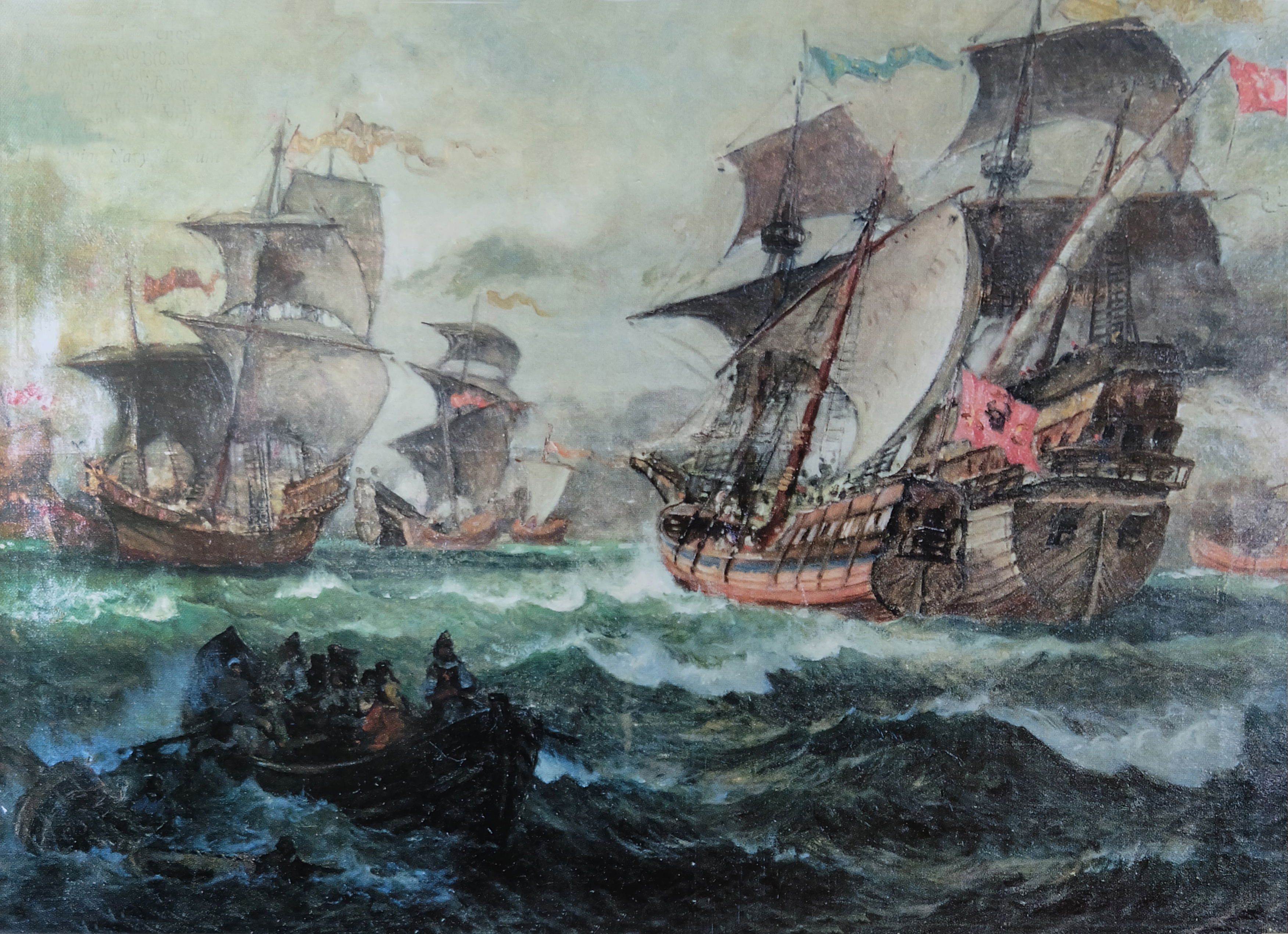
Pânzare moldovenești (1944)
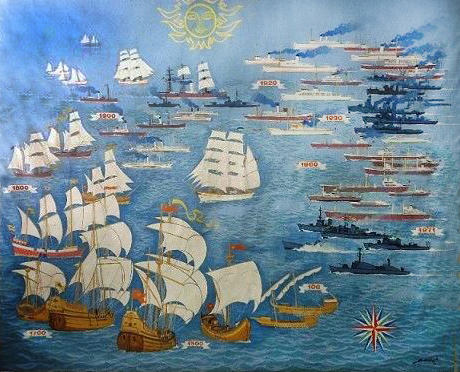
Evoluția navelor (1971), ulei pe pânză 3,58x3,06 m

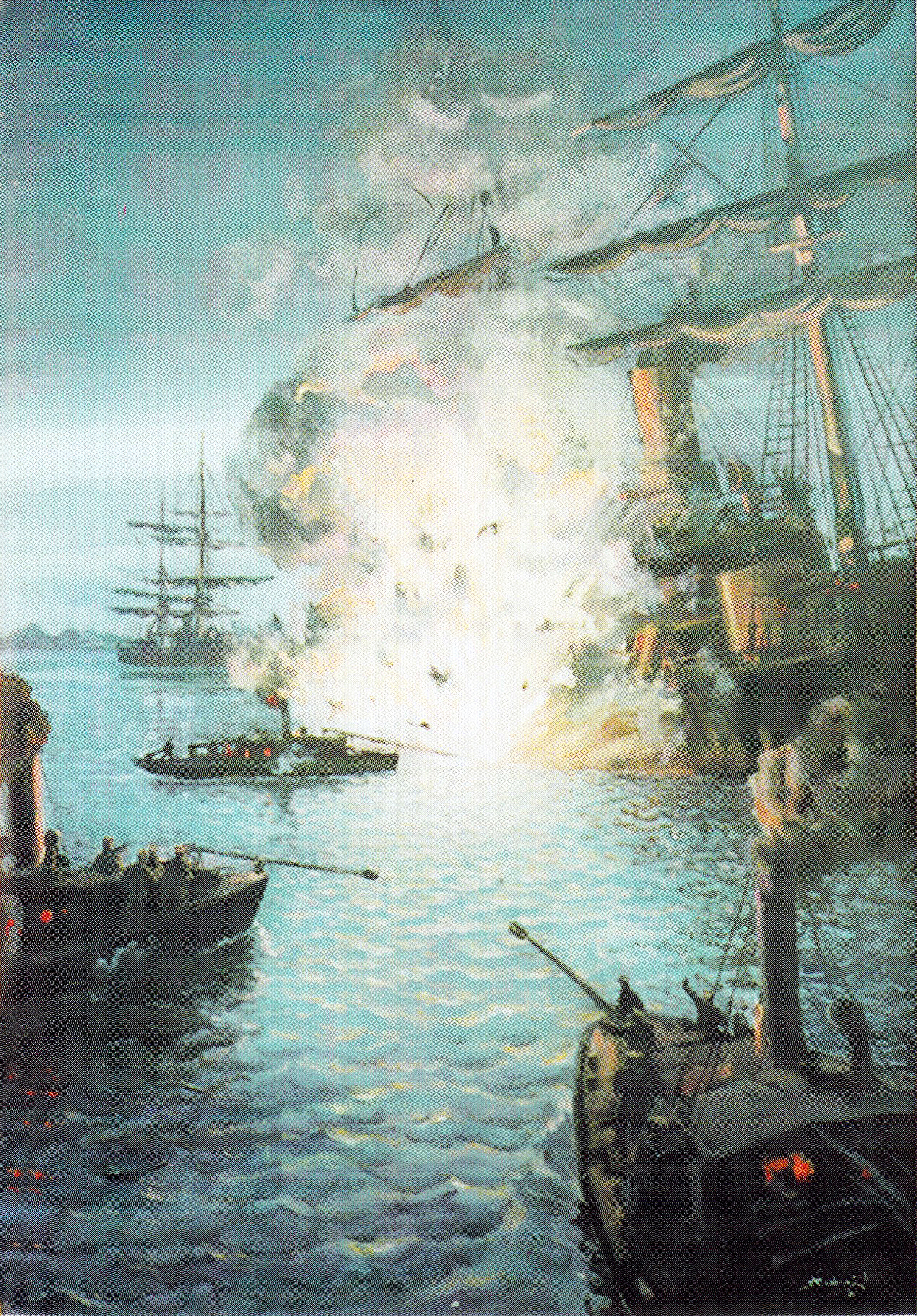
Atacul de la Măcin din 1877 (1956)
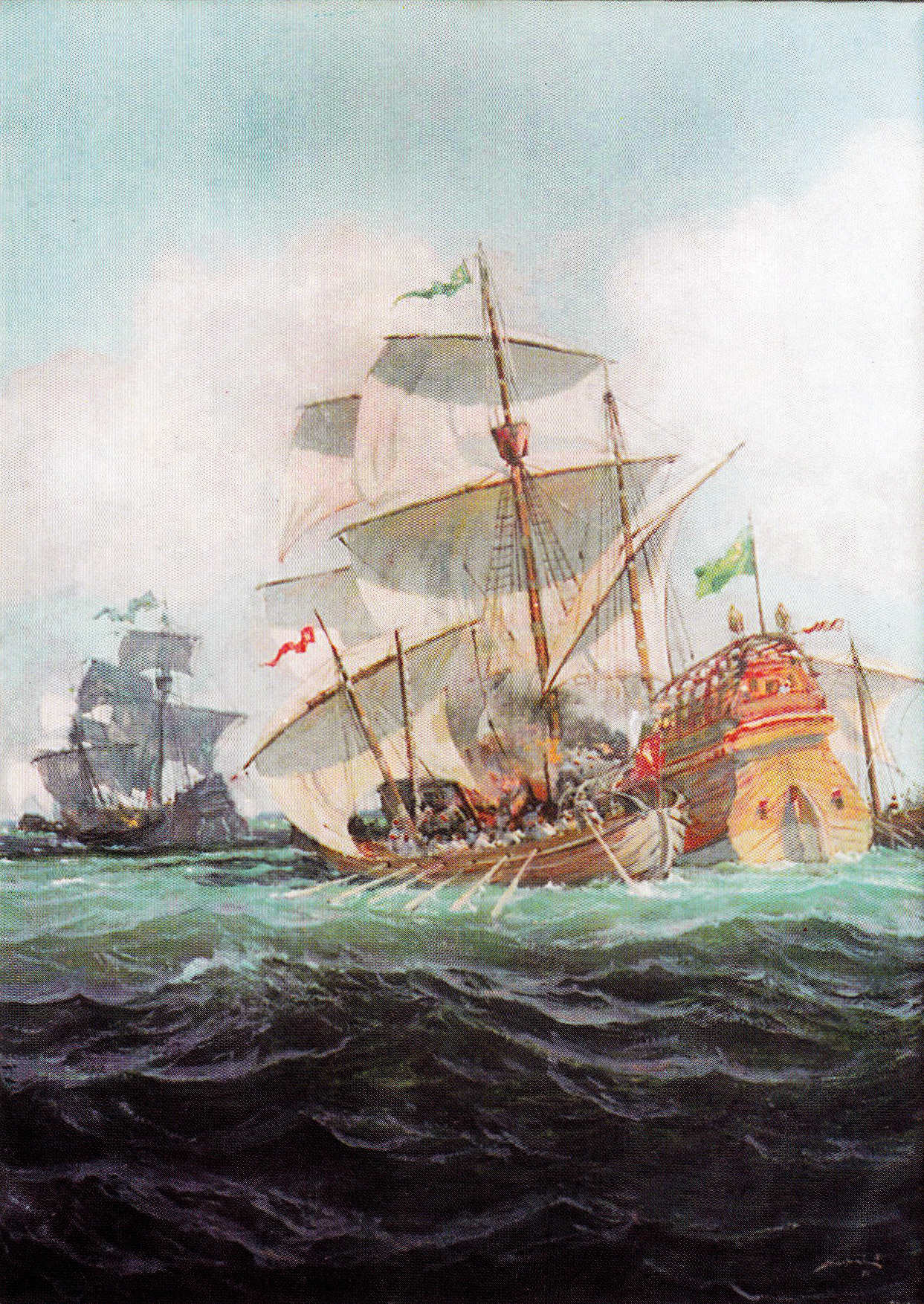
Bătălia de la Giurgiu, Șeicile lui Mihai Viteazul (1956)
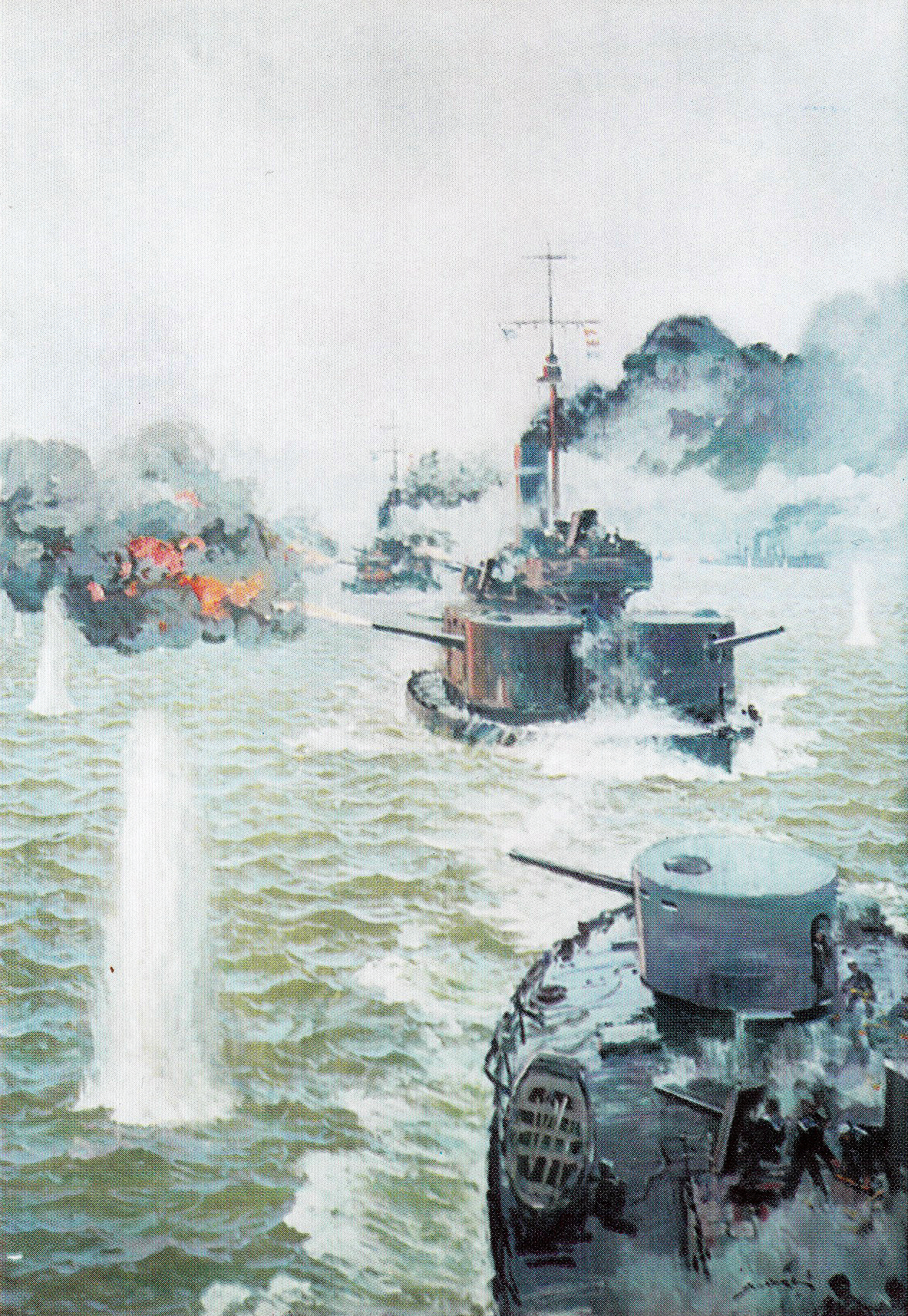
Atacul de la Rașova 1916 (1956)
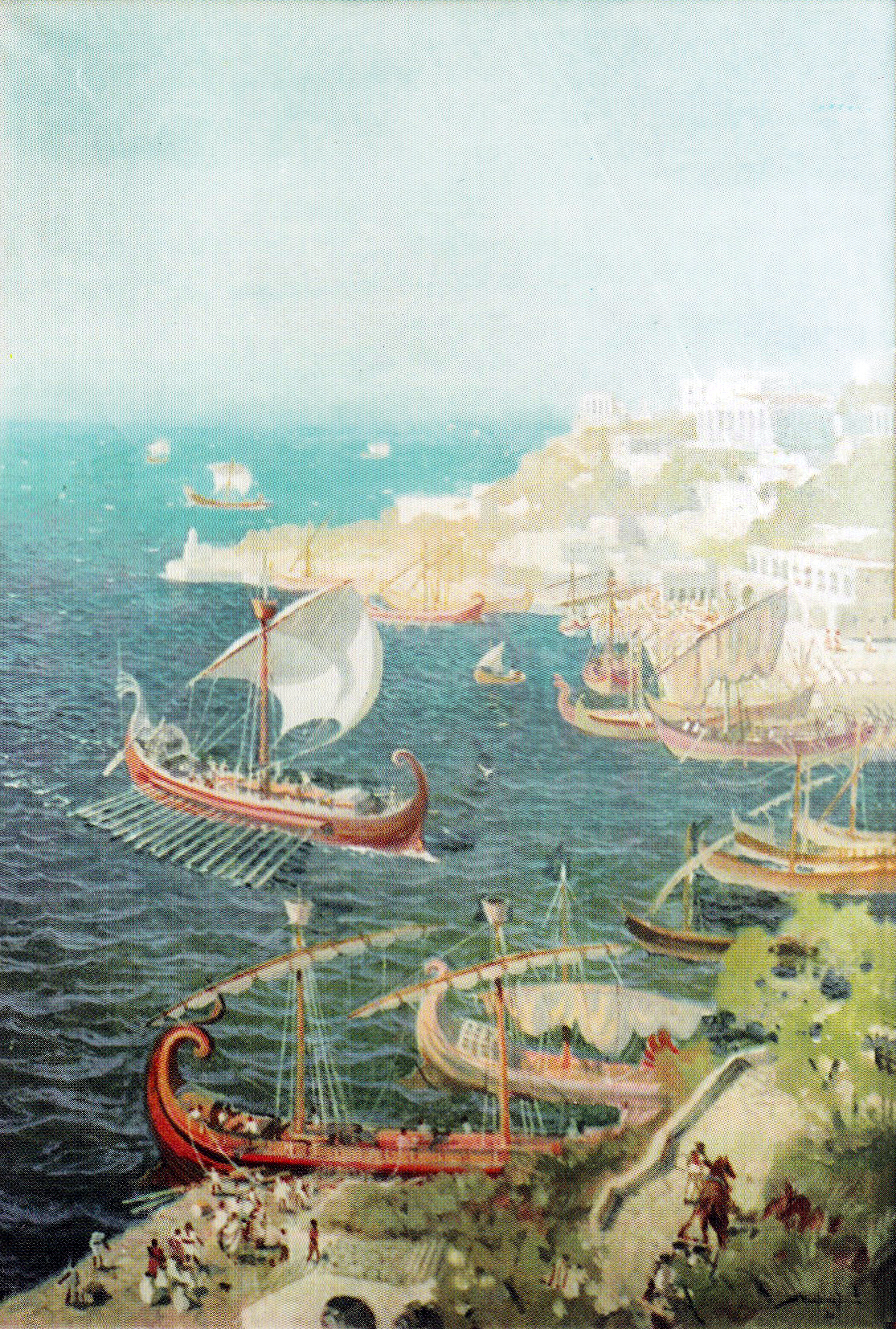
Portul Tomis (1956)
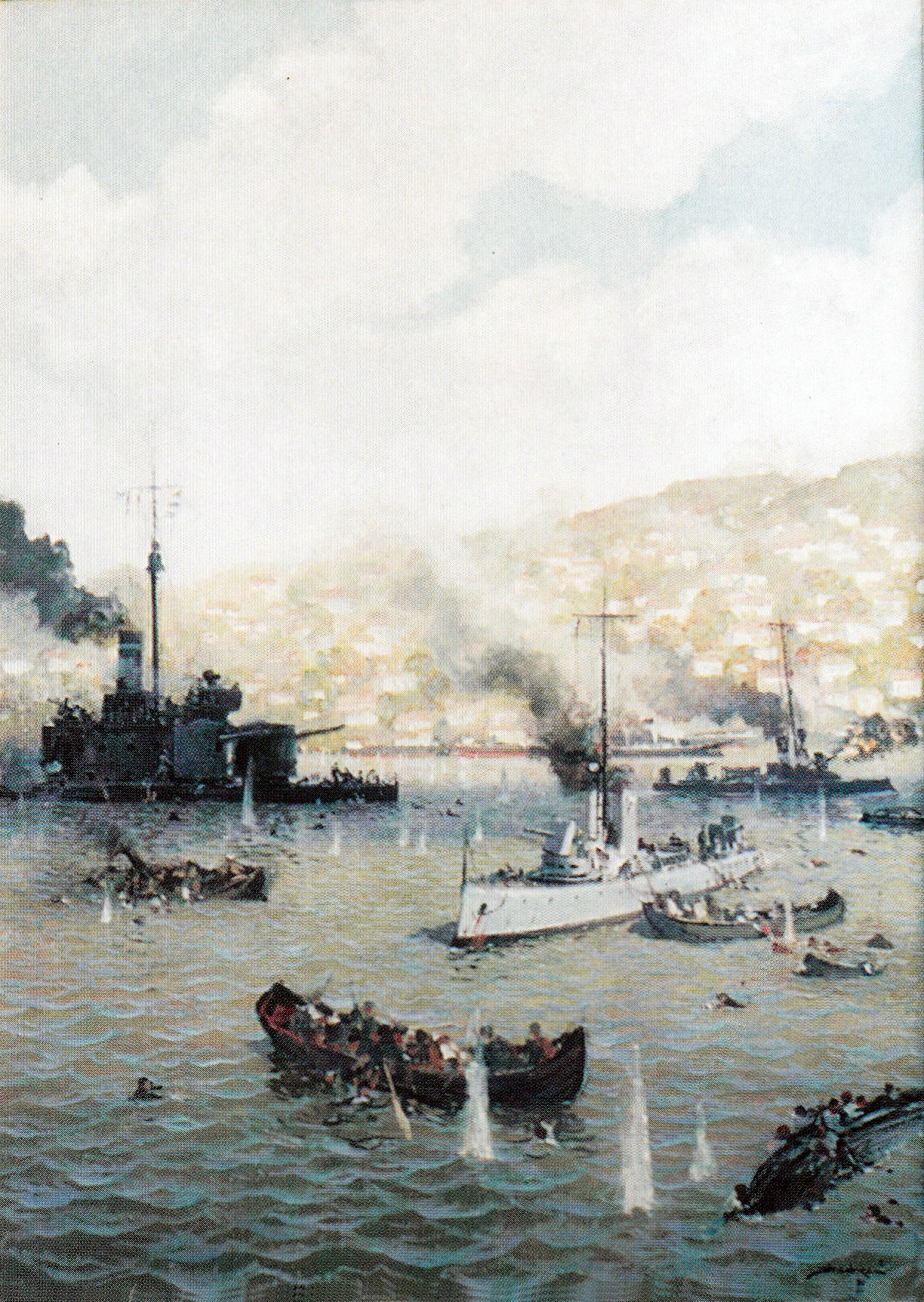
Bătălia de la Turtucaia (1956)

A realizat lucrări de artă monumentală la Banca Națională a României, Gara Mogoșoaia, Gara de Nord, Gara Regală din Sinaia și compoziții pentru Palatul Regal, Muzeul Marinei Române din Constanța și Muzeul Militar Național din București. Împreună cu Olga Greceanu a realizat lucrările de la Gara Mogoșoaia, și lucrarea prezentată la pavilionul românesc de la Expoziția internațională de la New York. Dimitrie Știubei a fost un machetator de mărci poștale românești editate de Poșta Română, având o tematică diversă: marine, sport, costume naționale, sateliți și cosmonauți, apărarea patriei, ș.a.m.d. A fost decorator de interior al navelor românești, realizând picturi monumentale așa cum este cea din careul ofițerilor de pe Nava Școală MIRCEA și intarsii pe Nava Siretul, pe navele rapide de călători pe Dunăre: Muntenia, Moldova, Banat, Ardeal, Istria și Mehedinți.
Dimitrie Știubei a făcut calendare cu diferite nave maritime și fluviale la comanda Navrom Constanța. A realizat afișe și ilustrații de carte dependente de narațiune pentru Toate pânzele sus! de Radu Tudoran, Epopeea navelor de Alexandru Retinsky, volumul Sonete de Ioan Gr. Periețeanu și Însemnările unui marinar de comandor Nicolae Ionescu-Johnson.
Pictorul român a avut o activitate artistică ce s-a derulat pe o perioadă de șaizeci de ani. Lucrările lui se regăsesc în colecții private și muzee din Elveția, Anglia, Italia, Franța, Argentina, Germania, Turcia, Grecia, fosta Uniune Sovietică, Danemarca, Suedia, Statele Unite și România. Dimitrie Știubei s-a stins din viață în ziua de 17 februarie 1986 la Mettmann, fiind înhumat în cimitirul din localitate, alături de soția sa Louise.

## Opera

### Pictură
Primele lucrări ale lui Dimitrie Știubei au fost realizate la vârsta de 15 ani. Ele au fost acuarele ce reprezentau peisaje marine pe care artistul le-a văzut în vacanțele de vară petrecute la Techirghiol sau din excursia la Constantinopol și în insula Prinkipo din Marea Egeee, pe care a făcut-o cu vaporul „Împăratul Traian”. El nu a vrut niciodată altceva decât să devină pictor de marine. În mod paradoxal, fără să-l învețe nimeni, el a etalat cu o uimitoare dezinvoltură, o știință a compoziției și a culorii, deoarece este o certitudine, nimeni nu l-a învățat să reproducă mișcarea valurilor. Știubei este în acest sens un artist unicat în pictura din România a peisajului marin. El a reprodus din memorie marea pe care a văzut-o de pe navă, peisajul pur al apei fiind revelat publicului ca ceva inedit, frumos și fără limite. Există o diferență între el și alți pictori care au pictat marea. Picturile sale înfățișează peisajul observat de pe puntea navei, aflate în mijlocul mării, și nu de pe mal. Prim-planul este ocupat de mare, iar în planul secund de o navă sau doar de linia orizontului, cerul fiind singurul care întregește compoziția. Caracteristica cea mai importantă a marinelor sale constă în modul în care a reușit să sugereze adâncimea mării, cu valuri atât de adevărate, diferit pictate, ale unei mări ce aparține realității. La Știubei nu se văd suprafețe trasate schematic cu reflexe pitorești care descompun forma sau culoarea, șiruri de case sau bărci, ca în cazul altor pictori.

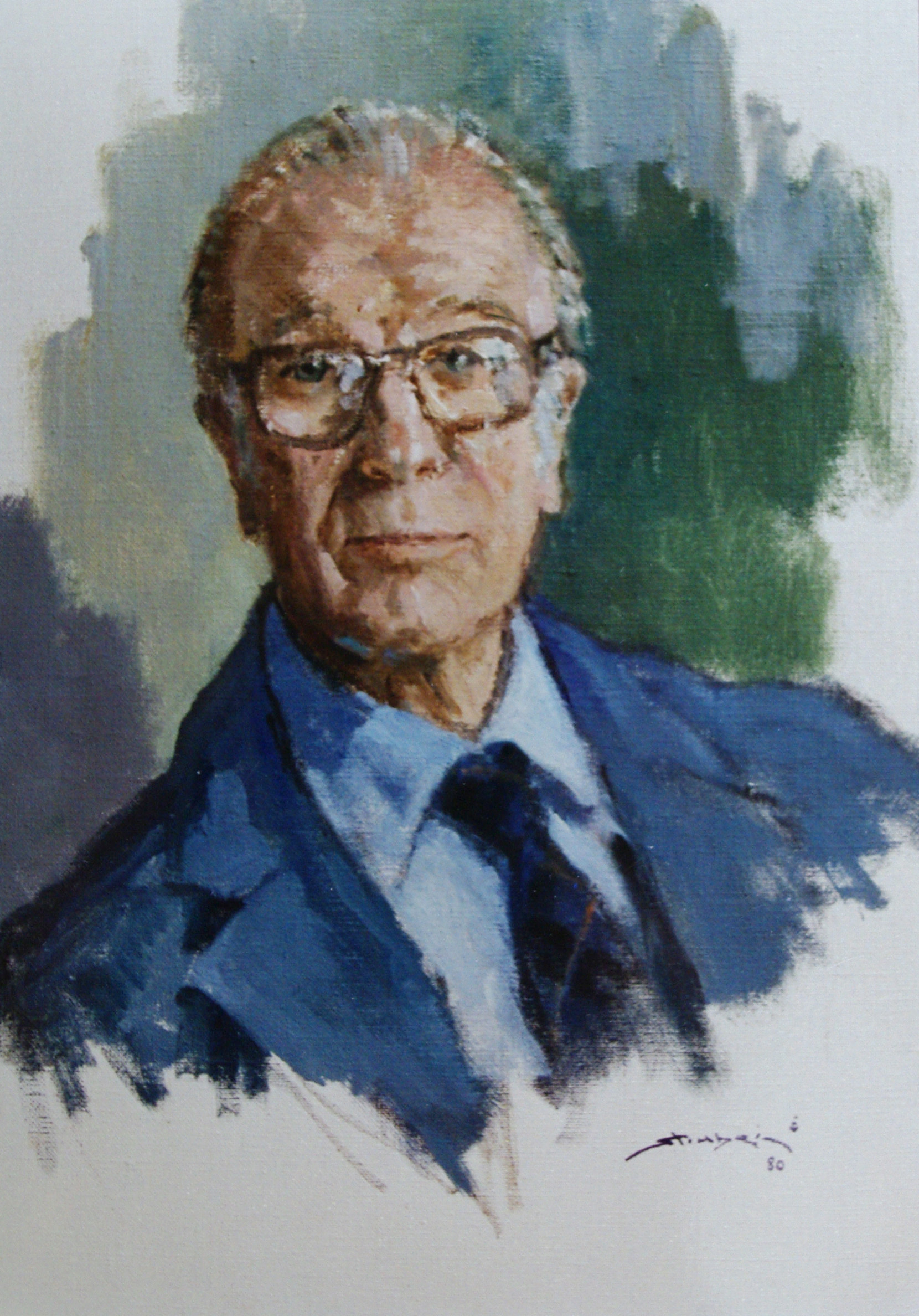
Autoportret (1980)

Dintre peisagiști, marinistul este cel care se bazează în mod deosebit pe memorie. El este posesorul unui inventar imens de imagini care compun în final mișcarea, reinventând permanent natura. Aflându-se spre finalul vieții departe de mare, Știubei a scris în jurnalul său că „... nu încep să caut să găsesc un drum, ci știu precis ce vreau să fac, am în cap exact culorile, exact forma valurilor, culoarea generală a tabloului, impresia pe care vreau s-o dau, eu știu ce urmăresc și închid ochii și văd din trecutul meu tabloul pe care l-am văzut și pe care nu pot să-l uit și știu precis ce am să pun pe pânză.”
Artiștii au fost întotdeauna atrași de mirajul mării, tocmai pentru că ea oferă un peisaj total diferit prin fascinația lipsei de accesabilitate. De aceea ei au rămas doar spectatori care visau la un mister greu de dezlegat. Aceasta este motivația pentru care pictura marină a fost asociată sentimentalismului care evocă nostalgia unor călătorii de neconceput. Așa s-au născut de fapt și miturile, ca cel al lui Ulise, fiecare călătorie fiind un liman al plecărilor viitoare, un pretext al reîntoarcerii, totul înglobat într-o acțiune de părăsire și de regăsire a propriei identități. Memoria unui pictor marinist de felul lui Știubei, este îmbogățită de întinderi fără de sfârșit, de lumină și întuneric, de cer și de apă, adesea de ceață, sugerând incertitudinea. Cu aceste motive aflate la îndemână, artistul a recreat o mare imaginară, de aceea el a menționat că:
„... În pictura marină eu am creat, pot s-o spun, involuntar, instinctiv, un fel de a reda mișcarea valurilor după ce mulți ani de zile am lucrat fără să mă gândesc la așa ceva și un tablou al meu, o furtună pe mare niciodată nu există în natură, ceea ce pictez eu nu există în natură, este o mare a mea, o furtună a mea.”
Se constată astfel că, pictorul are o percepție deformată a realității, a pământului îndepărtat, dispărut adesea din raza vizuală. Așa cum spectatorul vede lumea de pe mal, el o vede ca pe un țărm și marea ca pe o iluzie. Dimitrie Știubei a fost un pictor călător pe marile întinderi de apă, inventiv și realist în același timp, unicitatea sa în pictura marinistă fiind subliniată de pasiune, diversitate și chiar de eșecul înregistrat de rețeta sa de a evoca până la epuizare imagini memorate cu precizia unui ofițer de marină.
Primul lui profesor a fost marea. Tehnica picturii și-a însușit-o de la Steriadi și mai apoi de la academia din München. Peter Trumm l-a caracterizat ca fiind „... dotat cu un talent extraordinar, de o inteligență vie, cu un veritabil sentiment pentru esența picturii completate de o asiduitate și de un zel accentuate de educația militară, el și-a dezvoltat capacitatea artistică într-o manieră uimitoare și într-un timp extrem de scurt. Fără îndoială putem aștepta din partea lui opere de mare forță, în special în domeniile portretului și a picturii marine.”
Disciplina militară i-a impus și un anumit fel de corectitudine în picturile pe care le-a făcut cu tematică istorică. Pentru realizarea lor, Dimitrie Știubei a făcut apel la surse din biblioteci și adesea l-a consultat pe Nicolae Iorga. El a dorit eliminarea interpretării subiective și factorului de incertitudine. Scenele istorice compuse de Știubei se impun astăzi ca niște documente autentice exemplare. Așa sunt picturile făcute la comandă, în care s-a manifestat același spirit analitic, în care a ilustrat istoricul ambarcațiunilor, de la cele de agrement, până la cele de război. Se constată la Știubei o conștiință a implicării sale în educarea viitorilor ofițeri din marina României, dar și a publicului consumator de artă. Dimitrie Știubei a surprins marea în toate ipostazele sale, de la valurile agitate la transparența apei. Având în plus cunoștințe de ofițer de marină, peisajele sale marine au o mare valoare documentară prin minuția detaliilor ambarcațiunilor navale pictate. El a pictat marea în toată splendoarea sa, în zile liniștite, pe furtună, nervoasă sau calmă, de la bord sau de pe țărm, pe timp de pace sau de război. Dimitrie Știubei a fost considerat un inegalabil poet al talazurilor.
Abordând un stil realist al motivului, Dimitrie Știubei dorea ca marinele sale să fie redate cât mai veridic, mai ales cele care redau peisaje cu nave comerciale sau de luptă. Pânzele sale au un caracter evident descriptiv chiar dacă artificiile stilistice și cromatice puteau afecta reprezentarea în exactitate a detaliului. Această grijă pentru realizarea unei cromatici realiste l-a transformat pe Știubei într-un observator preocupat în redarea jocului de forme și culori, cale pe care mers de altfel și în ilustrația de carte și reviste. Asumarea propriului discurs artistic provine din aprofundarea manierei picturale ce-și are originea în sursele sale de inspirație și care îl transpune în final pe pânze cu o expresivitate de invidiat.
Fiind un excelent portretist al navelor românești, Știubei a lăsat o moștenire importantă în acest sens: Bricul „Mircea“, Pasagerul „Dacia”, Yachtul regal „Luceafărul”, Motonava „București” la Londra, Cargoul „Galați”, Motonava „Carpați” la Budapesta, Mineralierul „Petroșani” la Istanbul, Pasagerul „Moldova” la Budapesta, Nava-școală „Mircea” în larg, Escadra în marș, Cargoul „Dobrogea”, Velier în larg, Monitoare pe Dunăre, Navele Diviziei de Mare în misiune, Distrugătoare în marș, Cargou la ancoră.
Dimitrie Știubei a realizat o serie de lucrări pentru Palatul regal în anul 1943, după cum urmează: două panouri cu subiecte marine în barul fumoir, barul avea un șemineu și picturile lui Știubei decorau pereții; două picturi decorative în sala teatrului particular; o compoziție cu exerciții de tragere la mare; 15 acuarele cu subiecte din istoria aviației românești.

#### Portretistică

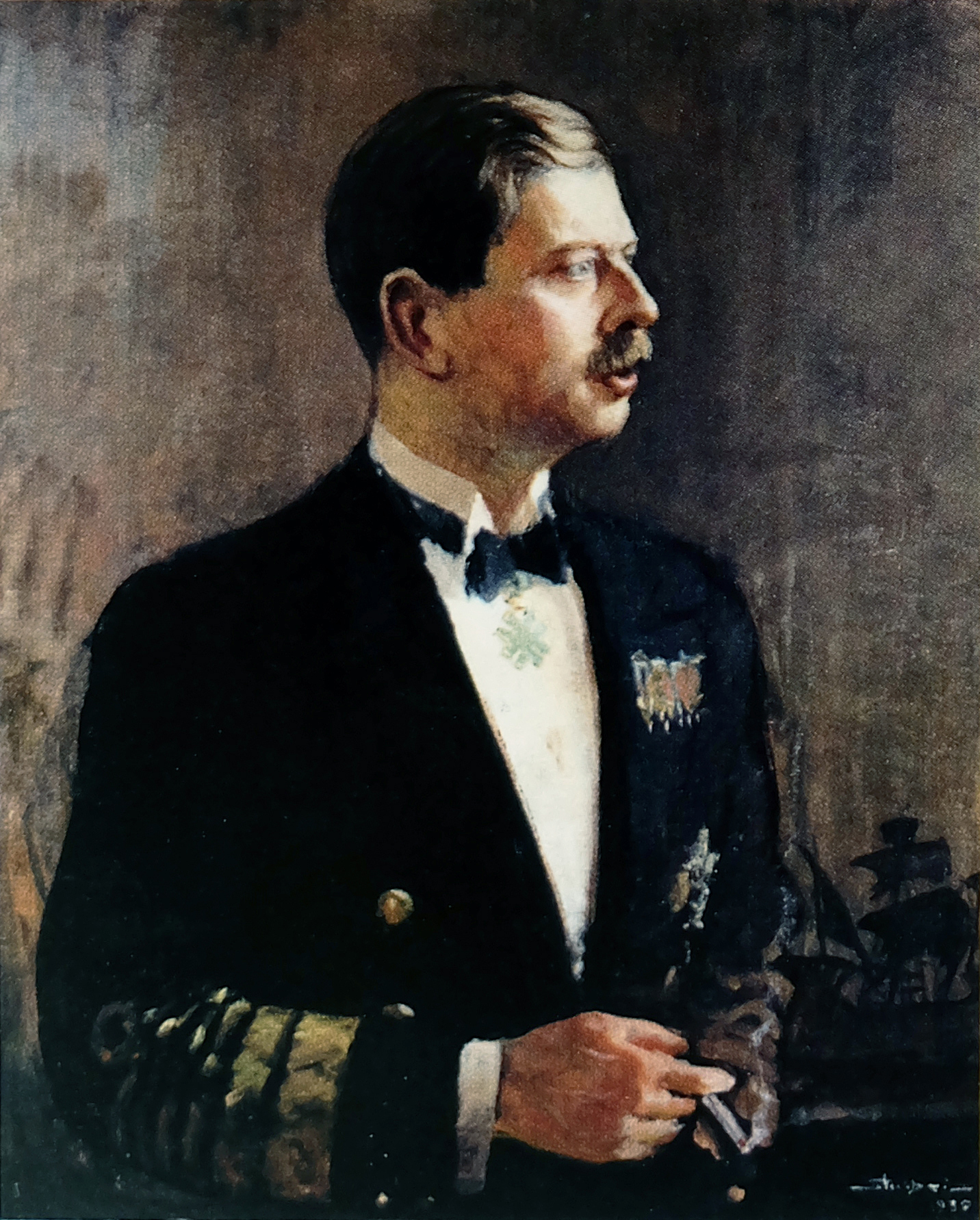
Carol al II-lea al României
–Muzeul Național de Artă al României

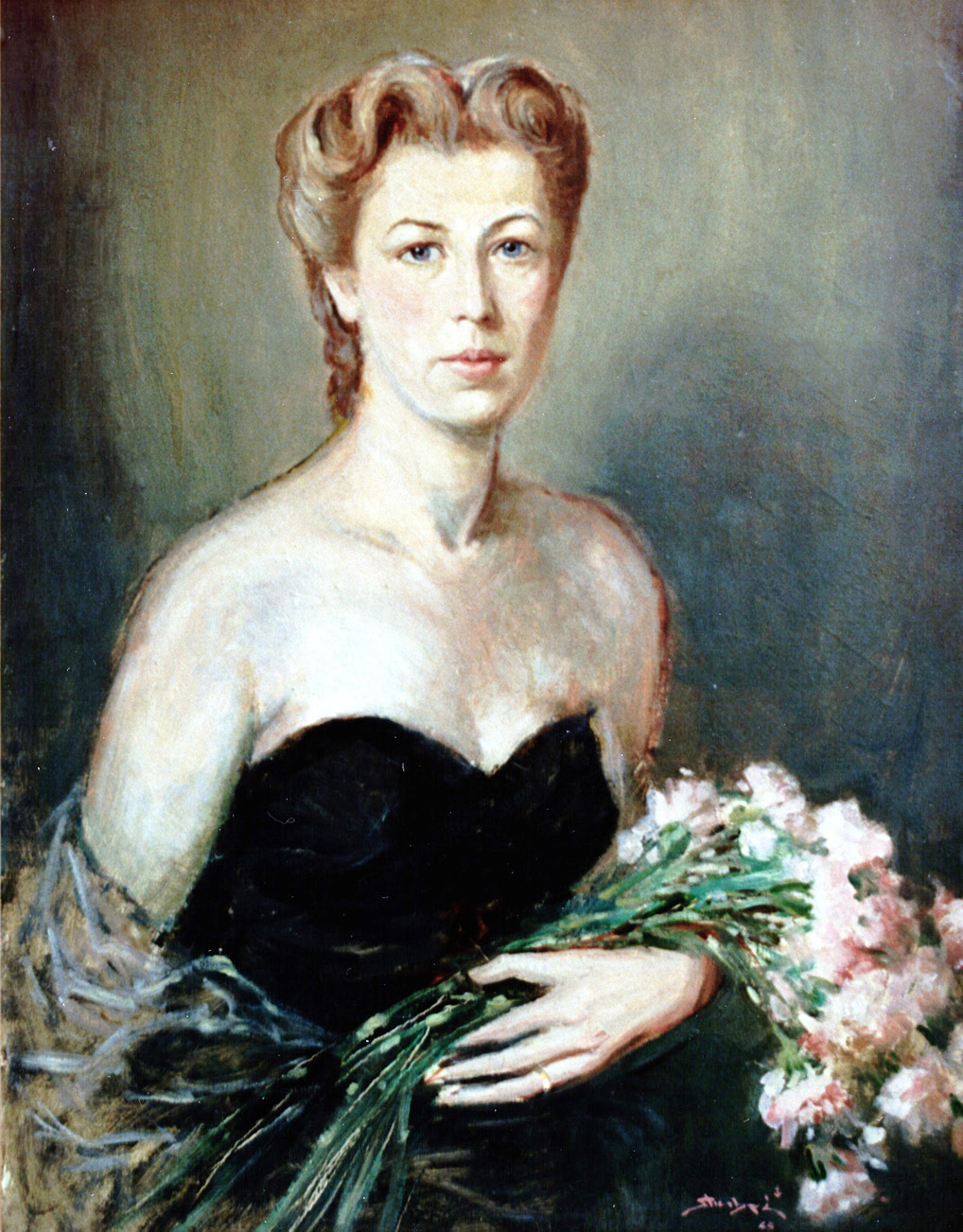
Yvona Ricci

Portretele realizate de Dimitrie Știubei sunt de o sobrietate lipsită de sentimentalism, ele mărginindu-se a reprezenta modelele în limita asemănării fizice. Artistul fiind prin excelență un observator al apelor nemărginite și al valurilor mereu mișcătoare, a devenit prin portretele sale, un analist fin al fizionomiilor pe care le-a conturat cu respect pentru detaliu și cu mare claritate. Acest lucru reiese cu precădere din autoportretul de tinerețe cu pensula în mână sau din cele două portrete ale fiicei sale adoptive Yvona Ricci și a mamei ei Louise, soția acestuia.
Se poate vedea în portretistica lui Știubei, același pictor perfecționist și dedicat, care a fost absorbit de dorința unei exprimări plastice cât mai veridice. Strădaniile lui s-au îndreptat spre o înfățișare a personajelor sale cât mai corectă și fără expresivitate.
Pictorul a trecut cu mare ușurință de la portretul individual la compozițiile cu personaje. Acestea au fost cel mai adesea atletice și au fost redate în timpul activității lor zilnice. În ultima fază de creație, artistul român a pictat într-o manieră mult mai liberă, influențată desigur, de pictura germană a lui Hugo von Haberman. Modalitatea aceasta de a picta este o raritate în pictura românească. Figura personajului  a fost schițată în mijloc iar restul pânzei a rămas neacoperită, totul sugerând o lucrare neterminată. Acest stil poate fi văzut în portretul comandorului Mircea Nicolau din marina comercială. Cercetătoarele operei lui Știubei, Ruxandra Dreptu și Mariana Păvăloiu, au obținut informații de prima mână de la comandorul Nicolau, care le-a declarat că artistul l-a oprit pe stradă în anul 1957, pentru că era îmbrăcat în uniformă, și i-a propus să-i realizeze un portret. Astfel, pictorul a schițat rapid lucrarea în care a surprins corect expresia și trăsăturile feței. Similar, a creat și Autoportretul din anul 1980 în care, pe preparația albă a pânzei se vede figura unui om împlinit, distins și liniștit.
Din opera lui Dimitrie Știubei, nu s-a putut identifica decât un singur nud. Acesta a fost realizat în anul 1936 și înfățișează o femeie întoarsă cu spatele, văzută în semiprofil, șezând într-un fotoliu. Respectând oarecum stilul lui Camil Ressu, ea a fost construită monumental, respectând realismul posturii.

Portrete realizate de Dimitrie Știubei
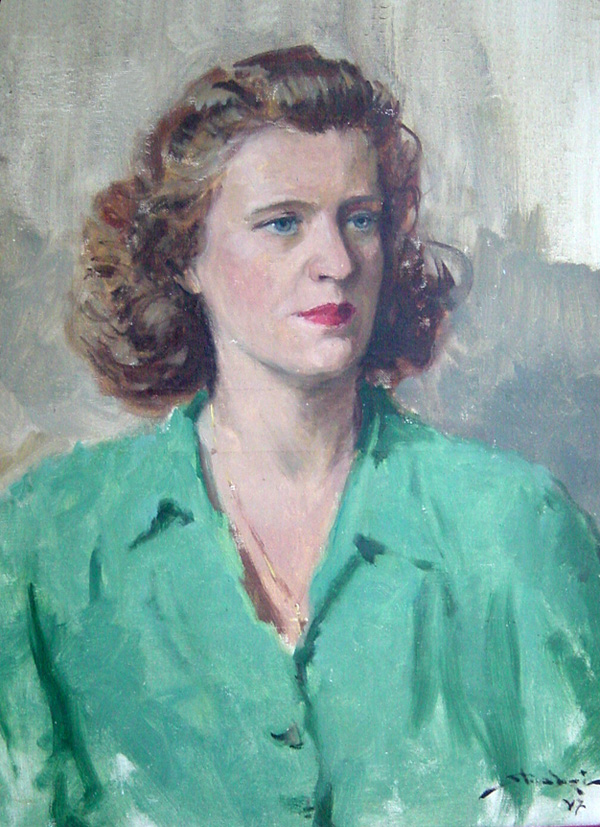
Louise Știubei (colecție particulară) (1947)
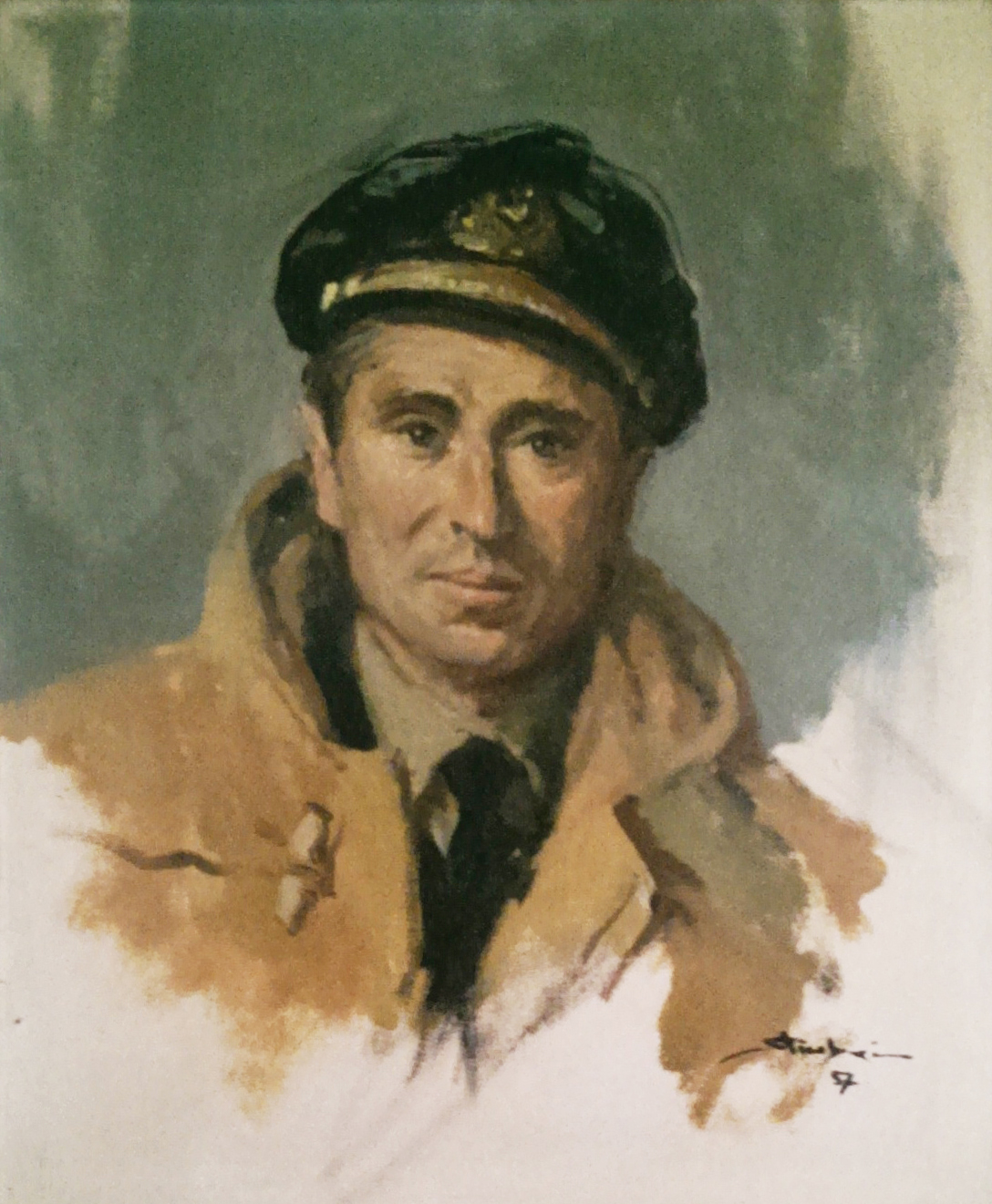
Portret de bărbat (colecția familiei M. Nicolau) (1957)
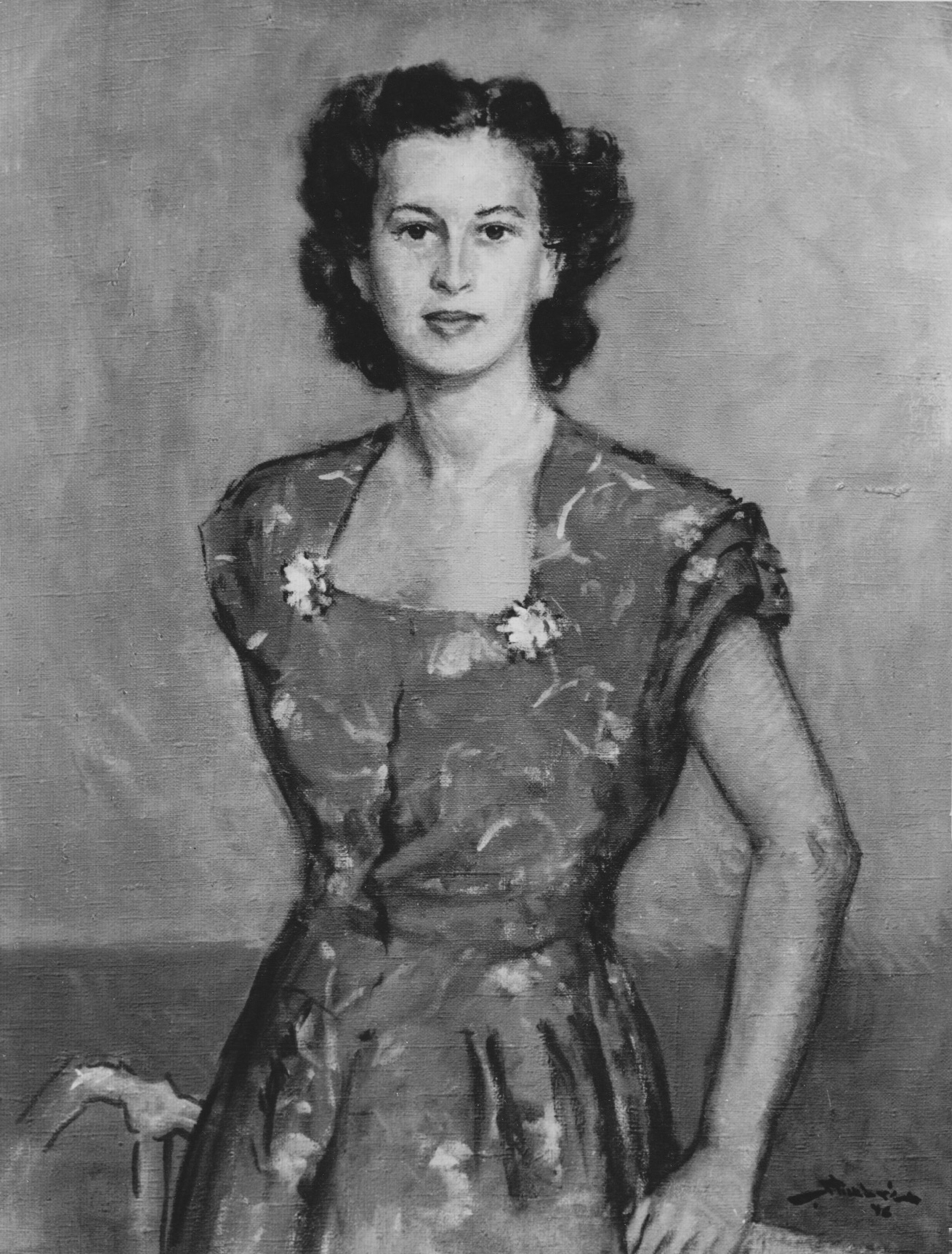
Viorica P. (colecție particulară) (1946)
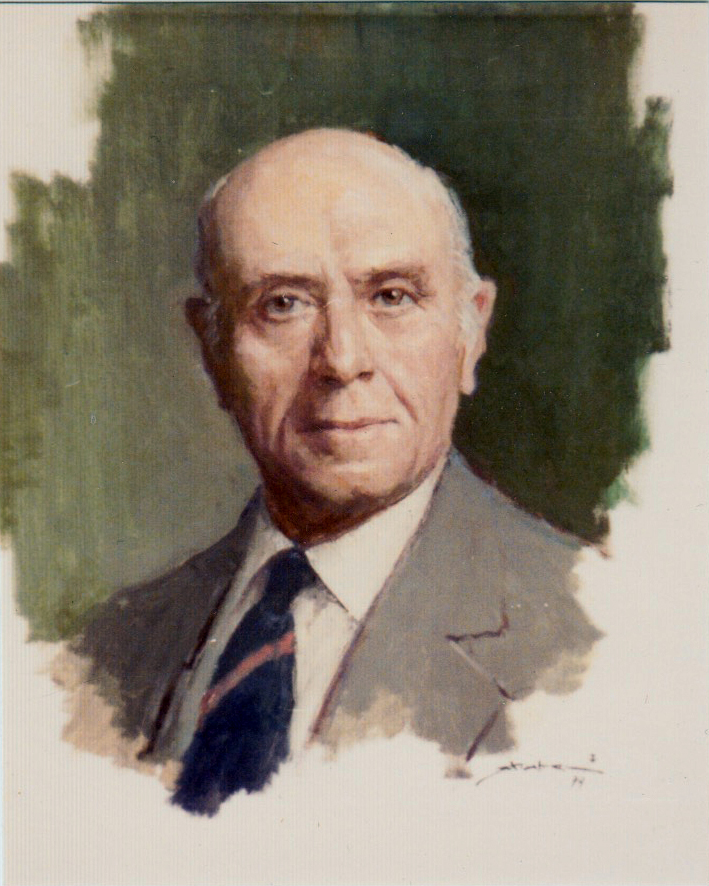
Portret de bărbat (colecție particulară) (1979)
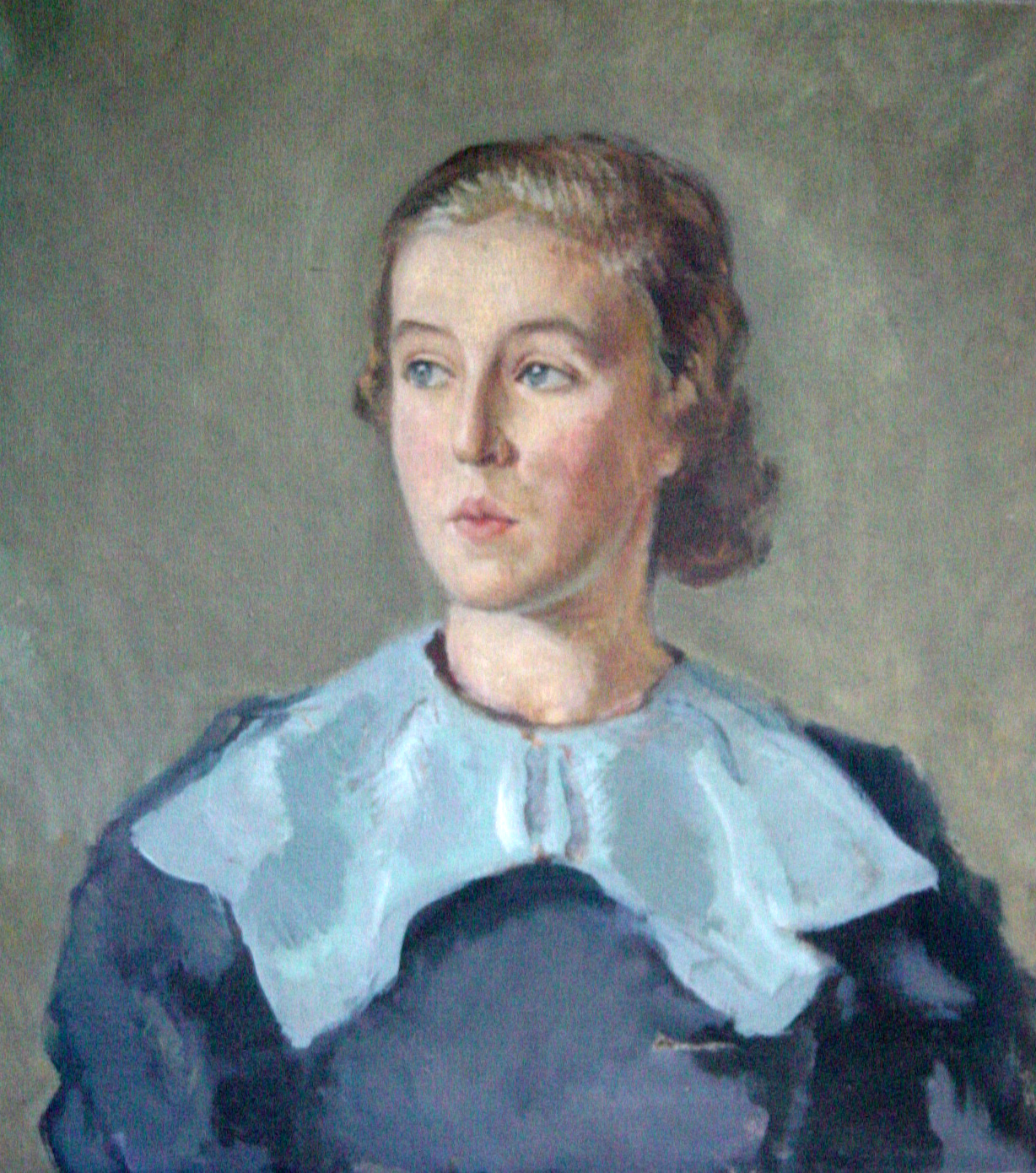
Yvona Zottu (colecție particulară) (nedatat)

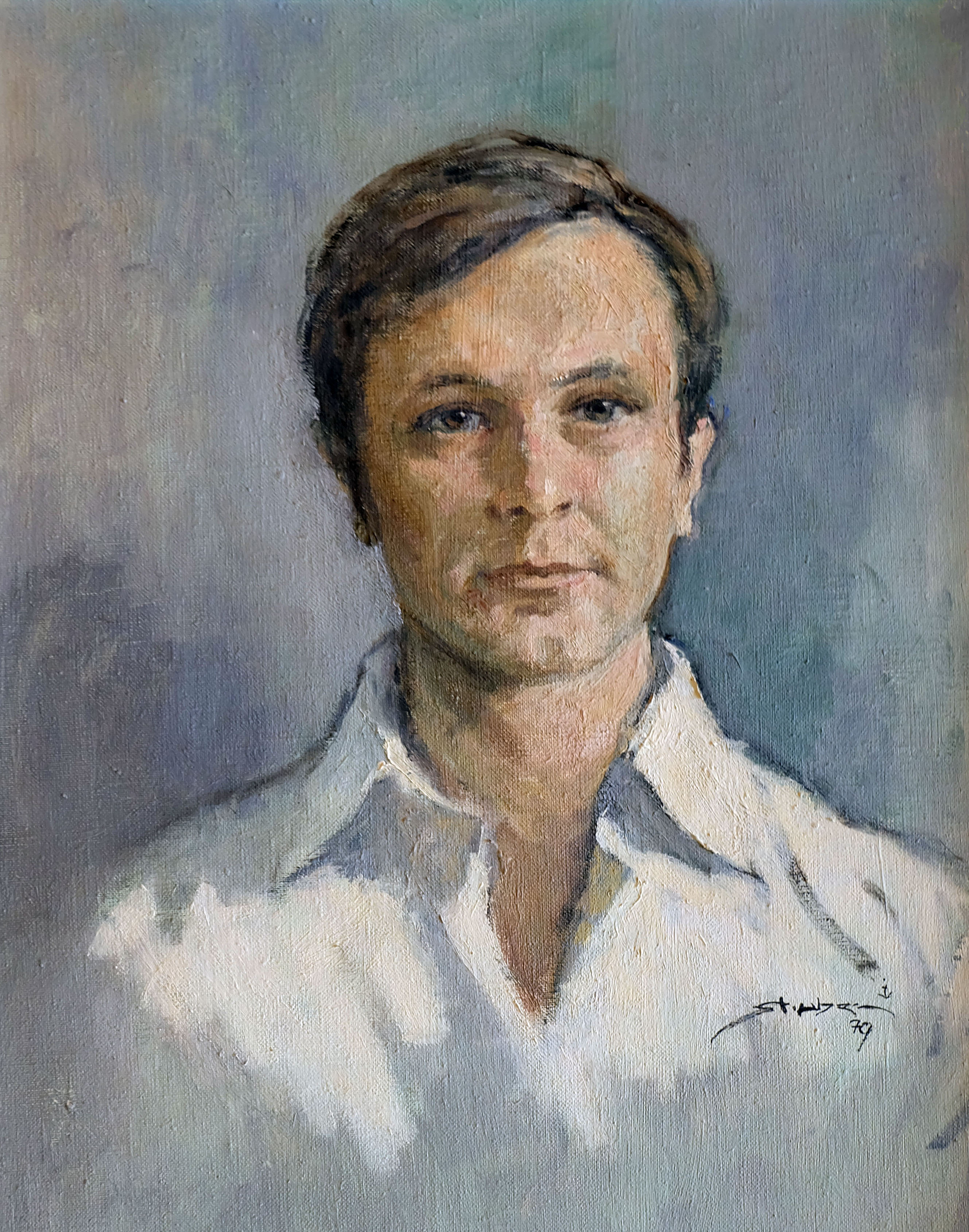
Portret de bărbat (colecție particulară) (1979)
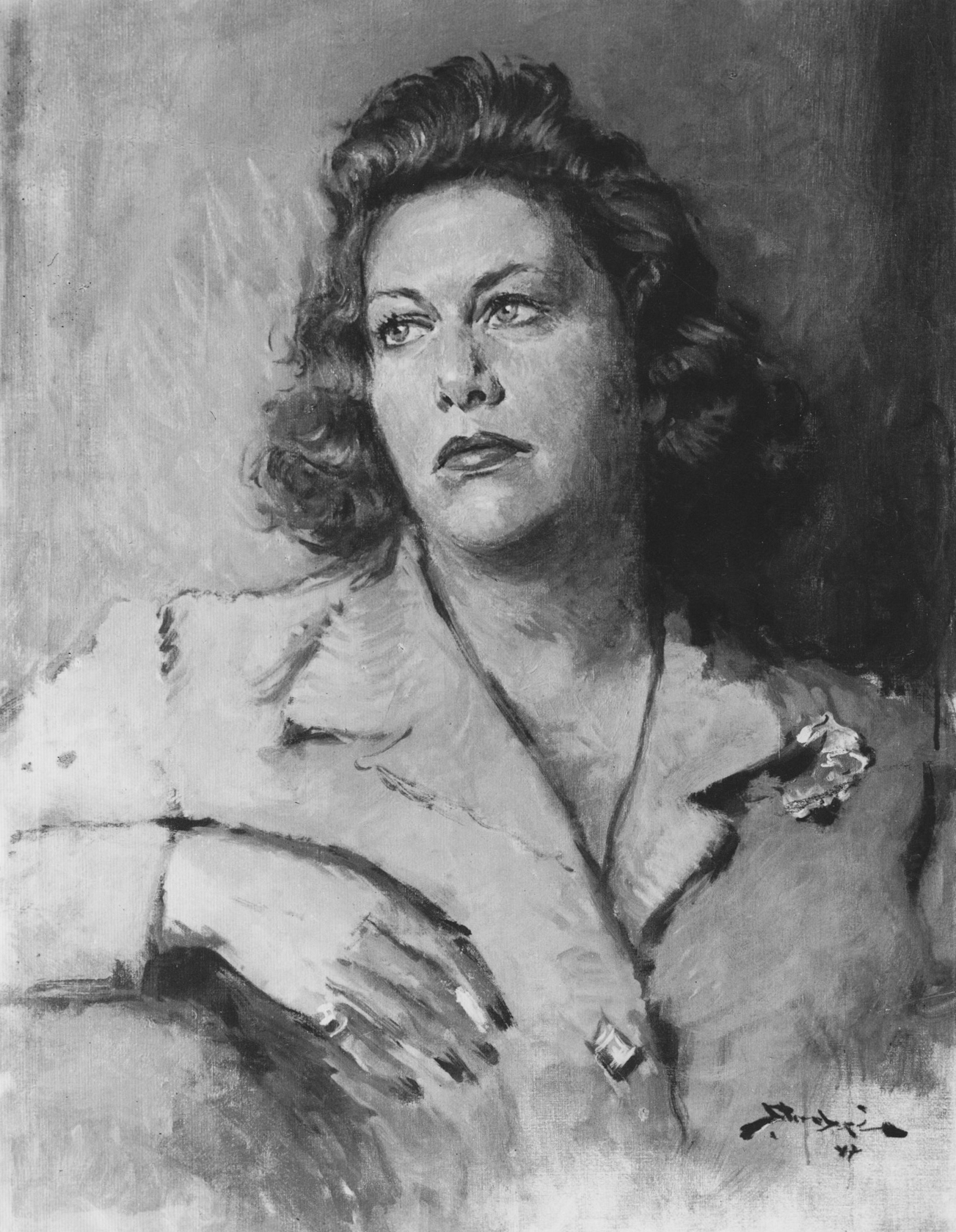
Cherry B. (colecție particulară) (1947)
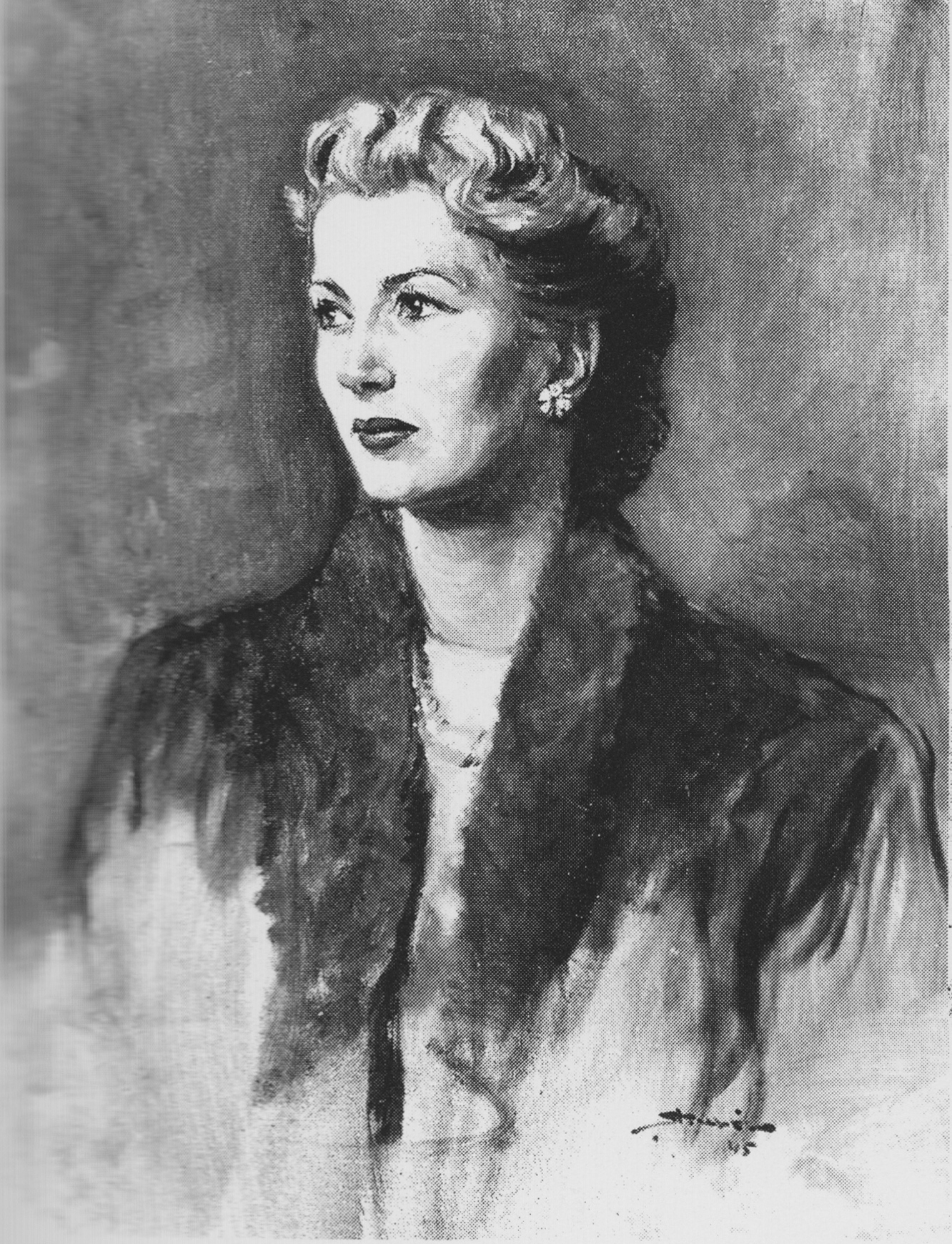
Kitty N. (colecție particulară) (1945)
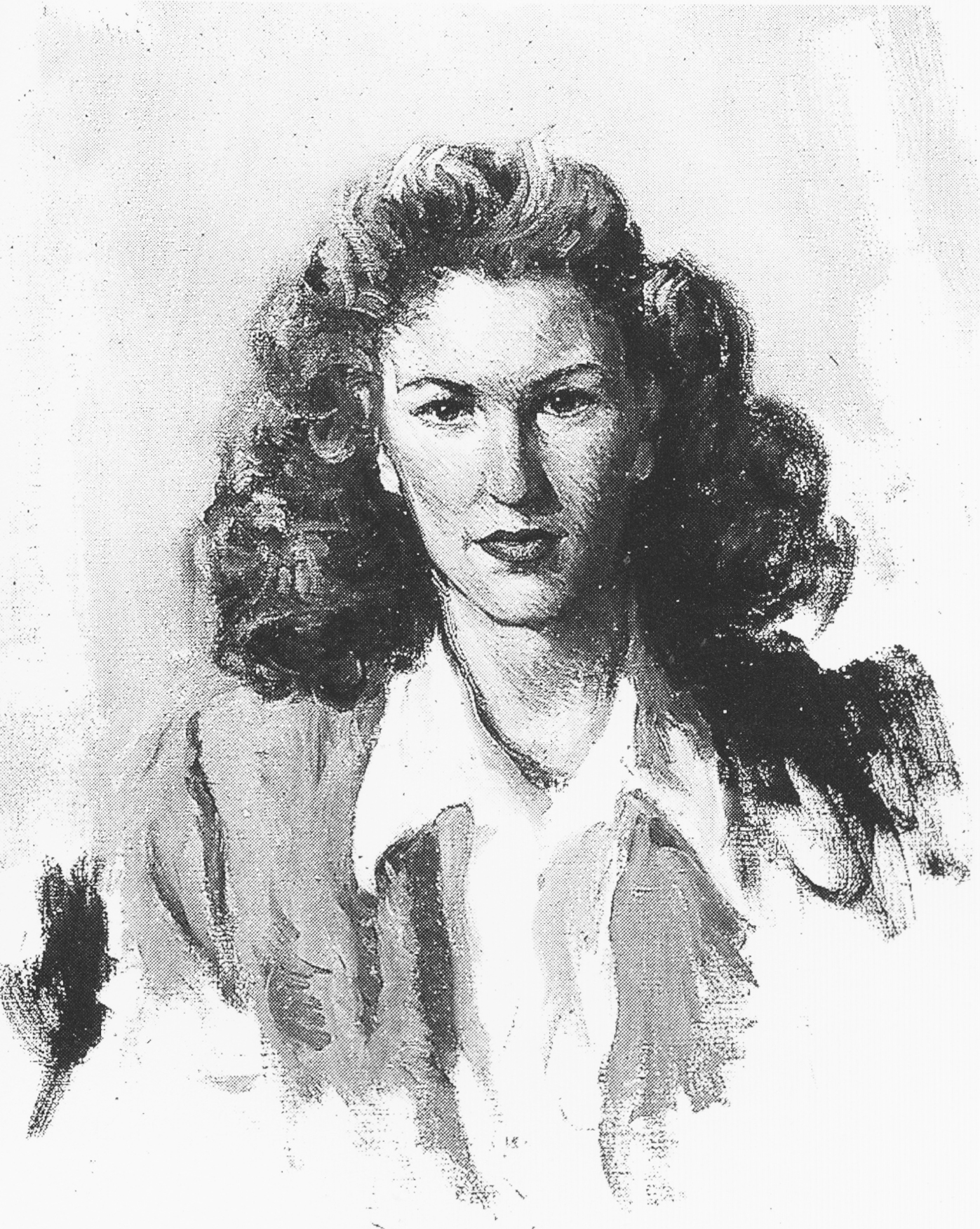
Nini C. (colecție particulară) (1942)
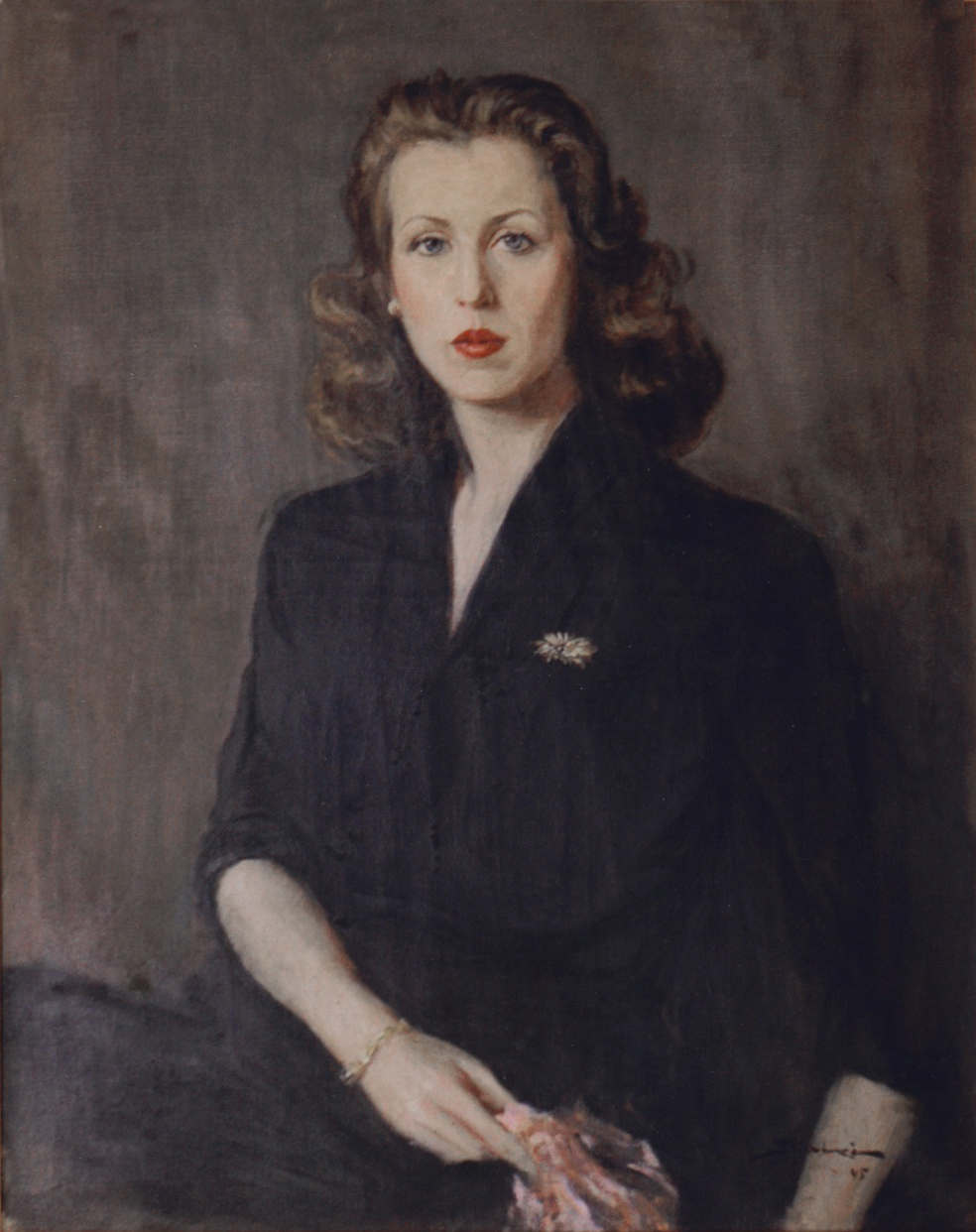
Mam R. (colecție particulară) (1945)
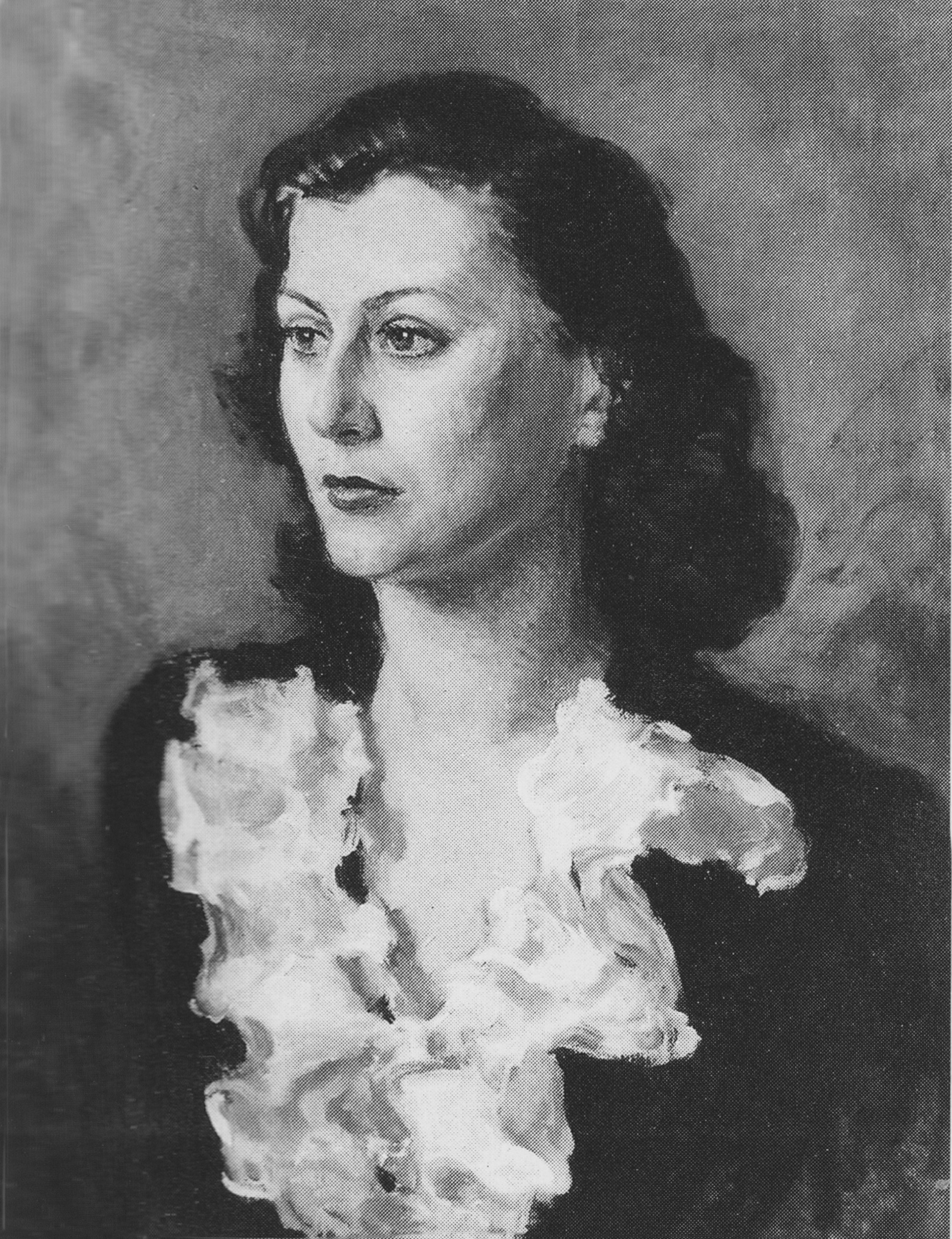
Marusia M. (colecție particulară) (1946)
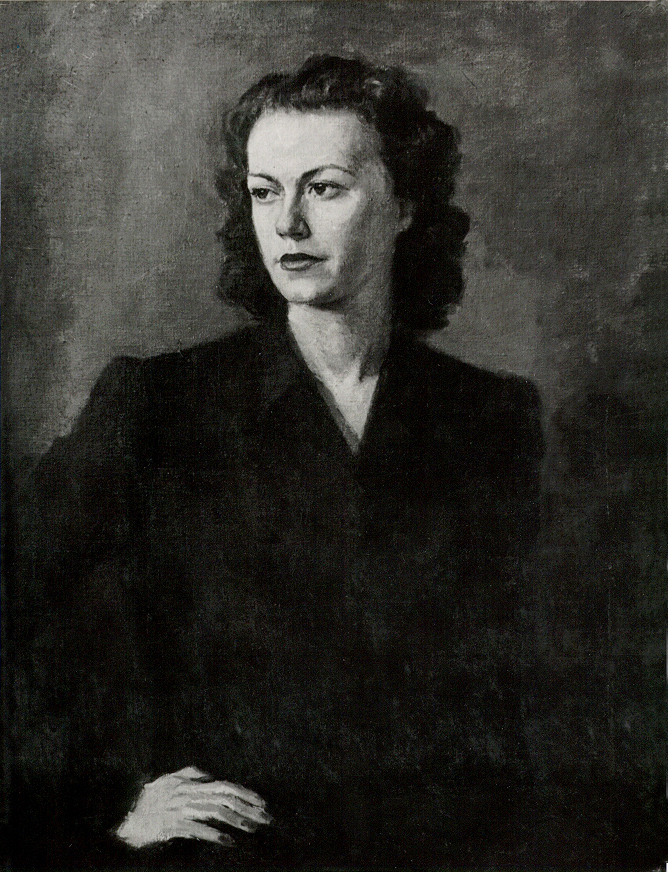
Lily S. (colecție particulară) (1946)

Știubei a făcut și câteva portrete de aparat ale familiei regale a României. Dintre ele, criticii de artă l-au considerat a fi remarcabil pe cel al regelui Carol al II-lea în uniformă de amiral. Portretul a fost făcut în anul 1939 și-l înfățișează pe rege din profil, cu o țigară în mână și cu capul întors spre dreapta. El are o atitudine plină de degajare, în planul îndepărtat putându-se vedea Bricul Mircea, care a fost încă din prima zi de la venirea lui în România din anul 1939, o emblemă a regalității.
Este de remarcat că școala germană pe care a urmat-o la München, punea accentul pe studiul după model, pe cunoștințele de anatomie și pe redarea corectă a corpului uman. Dominanta principală a ei, era expresivitatea chipului în stil realist, totul fiind menținut între limitele asemănării. Toate aceste caracteristici se regăsesc la toți pictorii români care au studiat în capitala Bavariei. Știubei nu a făcut nici el excepție, portretele pe care le-a lăsat posterității dau dovada însușirii acestei lecții.

#### Pictură murală
În salonul oficial de primire al fostei gări regale din Sinaia, construită între 1938-1940 la comanda regelui Carol al II-lea al României, după planurile renumitului arhitect Duiliu Marcu, cel care a proiectat Palatul Căilor Ferate Române din București și Opera din Timișoara, se găsește o pictură murală pătrată de 5,50 m, realizată de Dimitrie Știubei în frescă, care reprezintă o vânătoare domnească, cu 8 personaje călare, în mărime naturală. Pictura are o inscripție ,,Basarab Voievod secol XIV”. Subiectul picturii este Basarab Voievod cu suita la vânătoare de mistreți.

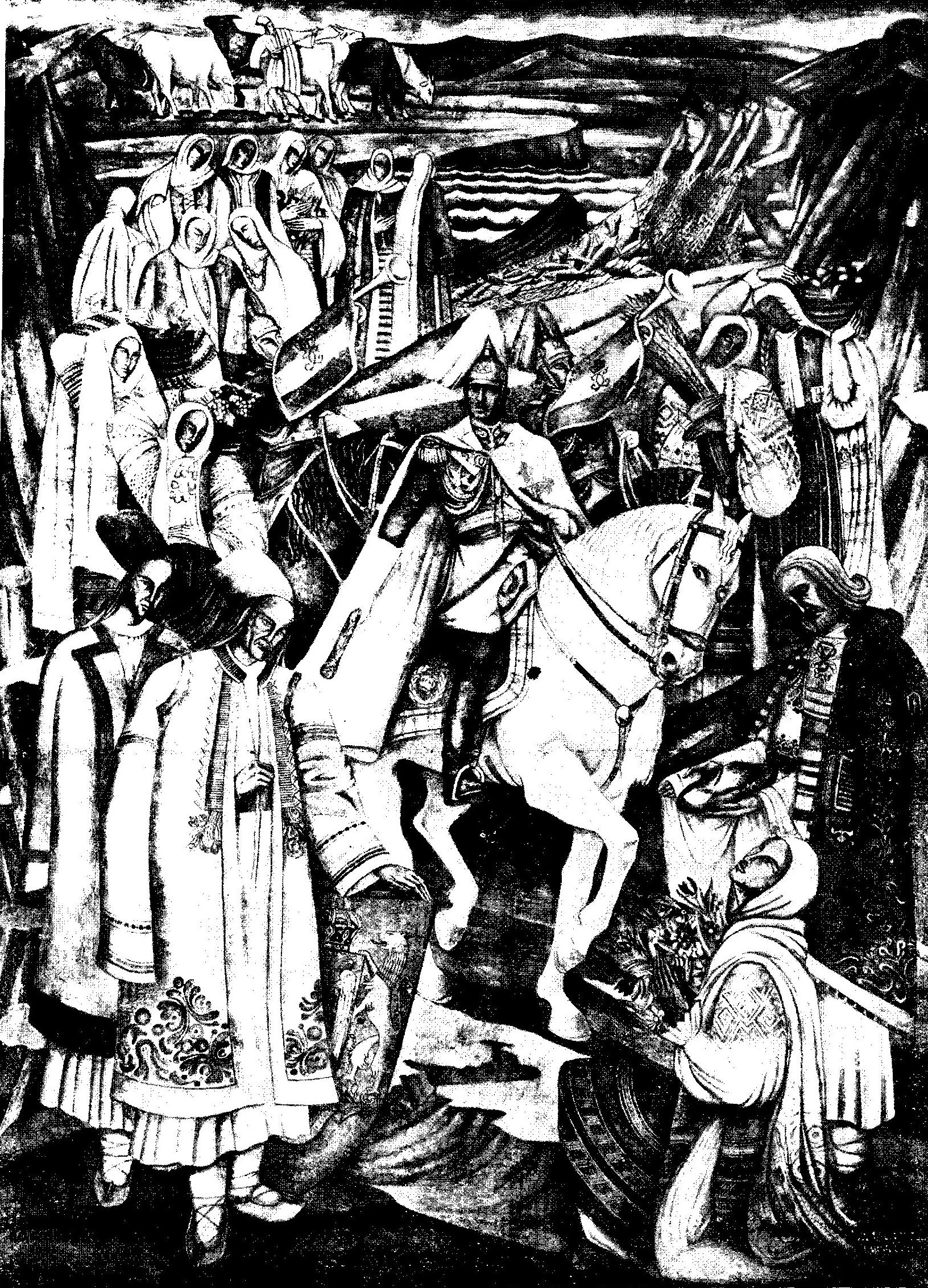
Fresca de la Gara Regală din Mogoșoaia intitulată „Regele si poporul său“, realizată în anul 1938 de Olga Greceanu și Dimitrie Știubei.

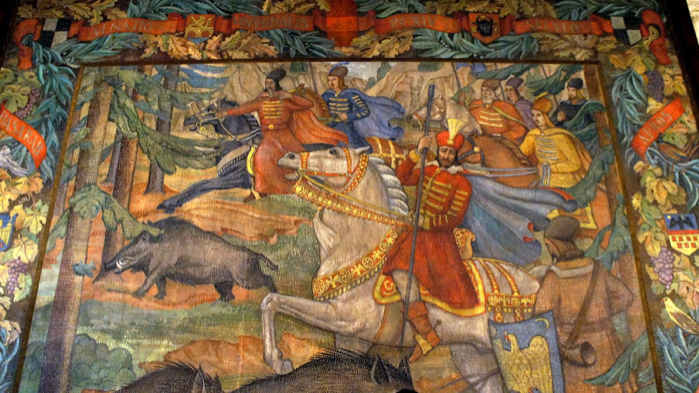
Detaliu al picturii murale de la Gara Regală din Sinaia

În salonul de recepție, holul mare și în celelalte saloane ale Gării Mogoșoaia, astăzi Gara Băneasa, există o serie de lambriuri din lemn de nuc și din lemn de trandafir. Câteva dintre aceste panouri au rezervate spații pentru picturi decorative. Aici, Dimitrie Știubei, în colaborare cu Olga Greceanu, a realizat o frescă de opt metri înălțime. Imaginea înfățișează pe regele Carol al II-lea înconjurat de poporul român. Fresca poartă numele de Regele și poporul său.
În mijlocul compoziției se află regele Carol al II-lea al României călare pe un cal alb, având pe umeri o pelerină albă. În armonie cu arhitectura gării, compoziția a fost concepută cu două șiruri verticale, ușor arcuite, de personaje din diferite regiuni etnografice din România. Acestea încadrează centrul compoziției, închinându-se regelui. Ele duc pe umeri sau în brațe produsele muncii lor. Fresca a fost realizată folosind toate principiile artei murale, al cărei prim rol este decorațiunea. Prin distribuirea după regulile simetriei a grupurilor de oameni, precum și o armonioasă împletire a liniilor verticale, oblice și orizontale, întreaga lucrare murală nu face decât să urmărească forma, dar și linia arhitecturală de bază a clădirii Gării Mogoșoaia. Autorii acestei opere decorative, au repetat verticalitatea monumentală a zidurilor clădirii prin două zone în care au desfășurat tipurile reprezentative ale poporului român.
Impresia rezultată din privirea lucrării este una plină de autoritate și de măreție impunătoare. Nu deranjează contemplarea nicio nepotrivire organică dintre concepție și exprimare, ritmica atitudinilor și neclintirea estompată a expresivității figurilor, duc la o înțelegere a veșniciei care învinge efemeritatea existenței pământești. S-a reușit astfel, execuția într-un spațiu compozițional limitat, a unei unități de acțiune folosind o perspectivă caracterizată printr-o ornamentație plină de simplitate, în locul uneia de profunzime ce ar fi afectat caracterul decorativ printr-o exagerare realistă a detaliilor.
Olga Greceanu și Dimitrie Știubei nu au optat pentru realizarea unor efecte cromatice obișnuite în realizarea acestei picturi murale. Ei au ales folosirea unor nuanțe de zid ce au punctul de start albul desăvârșit, iar cel final fiind culoarea lemnului care încadrează lucrarea. Albul a fost fixat în centrul compoziției, nuanțele de zid închizându-se treptat spre cele două extremități verticale ale ramei din lemn. Creația murală din Gara Mogoșoaia are dimensiuni impresionante, ceea ce-i conferă măreție. Ea a fost gândită mare și a fost făcută cu naturalețe ca o zidărie. Dimitrie Știubei a mai pictat lucrări de artă monumentală împreună cu Olga Greceanu o frescă cu voievozi și domnițe la Gara Mogoșoaia. Artistul a mai pictat diferite compoziții pentru Palatul Regal din București, Muzeul Marinei Române din Constanța, Muzeul Militar Național și multe altele. În Gara de Nord din București, Știubei a realizat un panou în restaurantul gării, care astăzi nu mai există din motive neprecizate, cu ocazia punerii în circulație a unui auto-motor de tip nou, pe ruta București-Brașov. La Banca Națională a României a pictat două panouri cu bogățiile țării.
Cu ocazia participării României la Expoziția internațională de la New York din anul 1939, Dimitrie Știubei în colaborare cu Olga Greceanu a realizat pentru pavilionul românesc o imitație de tapiserie care-l înfățișa pe Mihai Viteazul intrând la Alba Iulia. Compoziția avea o lungime de circa 10 metri, ea fiind lucrată pe o pânză groasă, aspră, cu culori în ulei care s-au impregnat în textura pânzei astfel încât dădea impresia de pictură pe zid. Artista a mai făcut mai târziu o altă lucrare cu aceeași tematică și titlu, ea fiind aplasată pe fațada Institutului Nicolae Iorga din Piața Victoriei din București. Grupul central al compoziției a suferit mici modificări de adaptare la spațiul mai puțin generos aflat la intrarea în acel imobil.

#### Pictură marină
Dimitrie Știubei a deschis prima expoziție personală în anul 1926 la Ateneul Român. Lucrările pe care le-a adus pe simeze în acel an erau deja demonstrații de profesionalism, dovada fiind elogiile pe care le-a făcut reputatul critic de artă Petru Comarnescu. Știubei a fost poate singurul artist care și-a identificat mai întâi motivul, pentru ca mai apoi să învețe cum să-l picteze. La acest eveniment expozițional a fost încurajat de Jean Alexandru Steriadi, în atelierul căruia a lucrat timp de un deceniu.
Steriadi a fost elevul lui Eugeniu Voinescu, primul marinist din România. El era un mare admirator al lui Gustave Courbet și al lui Ivan Aivazovski în perioada când era consul la Odesa, factura stilului său fiind una romantică. Courbet a pictat în anul 1870 una dintre cele mai importante marine ale sale, intitulată Valul. Era o lucrare modernă care atingea limitele abstractului prin unitatea dintre cer și apă, de „... o densitate fizică palpabilă”. Aivazovski, având o manieră realistă, a realizat și el o pictură cu același titlu, pe o vreme de furtună când cerul și apa se confundă în aceleași tonuri de albastru. Prin modul cum a pictat transparența apei, Voinescu se află între cele două modele ale celor doi maeștri. Știubei s-a aflat mai aproape de Voinescu decât a fost Steriadi, și într-un mod paradoxal de Aivazovski, în primele sale lucrări realizate în anii 1924 - 1930. În această perioadă de creație a sugerat atmosfera liniștită a dimineților și furtunile cu ceruri în tonuri de gri opac, unde se văd în depărtare nave care străbat marea, fără a folosi dramatismul romantic ce caracterizează pictura secolului al XIX-lea.

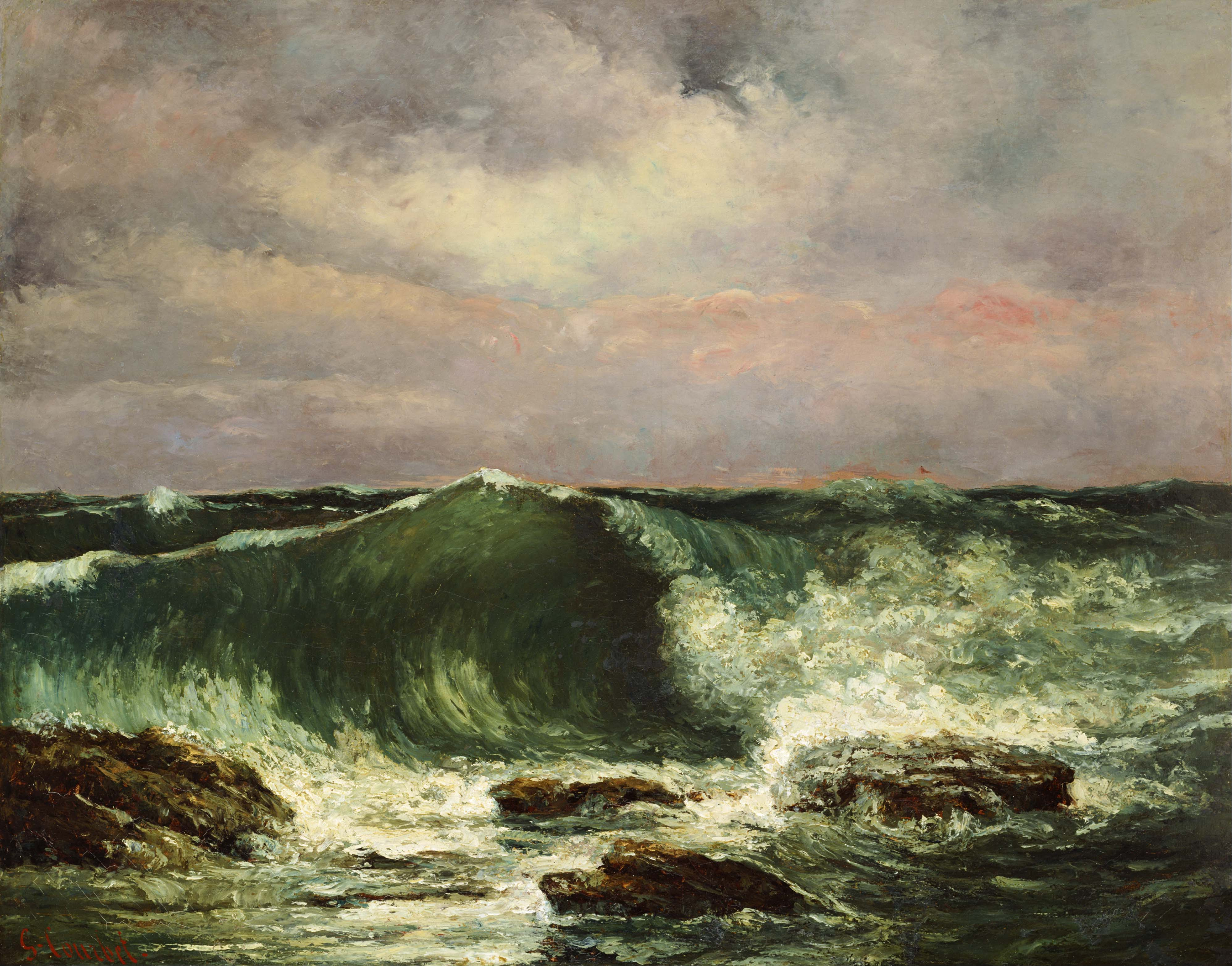
Valul - de Gustave Courbet (1870)
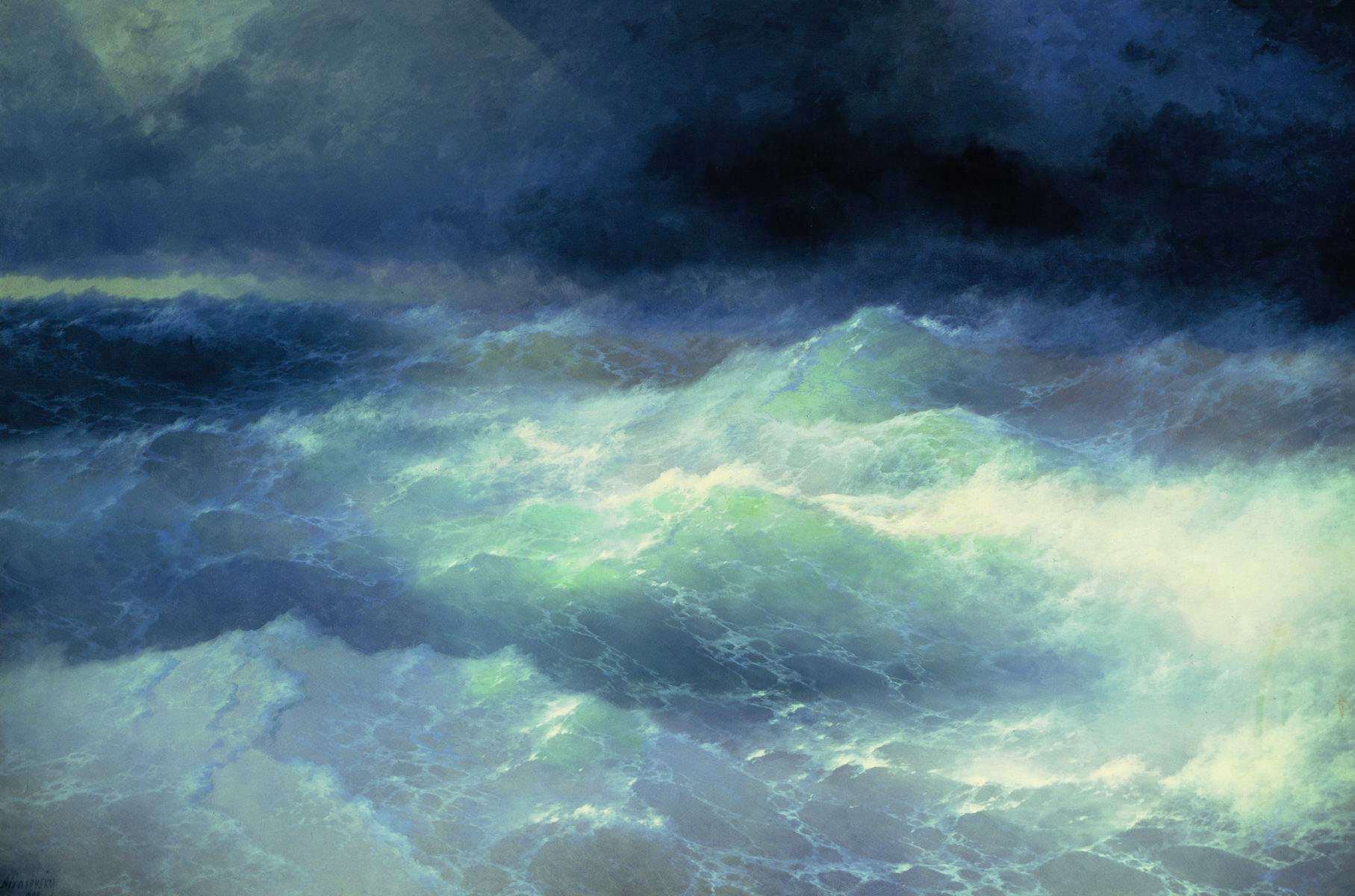
Valul - de Ivan Aivazovski (1898)
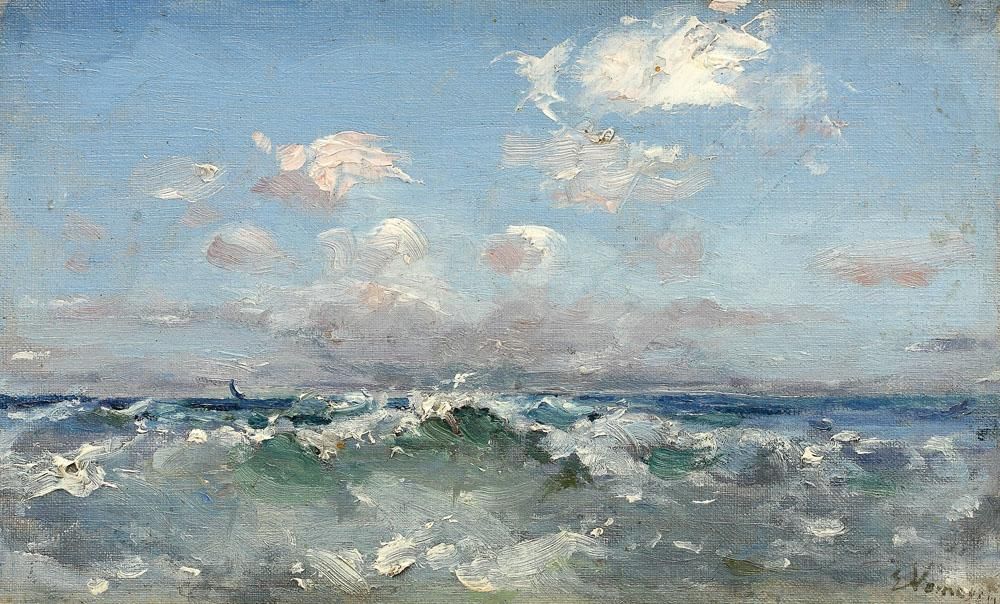
Marină - de Eugeniu Voinescu

În anul 1935, Dimitrie Știubei a pictat o lucrare cu accente de ocru-brun, într-o paletă gri-verzuie, cu tușe dinamice, intitulată Furtună la mare, care poate fi alăturată Valului lui Courbet prin forța de sugestie a ritmului mării. El însuși a declarat că:
„... Eu am găsit un fel de a reprezenta marea care dă senzația că valurile se mișcă, dar acest lucru nu poate reieși dintr-o fotografie, fotografia nu arată așa, ea nu poate să întrunească toate elementele pe care le pun eu acolo... pentru că lucrurile astea le-ai văzut în natură și îți dai seama că acel mic val din stânga, acest mic început de spumă se mărește, crește, se întoarce, se desface, se rostogolește și ajunge de se prelungește pe coama valului, de lucrurile astea nu îți dai seama, dar astea dau senzația de mișcare în pictură și ceea ce în realitate nu poți să cuprinzi cu un obiectiv... Toate fotografiile de mare, de furtună, sunt niște fotografii înghețate. Îți arată o clipă, o clipă într-adevăr așa era, dar fără mișcare nu e mare, deci trebuie ca pictorul să găsească soluția ca să dea cât de cât această puțină mișcare, adică același val care se prelungește în timp, făcute toate deodată.”
Cu toate că în opera artistului român există puține lucrări în care pictorul s-a folosit de diviziunea tușei, el s-a declarat influențat de Claude Monet. Ca atare, lucrări ce pot fi asimilate influenței lui Monet sunt În port (1942) și Cargou la ancoră (1945). În aceste picturi se poate vedea că toate elementele compoziției, cum ar fi țărmul și vaporul, au fost tratate sumar. Pe suprafața apei vibrează pete alb-gri și cerul este figurat de un abur galben-albicios. În aceste două tablouri, marea este subiectul planului secund, prim-planul fiind ocupat de port și navele ancorate la țărm. În contradicție cu aceste două lucrări de factură impresionistă, toate creațiile lui Știubei în care marea este subiectul principal, maniera ei de reprezentare este una realistă.

#### Activitatea expozițională
- 1922 — Iași, sala Evenimentul;[8]
- 1925 — Galați;[8]
- 1926 — București, Ateneul Român, apreciat de Petru Comarnescu, Alexandru Kirițescu și comandorul Eugen Botez;[8]
- 1928 — București, Cartea Românească;[6]
- 1929 — București, Sala Mozart;
- 1931 — București, Salonul Oficial, primăvară;[4]
- 1932 — București, Cartea Românească;[6]
- 1933 — București, Salonul Oficial,toamnă;[4]
- 1935 — București, sala Dalles;[6]
- 1937 — Paris, Expoziția Internațională, pavilionul românesc;[6]
- 1938 — București, sala Dalles;
- 1940 — București, Salonul Oficial, primăvară București,[4] Expo „Luna Bucureștilor” pavilionul armatei (lucrări de artă și comisar);
- 1941 — București, Salonul Oficial, primăvară;[4]
- 1944 — București, Salonul Oficial, primăvară;[4][7]
- 1945 — București, sala Dalles, organizează expoziția „campania anti-hitleristă ca șef al biroului „pictori” din Marele Stat Major;
- 1948 — București, sala italiană;
- 1950 — Helsinki, expo de grup;[49]
- 1950 - 1968 — București, Constanța, Mangalia,... 31 de expoziții. Lucrări de pictură documentară la Dalles, panouri decorative la parterul blocului Dunărea, (căzut la cutremur), compoziții la Muzeul Marinei Române din Constanța;
- 1955 — București, sala Nicolae Cristea, tabloul „Mereu înainte” s.a.;
- 1968 — 28 decembrie- Basel, Alban Ambassador;[50][49]
- 1968 — luna iulie, București, sala Dalles, Expo „Marea”;[51]
- 1969 — 1.decembrie - Paris, Raymond Duncan. Premiat cu medalia „Vermeil” a societății Art Science et Lettre;[52][49]
- 1970 — Londra, Royal Society of marine Artists. A fost premiat în anul 1970 la  Mamaia. New York, Raymond Duncan, jurnalul Harald Tribune îl apreciază ca pe „the last and greatest painter of the sea of our epoch”;[53][49]
- 1972 — 15 ianuarie-31 ianuarie, Basel, Alban Ambassador;[54][49]
- 1973 — 1 aprilie - 15 aprilie, Geneva, Le Richemond;[49]
- 1974 — 18 mai Basel, Alban Ambassador;[55]
- 1974 — 8 iunie - 28 iunie Basel, Galeria Münsterberg;[56][49]
- 1975 — 15 octombrie - 31 octombrie, Atena, Diogenes international galleries, Plaka;[57]
- 1975 — 30 octombrie - 9 noiembrie Atena, Pireus, Marine Club Pireus;[58]
- 1976 — 4 iunie - 24 iunie, Atena, Pireus, Marine Club Pireus;
- 1976 — 3 decembrie - 18 decembrie, Geneva, Le Richemond;[59]
- 1977 — 26 februarie - 23 martie, Basel, Galeria Münsterberg;[60]
- 1977 — 18 aprilie - 30 aprilie, Lugano, galeria della Banca Unione Credito;[61]
- 1977 — 16 septembrie - 02 octombrie, Atena, Diogenes international galleries, Kolonaki;
- 1977 — 10 octombrie - 30 octombrie, Salonic, Diogenes international galleries;[62]
- 1978 — 3 noiembrie - 19 noiembrie, Atena, Diogenes international galleries, Kolonaki;[63]
- 1979 — 9 iulie - 18 iulie, Lugano, galeria della Banca Unione Credito;[64]
- 1980 — 18 aprilie - 10 mai, Atena, Diogenes international galleries, Nikis;
- 1980 — 1 iunie - 14 iunie, Geneva, Le Richemond;
- 1980 — 11 decembrie - 06 februarie 1981, Paris, salonul Marinei;
- 1981 — 31 ianuarie - 18 februarie, Basel, Galeria Münsterberg;[65]
- 1981 — 5 mai - 30 mai, Atena, Diogenes international galleries, Nikis.[66]
- 1984 — 21 ianuarie -05 februarie, Mettmann, Stadthalle;
- 1985 — 16 martie - 31 martie, Mettmann, Stadthalle;

Expoziții post-mortem
- 1988 —  4 iunie - 28 iunie, Basel, Galeria Münsterberg, Retrospectivă organizată de Mario Ricci;[67]
- 1990 — luna martie, Constanța, Muzeul Marinei Române, Retrosprctivă Dimitrie Știubei;[68]
- 2001 — luna noiembrie, Constanța, Expoziție în comemorarea a 100 ani de la nașterea pictorului;[69]
- 2009 —  1 august - 9 august, Italia, Capalbio, Expoziție retrospectivă, organizată de Mario Ricci;[70]
- 2014 — luna mai, Expoziție de pictură Dimitrie Știubei la Cercul Militar Mangalia;[71]
- 2014 — luna iulie, Muzeul Național Cotroceni.[72]

### Decorator de interior al navelor românești
Dimitrie Știubei a decorat mai multe nave fluviale de pasageri și o pictură monumentală în ulei pe pânză pe Nava Școală Mircea, cca 100 x 300 cm, denumită și Fresca, intitulată Evoluția mijloacelor de navigație în spațiul Danubiano-Pontic. Căpitanul comandor Gabriel Moise a povestit despre primul lui contact cu această operă a lui Știubei din anul 1938 „... Eu am văzut pentru prima dată tabloul în 2001, când am fost numit pe funcția de ofițer secund, în momentul în care nava se afla la Brăila pentru reparații. Atunci am văzut fresca, așa cum îi spunem noi, deși în 1989 am făcut timp de câteva luni practică pe NS Mircea”. Fresca era montată pe un panel din lemn și a fost o donație pe care Dimitrie Știubei a făcut-o pentru Nava Școală Mircea. Comandorului Moise  a mai precizat că în anul 1994, nava a necesitat reparații capitale și ca urmare, ea a fost dusă în Portul Brăila. Deoarece lucrătorii nu au putut desprinde pictura, s-a luat decizia de desfacere a punții superioare și s-a decupat porțiunea unde era fixat tabloul. În perioada 1994 - 1999, pictura a fost dusă într-un depozit cu temperatură controlată pentru evitarea degradării picturii.
Fresca a fost gândită de Știubei ca o trecere în revistă a istoriei navigației din România. Ea se citește de la stânga la dreapta și înfățișează principalele tipuri de nave care s-au folosit pe Dunăre și Marea Neagră de-a lungul timpului, astfel:
• 106 — imagini cu nave romane și dacice;
• 1200 — primele nave bizantine - dromonuri. Ele au fost folosite în flotele lui Balica și Dobrotici, mai târziu au fost preluate de Mircea cel Bătrân.
• 1500 — pânzarul lui Ștefan cel Mare. Tipul acesta de navă a fost realizat la Chilia și Cetatea Albă. A fost folosit pentru transport și apărare. Un astfel de navă a ajuns la Muntele Athos, acolo unde voievodul a ridicat un far în anul 1475.
• 1794 — înființarea primei flote de pe Dunăre din istoria navigației din România. La 23 noiembrie, la sugestia lui Ienăchiță Văcărescu, Alexandru Moruzi a dat „Hrisovul corăbiilor țării ce sunt a umbla pe Dunăre”. Ca urmare, fiecare județ din Muntenia trebuia să aibă un vapor fluvial reprezentativ;
• 1882 — s-a construit la Londra, Bricul „Mircea”. Bricul a fost folosit până în anul 1944 când a luat foc și s-a scufundat la Galați în urma unui bombardament;
• 1938 — a fost construită Nava Școală „Mircea”.

Intarsii realizate de Dimitrie Știubei pe nava Siretul (fostă Mihai Viteazul) în anul 1972
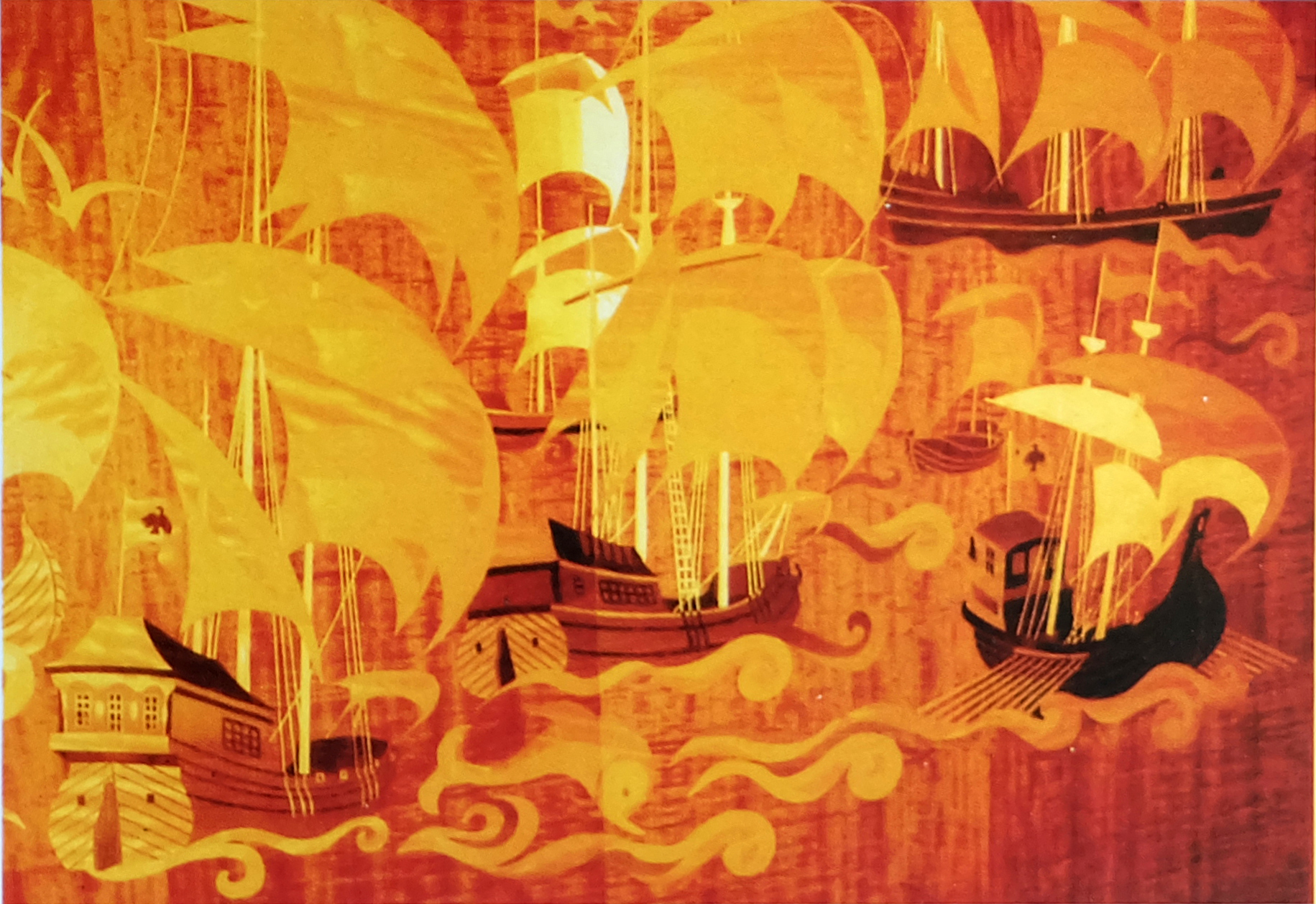
Detaliu  (foto color)
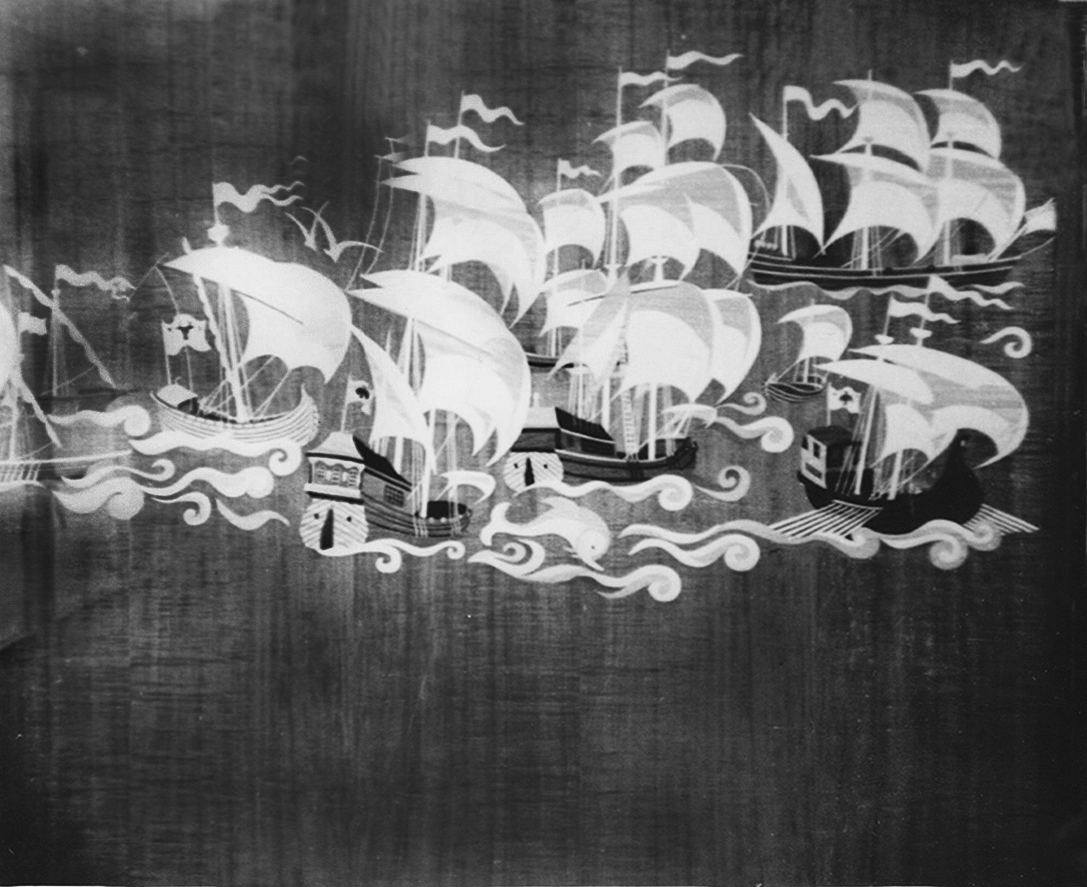
Intarsia din partea stângă a salonului (foto a/n)
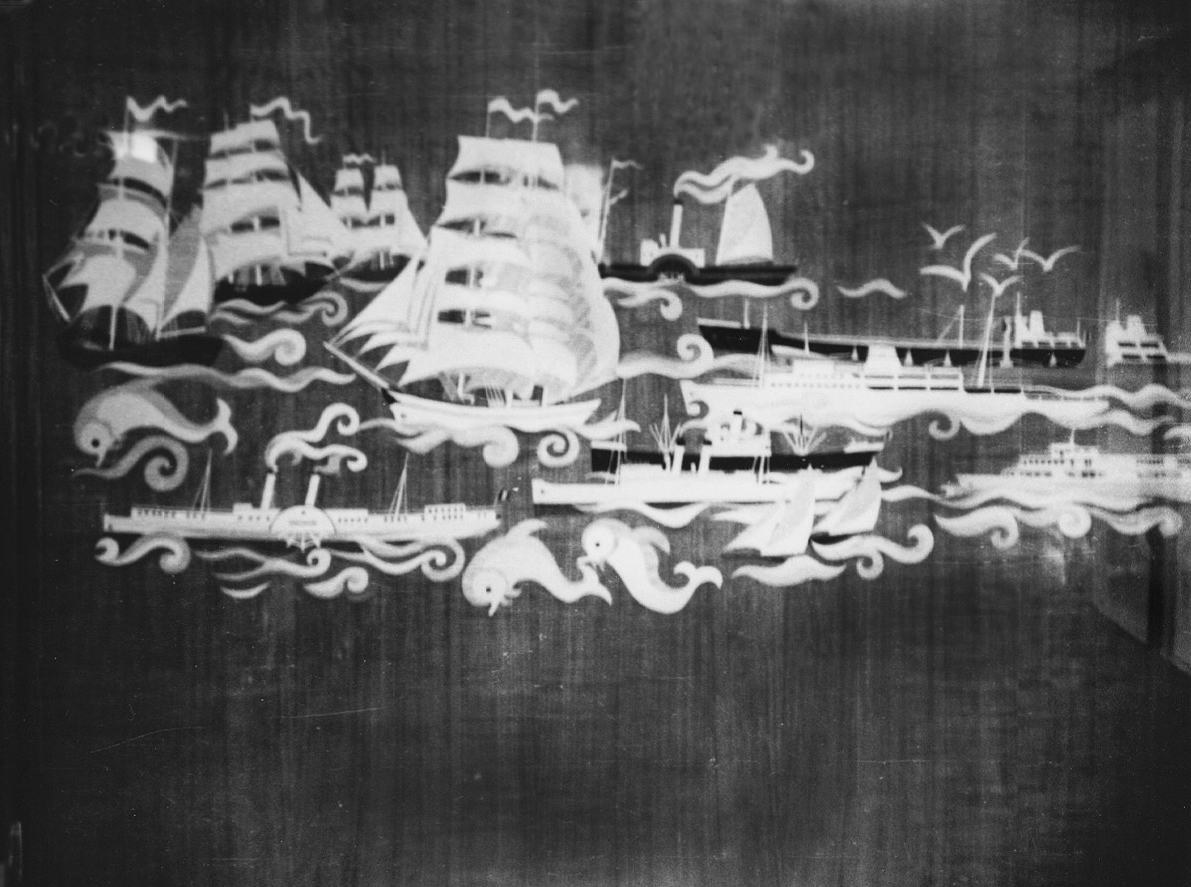
Intarsia din partea dreaptă a salonului (foto a/n)
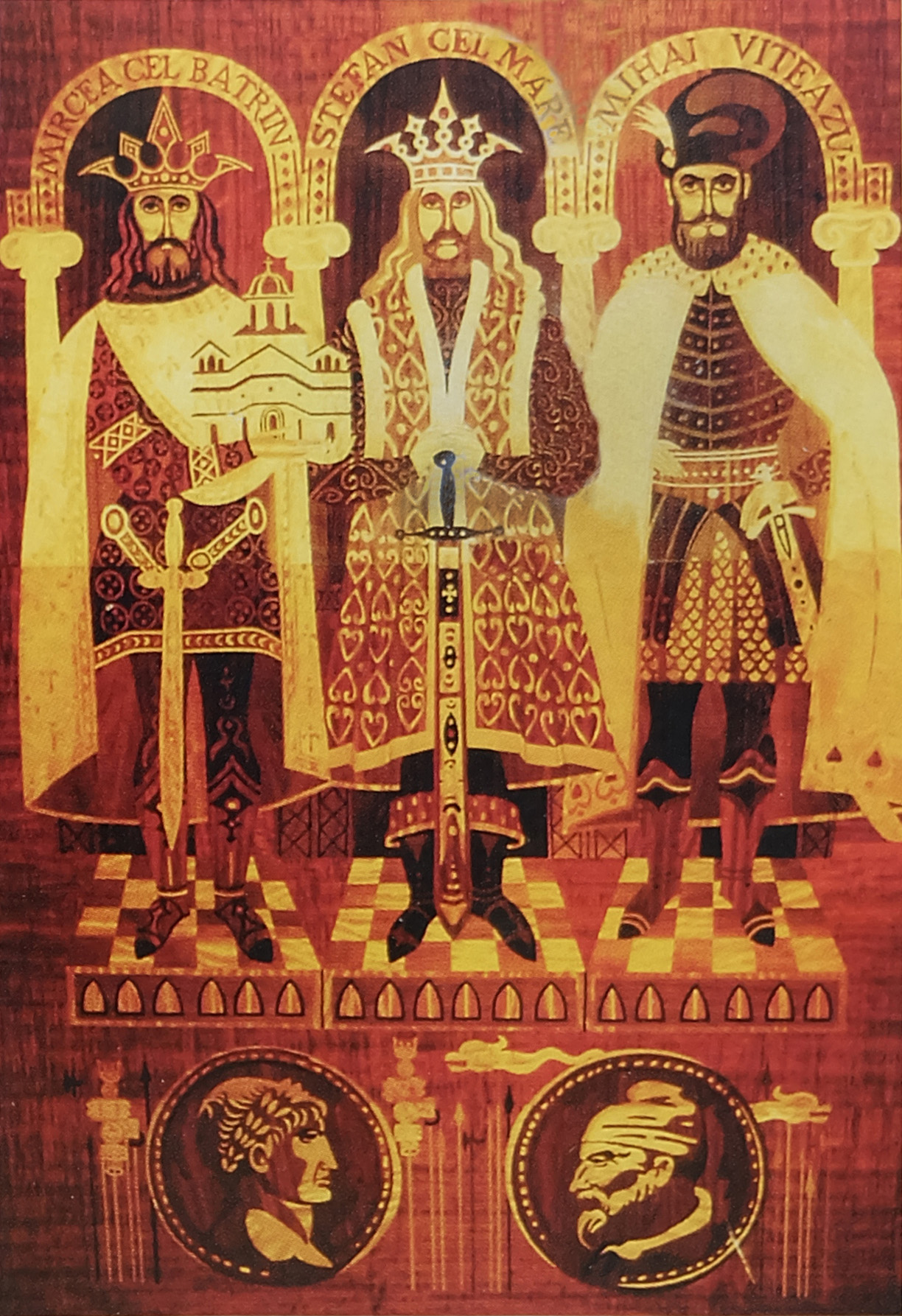
Intarsia de la accesul pe scara interioară

A realizat după anul 1938, intarsii pe pereții salonului de clasa I-a de pe Motonava Transilvania, care ilustrau elemente de arhitectură regională românească. De asemnea, pe navele rapide de călători pe Dunăre: Muntenia, Moldova, Banat, Ardeal, Istria și Mehedinți, construite în perioada 1970-1973, la interior, Dimitrie Știubei a realizat intarsii deosebit de frumoase, 1,5-2.0 m înălțime, 2,5-3,0 m lungime. A făcut Intarsii și pe nava de protocol Siretul, fostă Mihai Viteazul, fosta navă a lui Nicolae Ceaușescu.

### Machetator de mărci poștale

#### Perioada interbelică
Direcția Generală a Poștelor și Telegrafului a inițiat în anul 1906 un concurs de proiecte grafice pentru mărcile poștale ce urmau a fi tipărite. Deși acest concurs s-a menținut și în timpul domniei lui Carol al II-lea, Dimitrie Știubei a fost unul dintre machetatorii preferați ai monarhului.
Dimitrie Știubei a machetat următoarele mărci poștale:
- 1931 — 4 timbre cu Marina română 1881-1931;[77]
- 1935 — 5 timbre cu Oficiul pentru Educația Tineretului Român (O.E.T.R.);[77]
- 1936 — 4 timbre O.E.T.R. cu costume naționale, cu o valoare de 50 bani, 1 leu, 6 lei, 10 lei; 3 timbre cu Prima expoziție marinărească - București;[77]
- 1937 — 7 timbre cu Uniunea Federațiilor Sportive din România (U.S.R.), (25 bani, 50 bani, 1 leu, 3 lei, 4 lei, 6 lei, 10 lei);[77]
- 1938 — 5 timbre cu Straja Țării - Voievozi (25 bani, 1 leu, 3 lei, 4 lei, 6 lei); 5 timbre cu Centenarul regelui Carol I (25 bani, 50 bani, 1 leu, 3 lei și 7 lei);[77]

##### Tematică marină
Mărci apărute cu ocazia „Semicentenarului Marinei Române” din 10 mai 1931:
- 20 Lei, portocaliu - Distrugător din clasa „Regele Ferdinand”, „Regina Maria” (marina română folosea denumirea de distrugător și nu cea de contratorpilor)
- 6 Lei , brun-carmin - Bricul „Mircea”
- 10 Lei, albastru - nava din clasa monitoarelor „Lascăr Catargiu”, „M. Kogălniceanu”
- 16 Lei, verde-smarald - Crucișătorul „Elisabeta”

Mărcile au fost realizate prin tehnica heliogravurii filigranate P.T.T. cu un tiraj de 200.000 de serii.

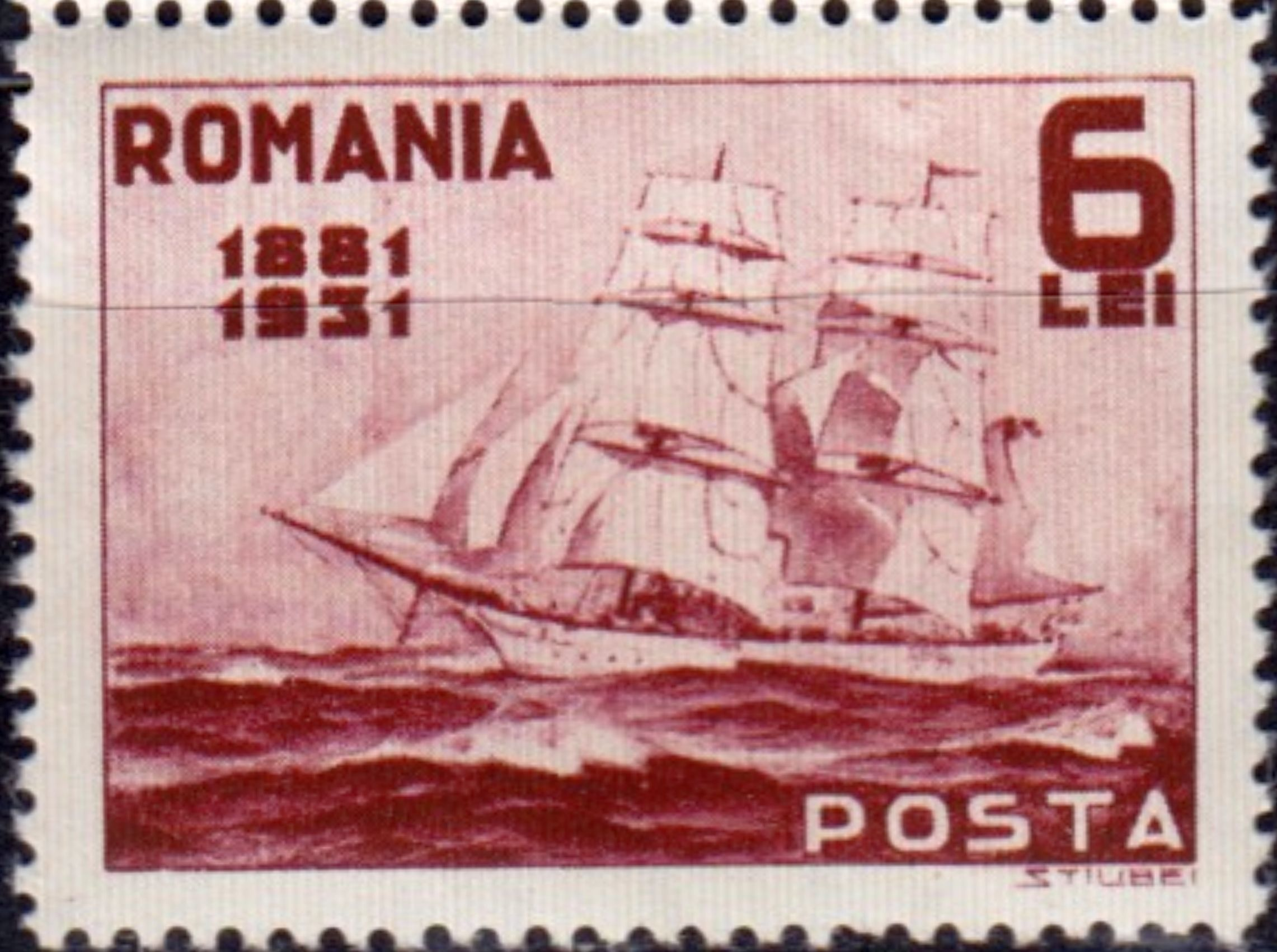
Bricul Mircea (1931)
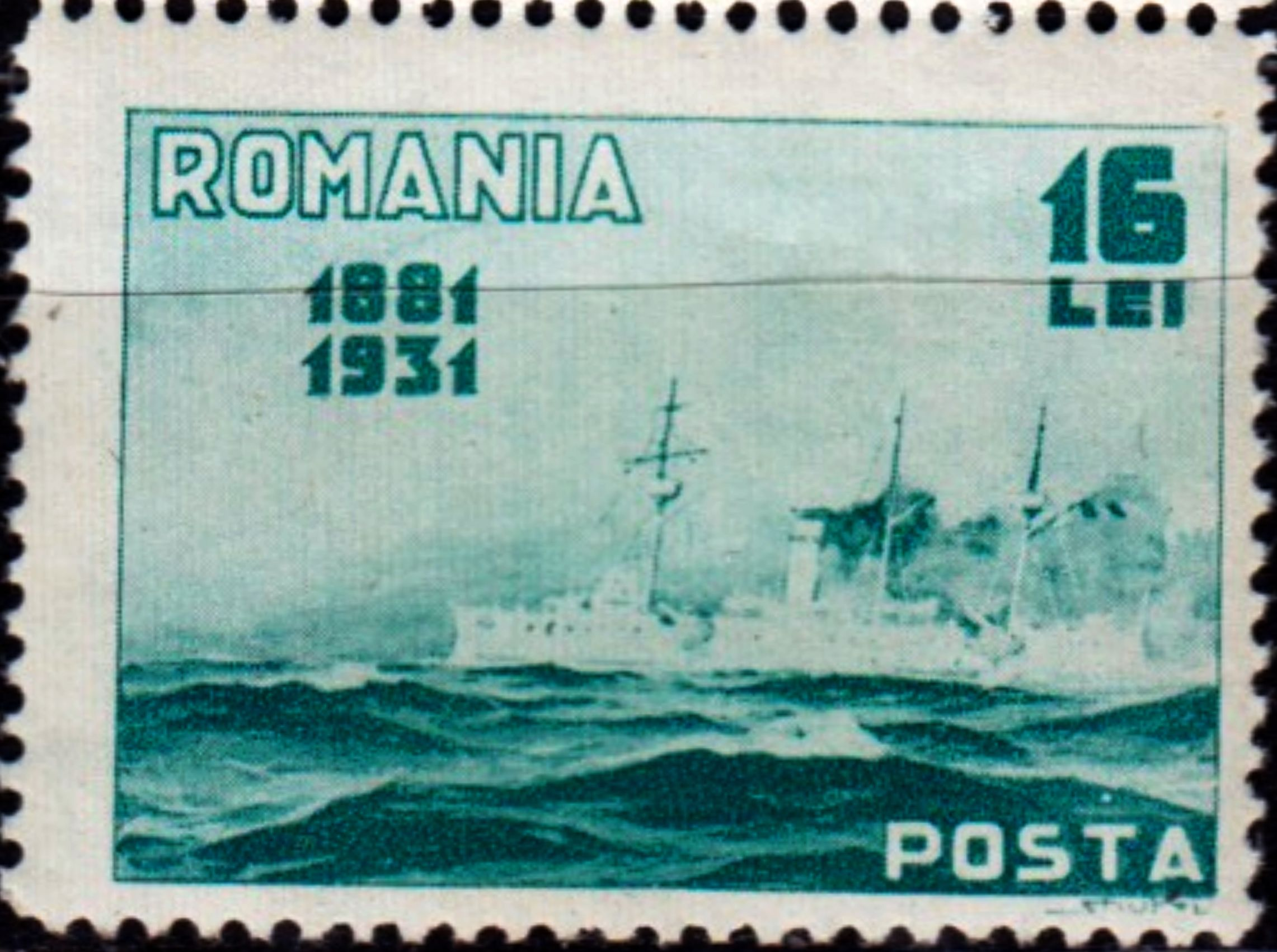
Crucișătorul Elisabeta (1931)
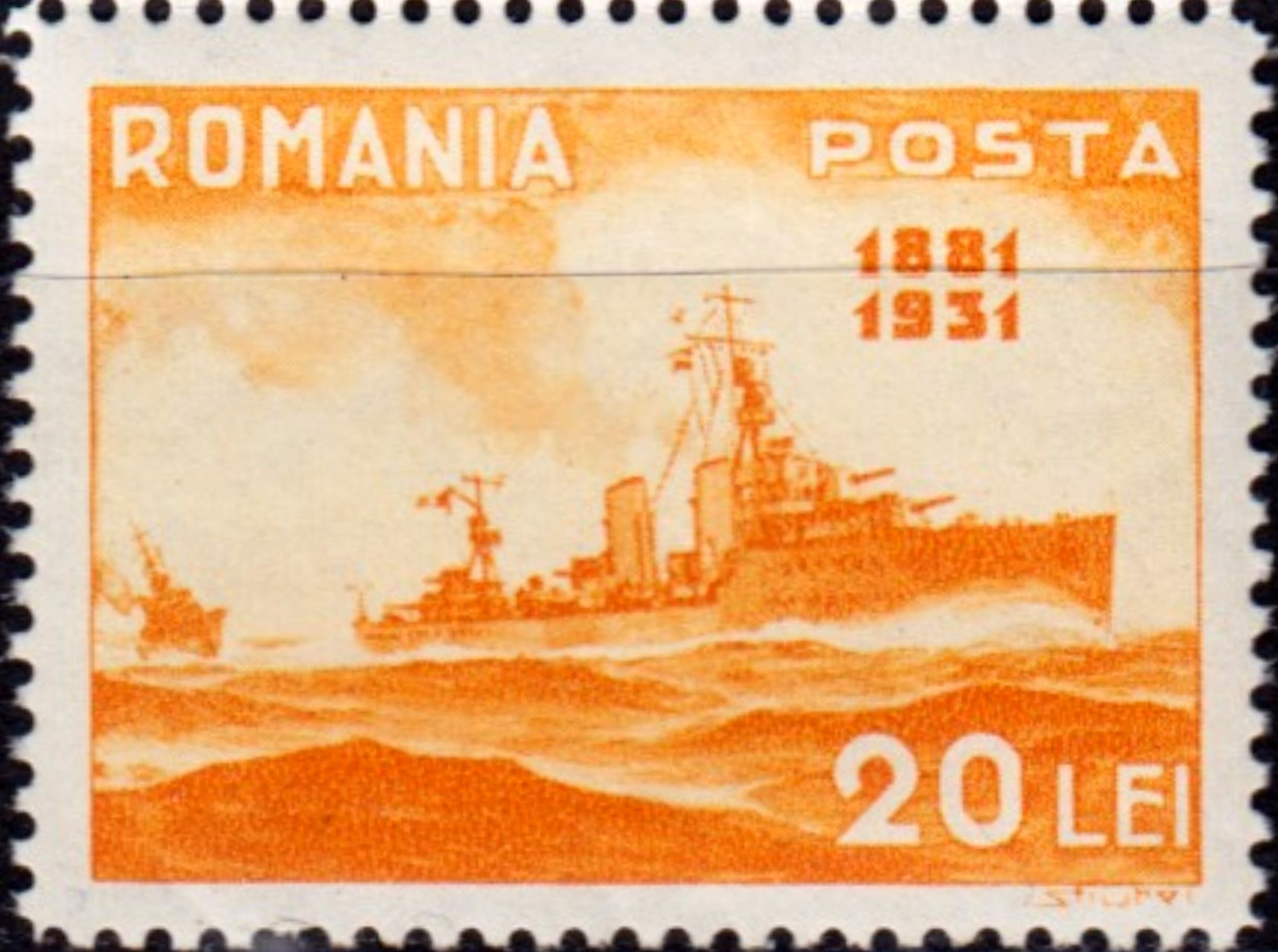
Distrugător din clasa Ferdinand - Regina Maria (1931)
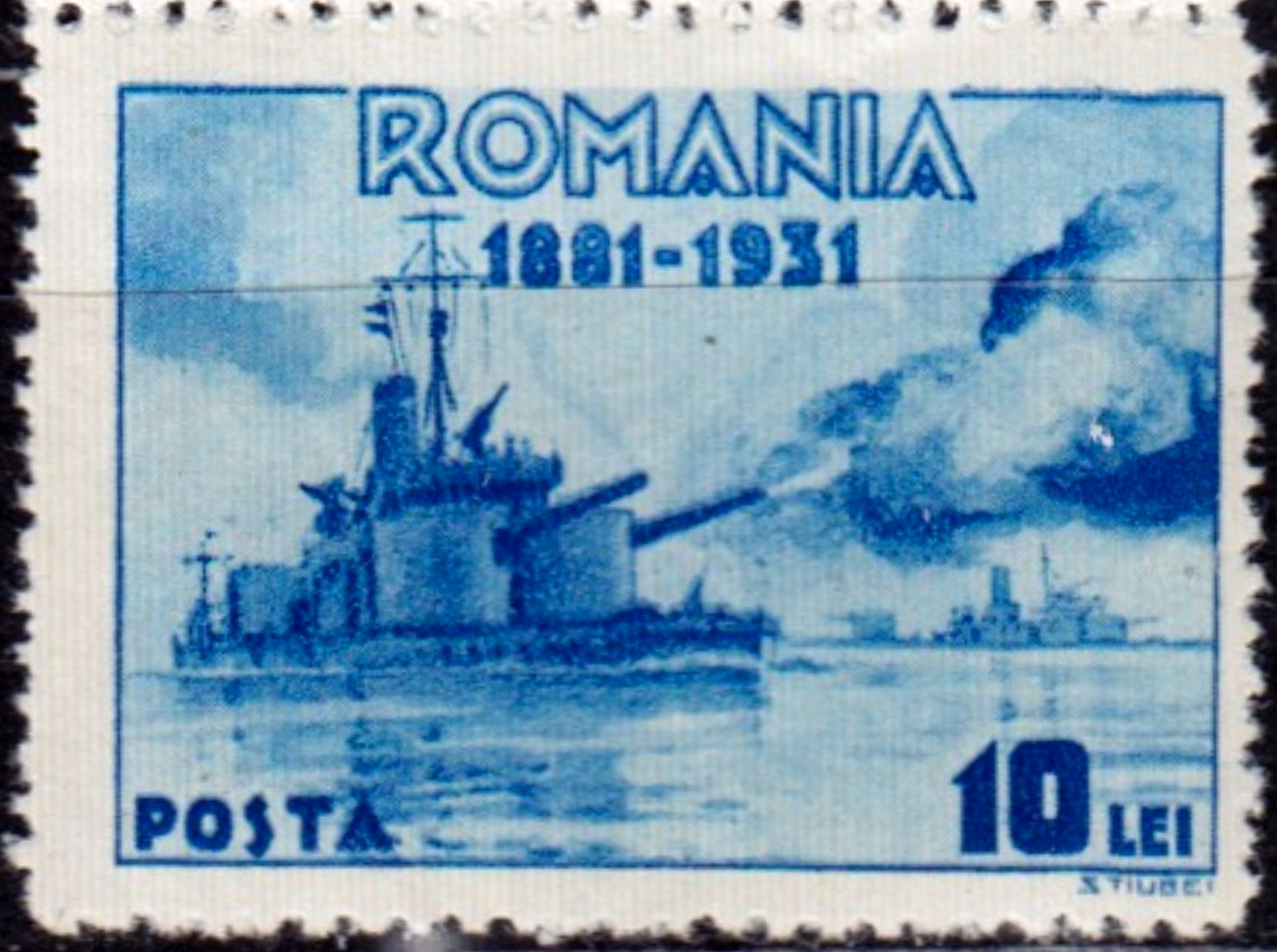
Monitorul Lascăr Catargiu (1931)
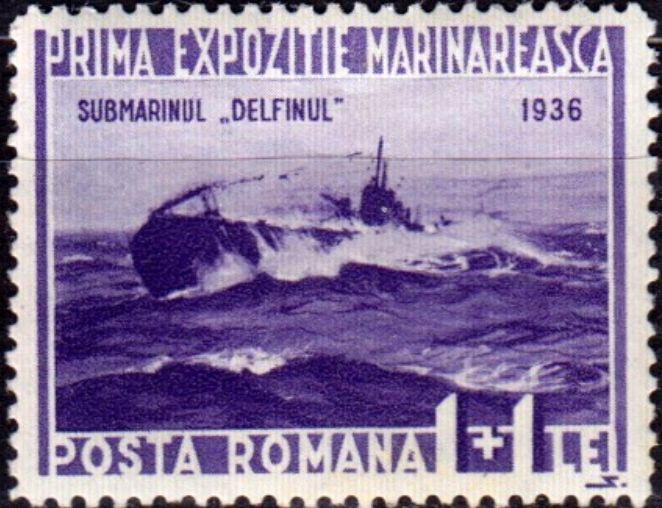
Submarinul Delfinul (1936)
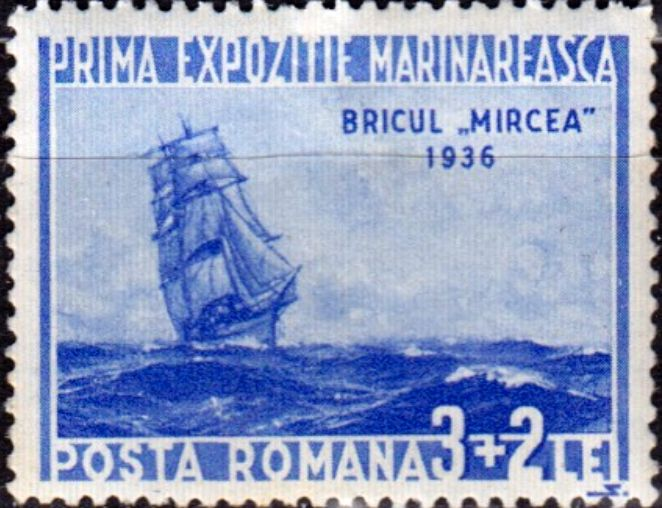
Bricul Mircea (1936)
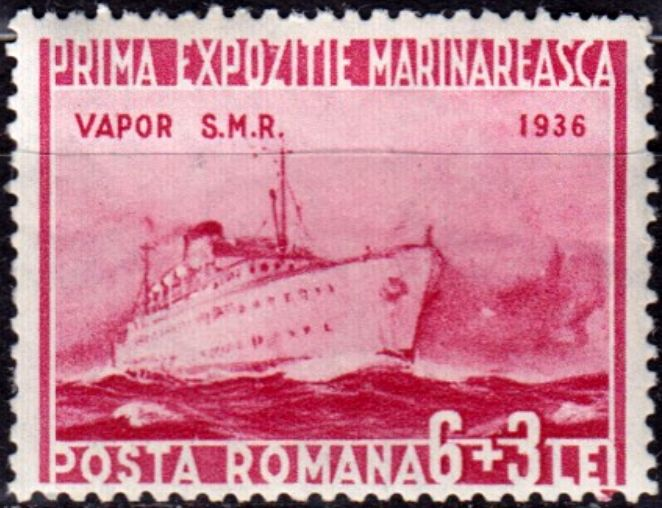
Motonava Transilvania (1936)

- Cu ocazia primei expoziții marinărești din anul 1936, București, Dimitrie Știubei a machetat trei mărci poștale care s-au pus în circulație de Poșta Română în data de 7 octombrie 1936. Unul dintre acestea a fost cel intitulat Submarinul Delfinul. Această marcă poștală a intrat în Guinness Book a filateliei întrucât este prima marcă din lume care prezintă un submarin.[78] Al doilea timbru a fost din nou Bricul Mircea cu o valoare nominală de 5 lei. Al treilea a fost Motonava Trasilvania. În momentul în care Dimitrie Știubei a machetat acest timbru, motonava era în construcție la Copenhaga. Ca urmare, pictorul a folosit desenele și planurile constructorului. De aceea autorul a menționat pe timbru numai indicația Vapor S.M.R., deoarece nava a sosit în România de abia în anul 1938.[53]

##### Centenarul regelui Carol I al României

Mărci poștale românești machetate de Dimitrie Știubei în anul 1939
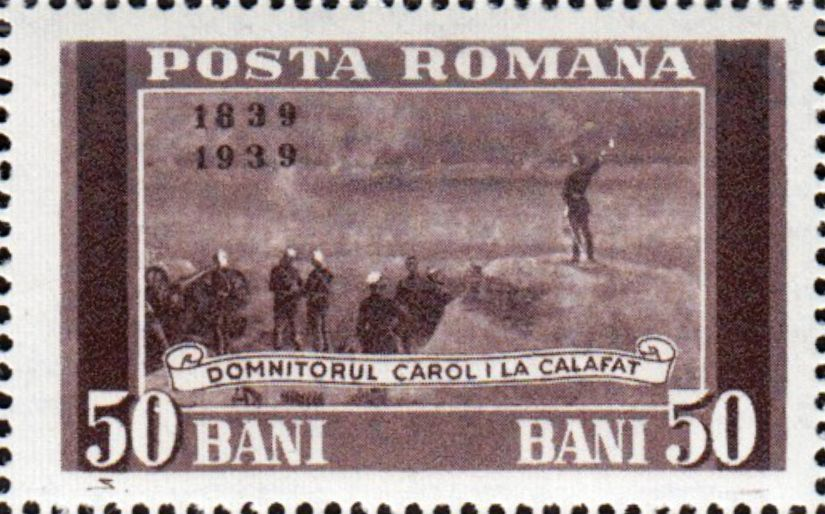
Domnitorul Carol I la Calafat
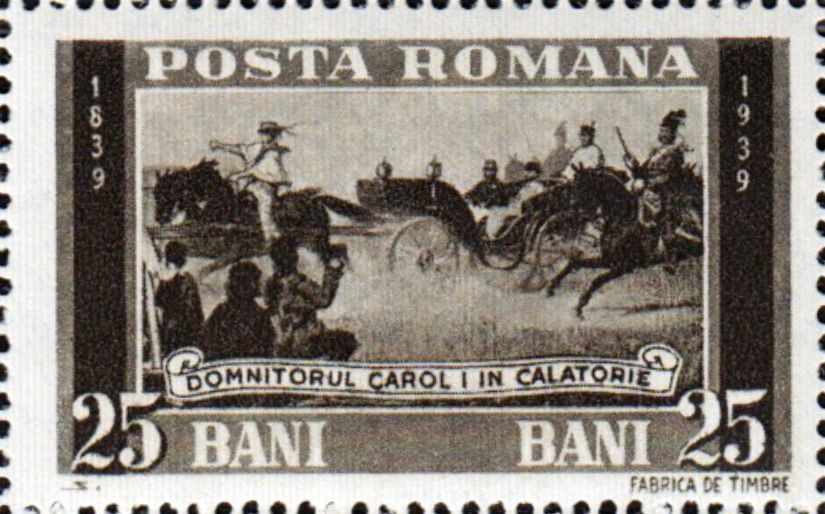
Domnitorul Carol I în călătorie
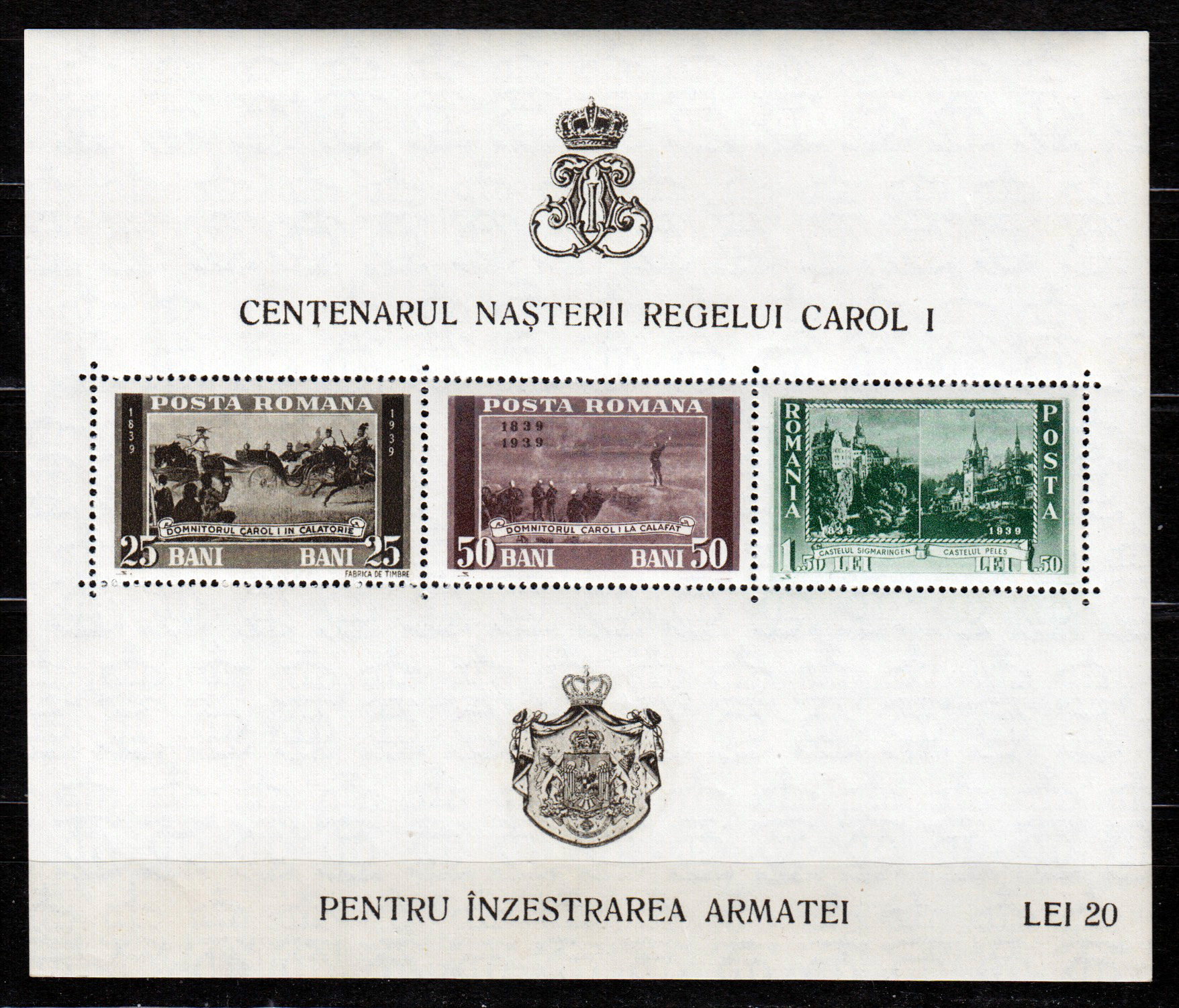
Coliță - Centenarul regelui Carol I
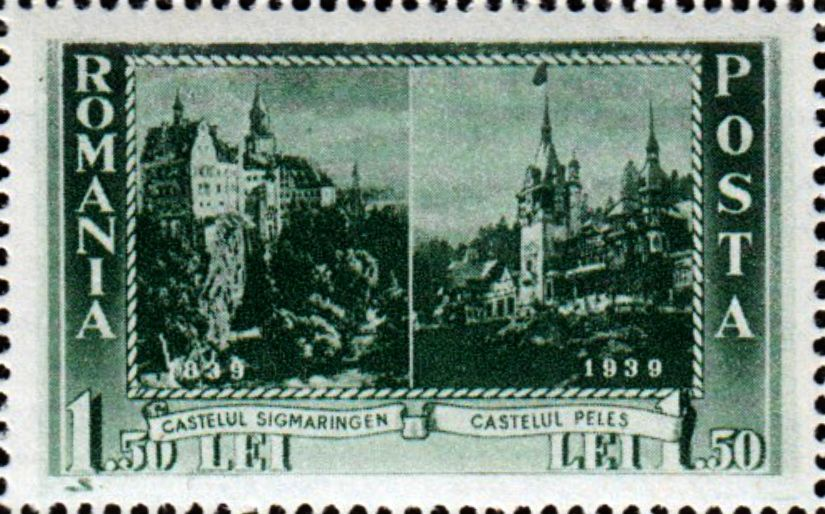
Castelul Sigmaringen și Peleș
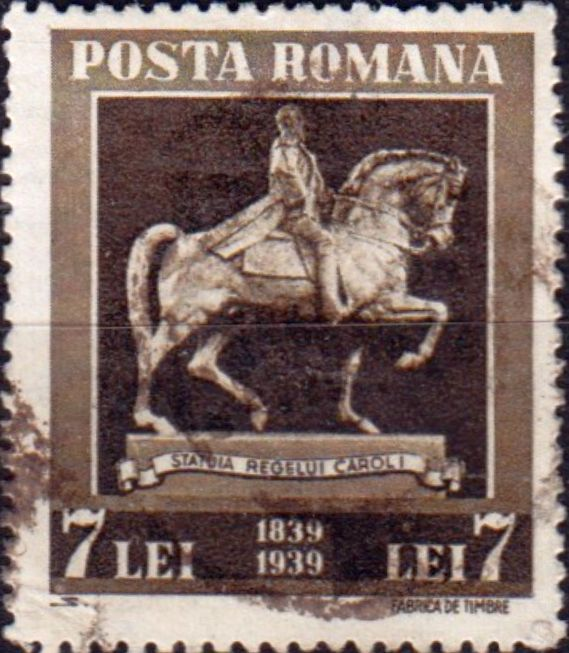
Statuia ecvestră a lui Carol I
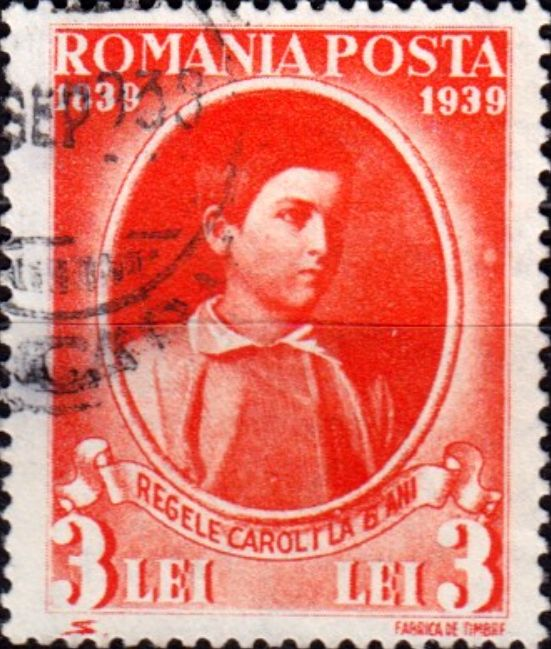
Regele Carol I la 6 ani

##### Straja țării

Mărci poștale românești machetate de Dimitrie Știubei în anul 1938
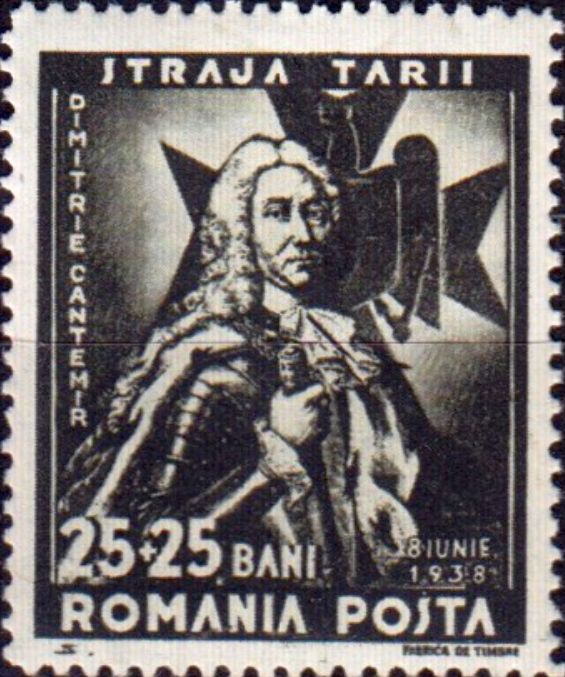
Dimitrie Cantemir
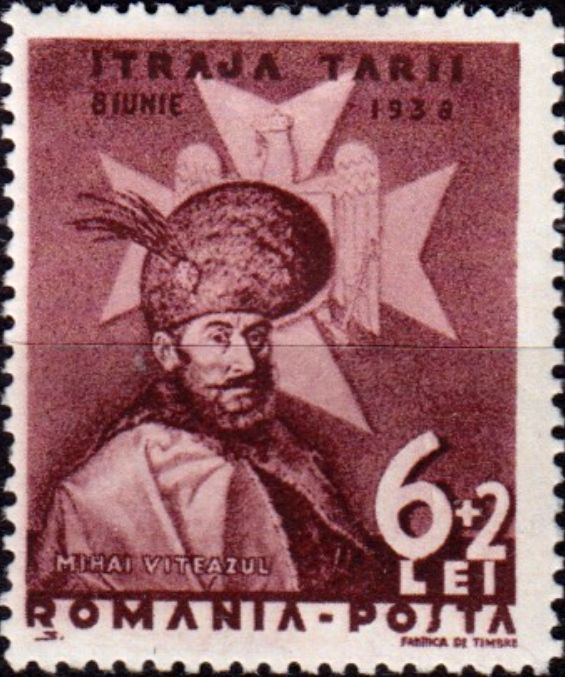
Mihai Viteazul
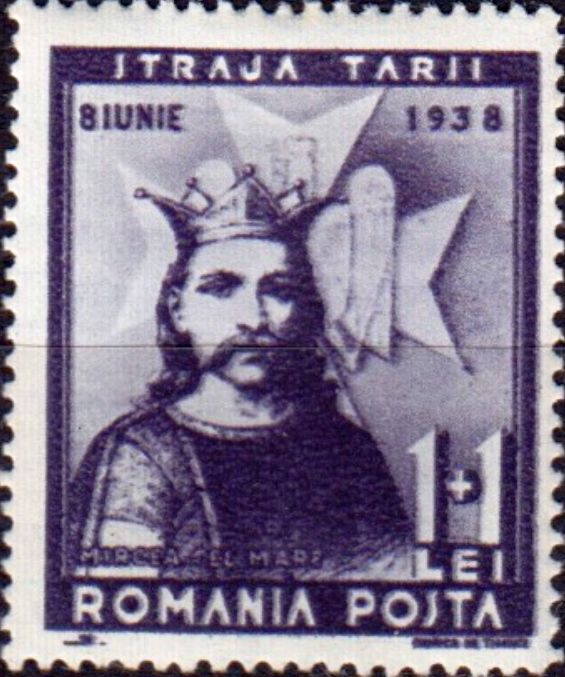
Mircea cel Mare
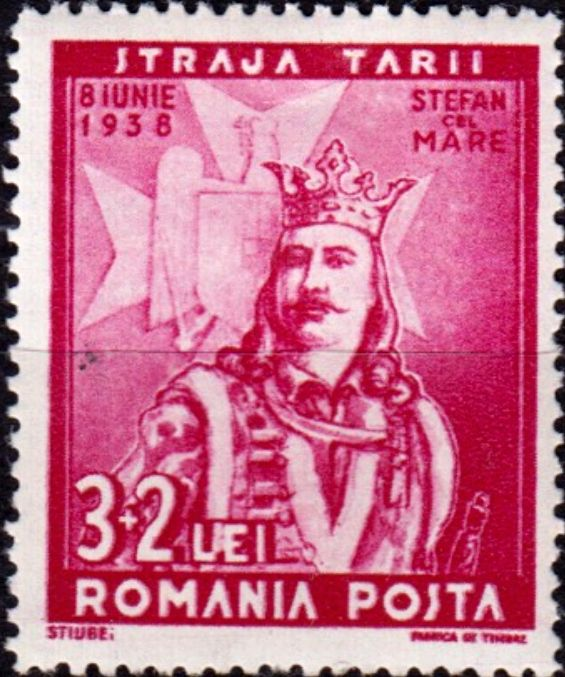
Ștefan cel Mare

Mărci poștale românești machetate de Dimitrie Știubei în anul 1935
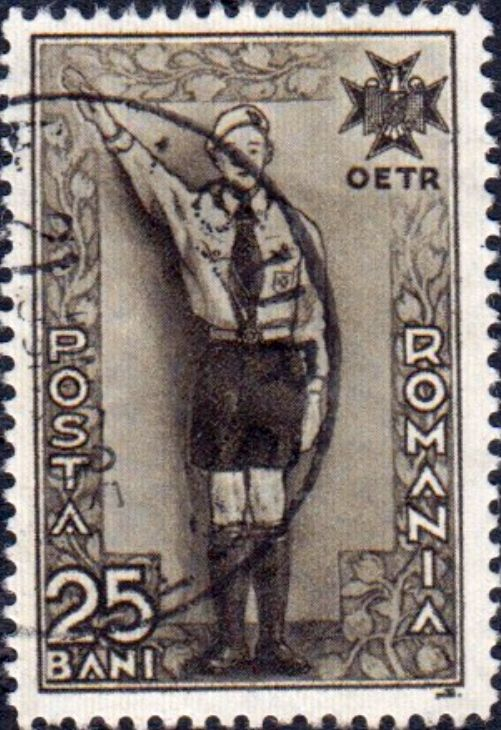
Salutul de cercetaș
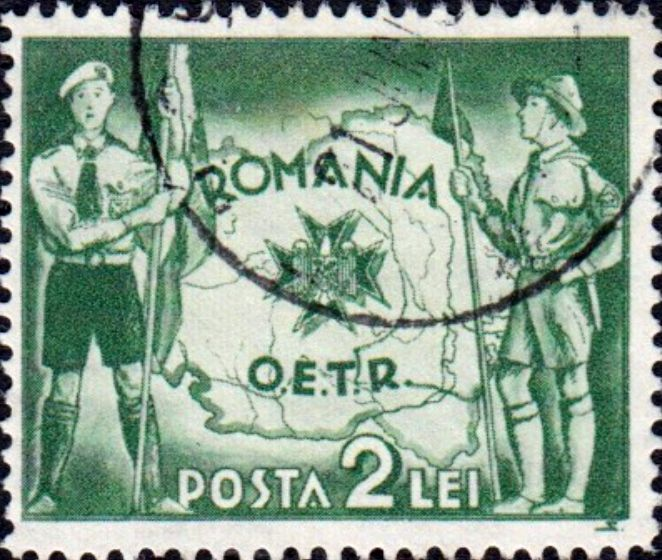
Cercetași cu harta Romaniei
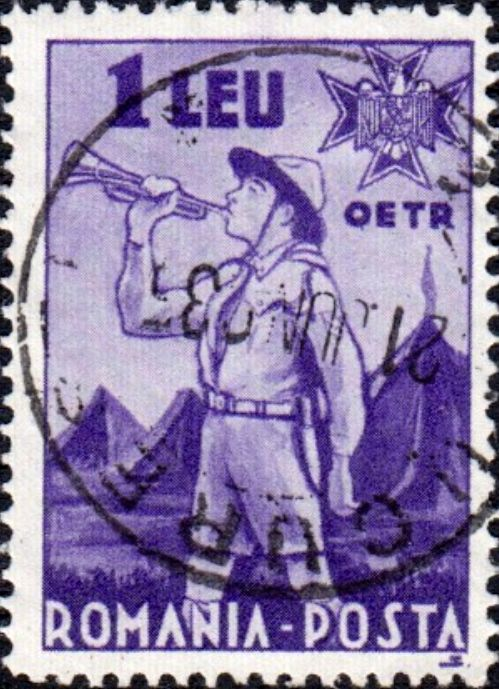
Deșteptarea în lagărul cercetașilor
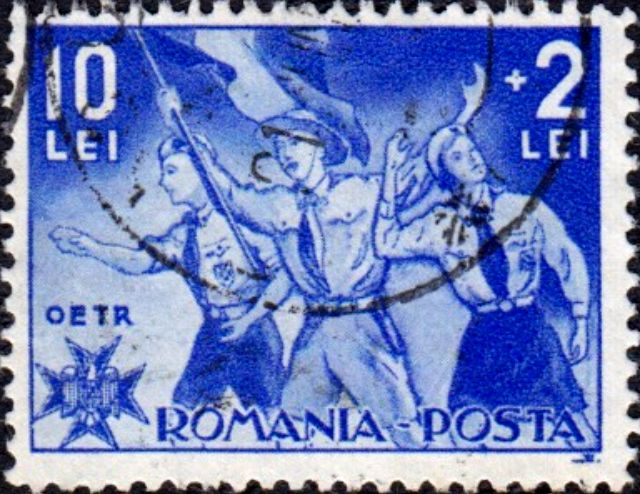
Cercetași în marș
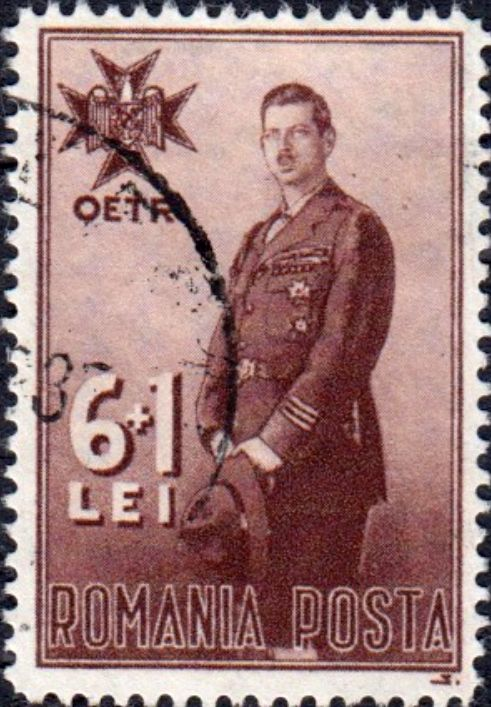
Carol al II-lea

##### Sport

Mărci poștale românești machetate de Dimitrie Știubei în anul 1937 - Uniunea Federațiilor Sportive
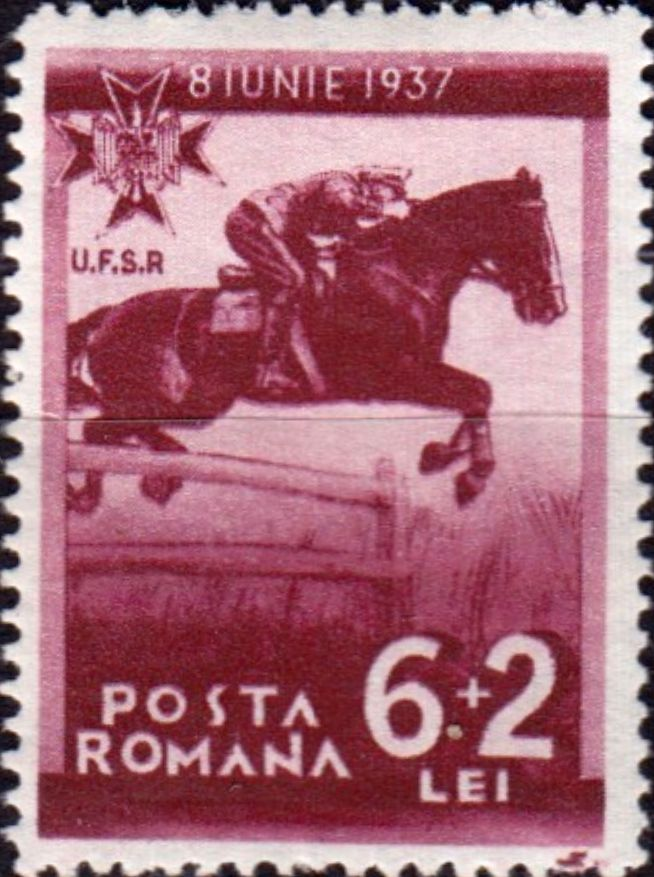
Călărie
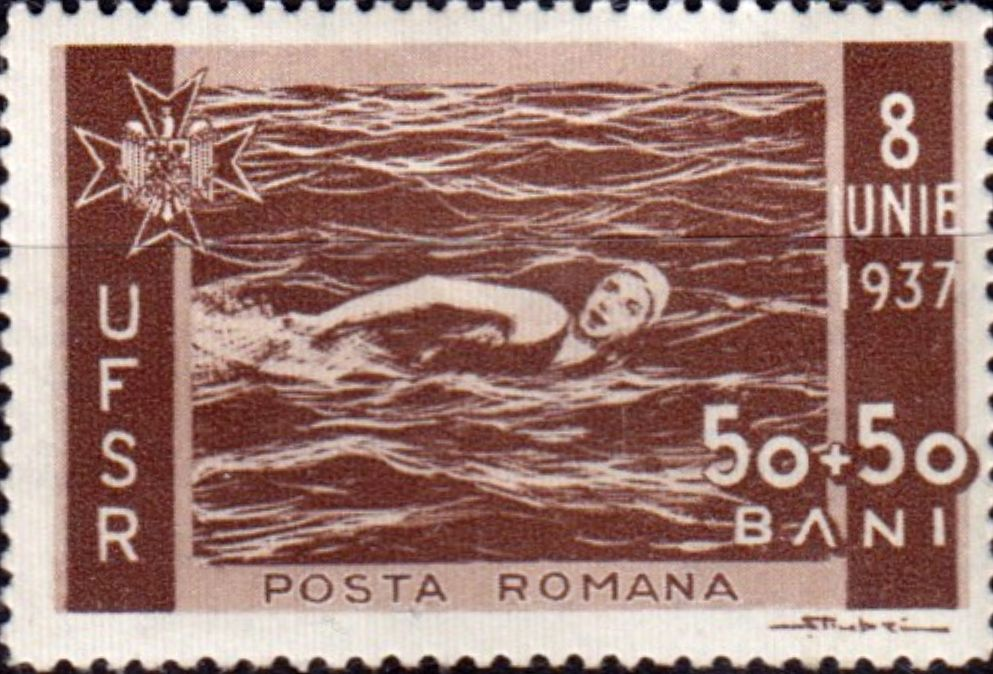
Înot
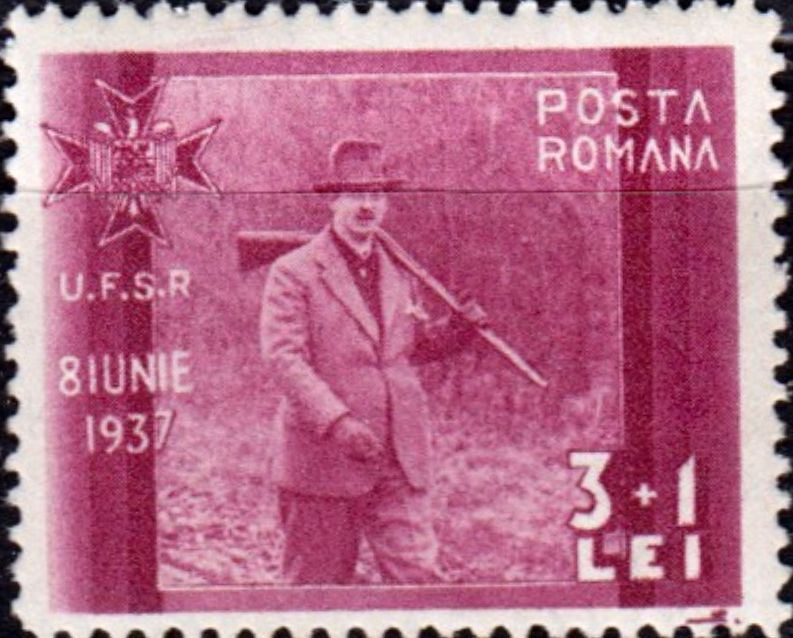
Vânătoare (Carol al II-lea)
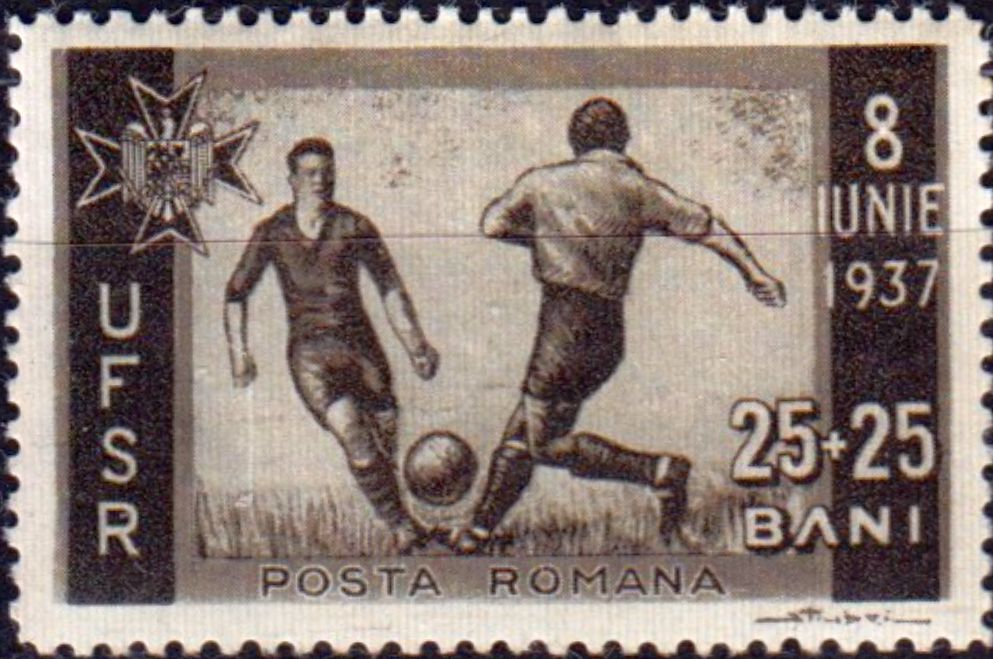
Fotbal
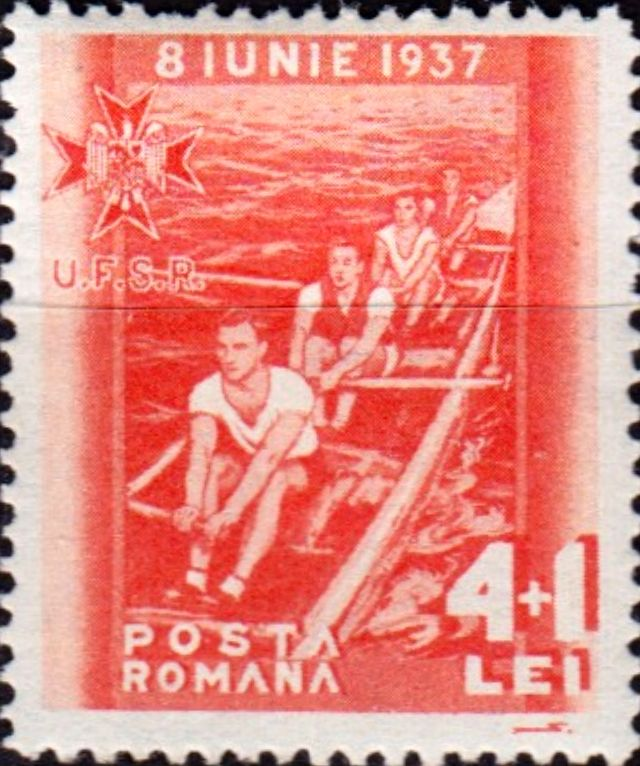
Schif 4v
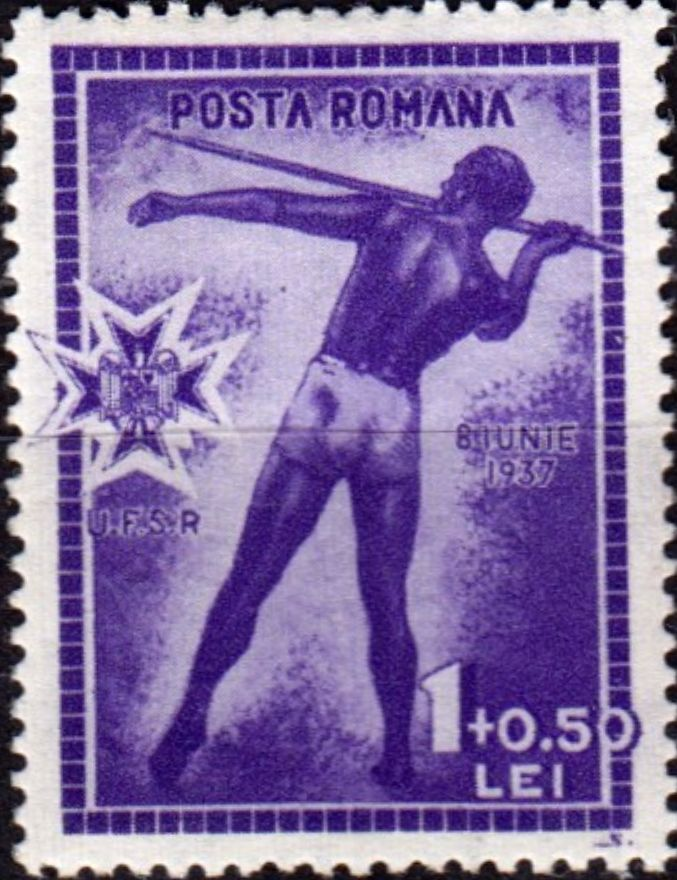
Aruncarea suliței

##### Costume naționale

Mărci poștale românești machetate de Dimitrie Știubei în anul 1936
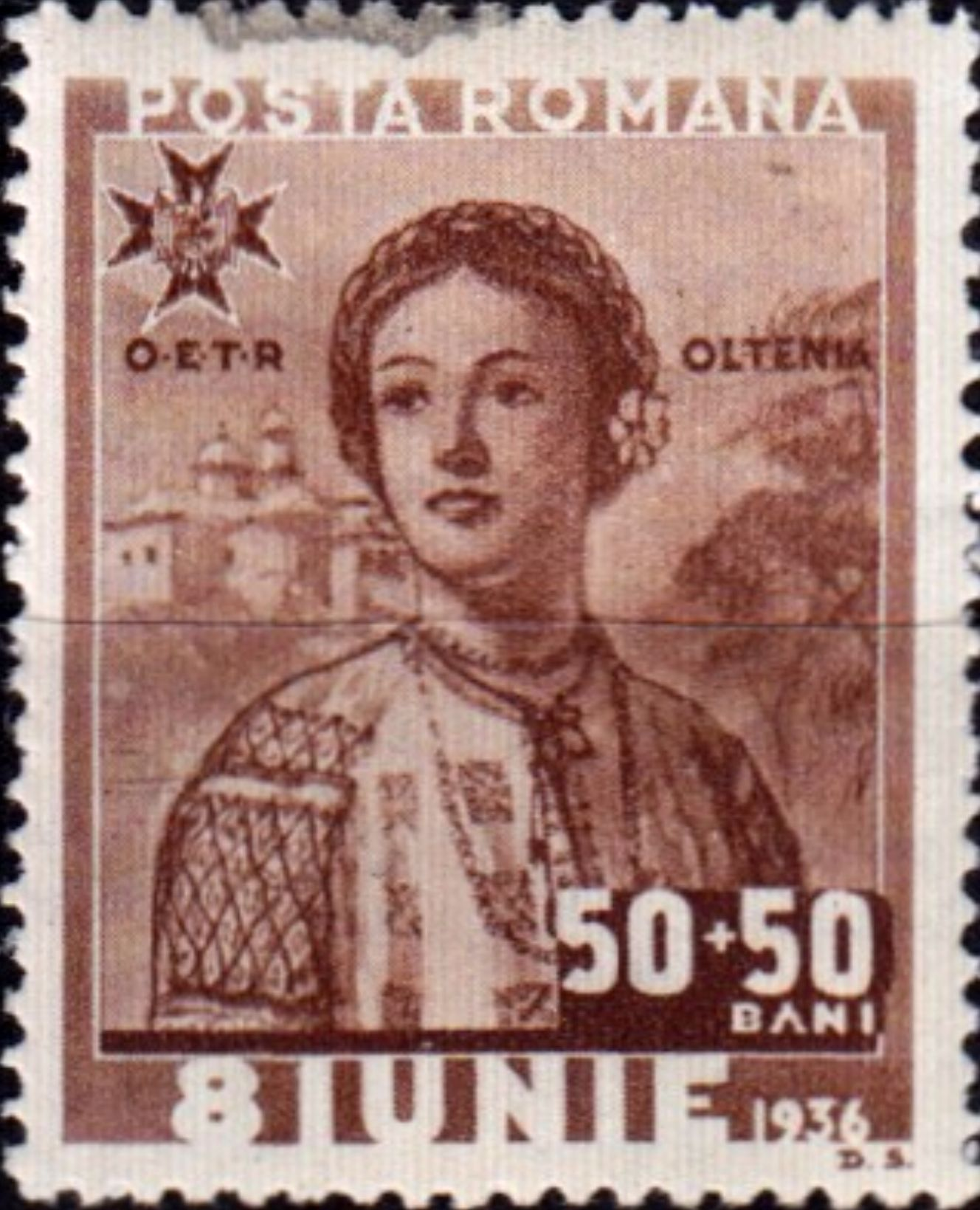
Oltenia (1936)
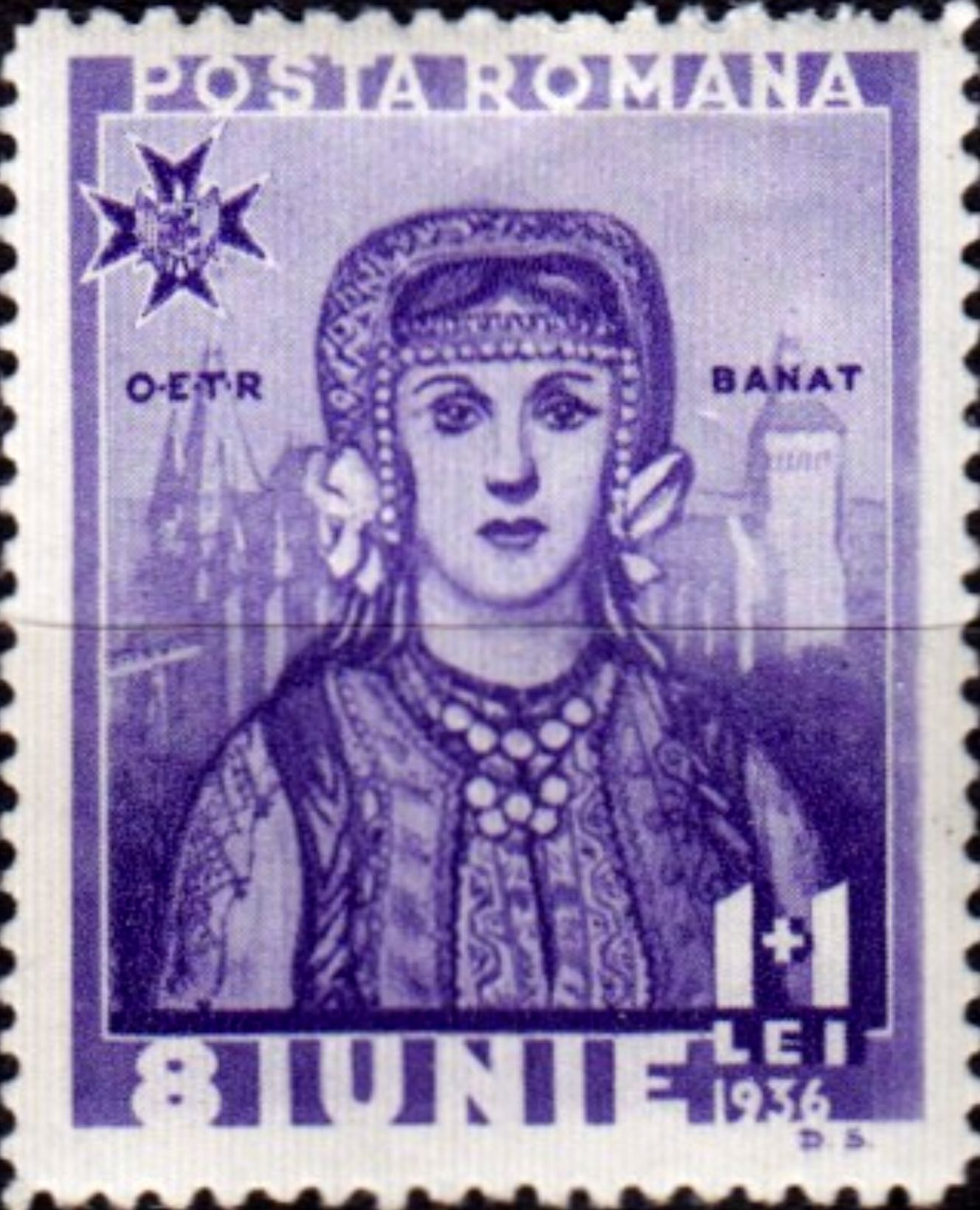
Banat (1936)
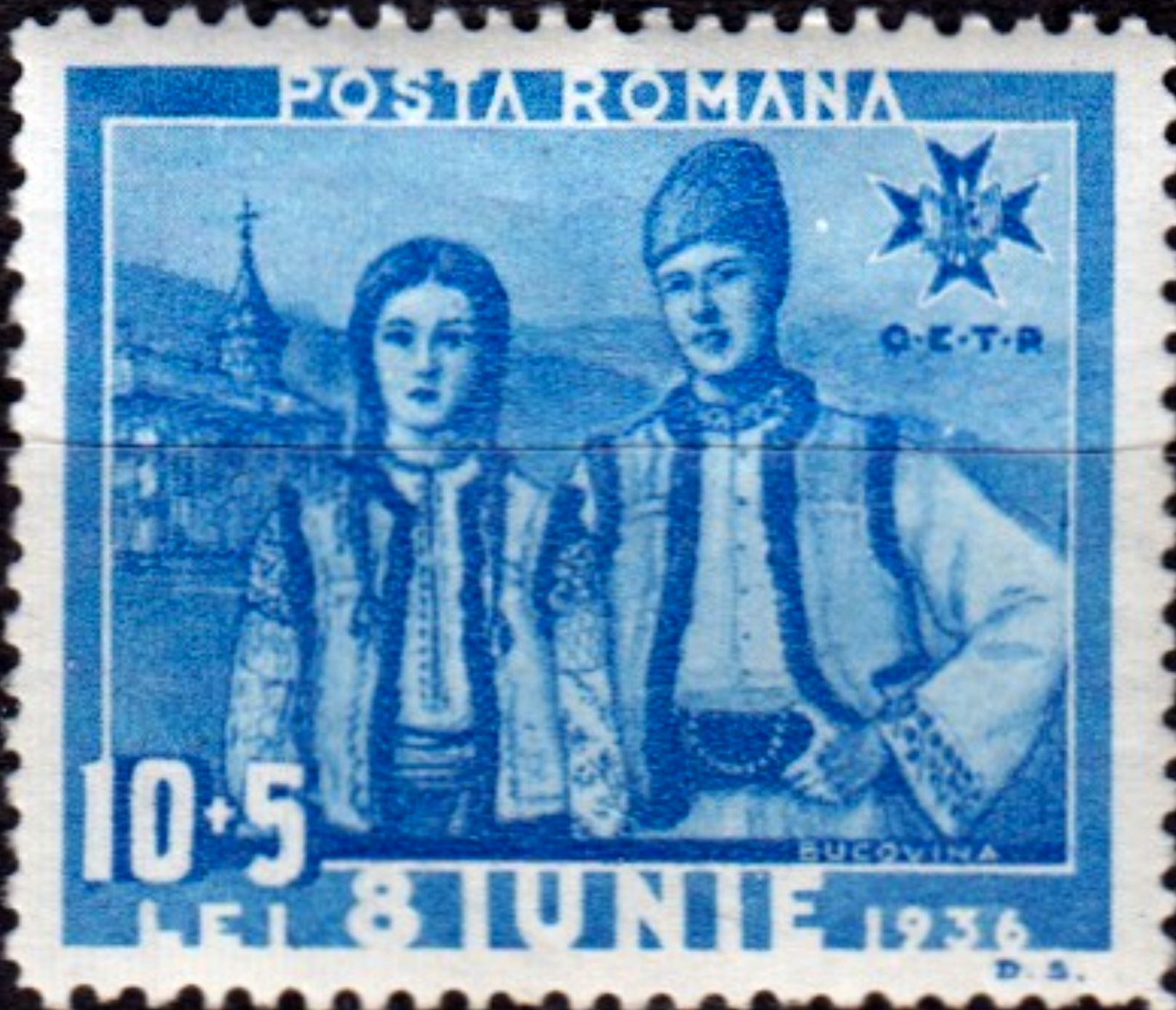
Bucovina (1936)
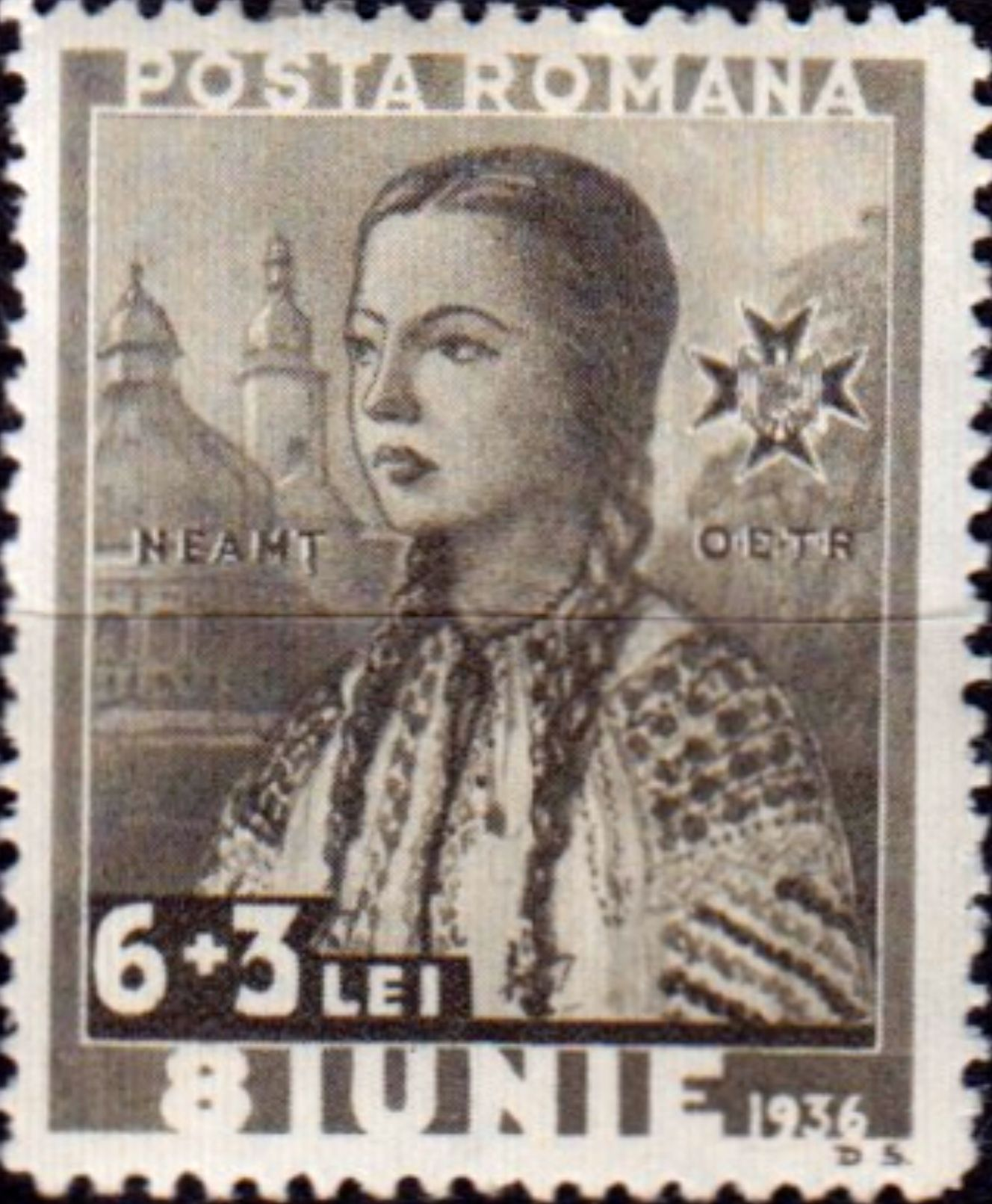
Neamț (1936)

#### Perioada postbelică
În anul 1949 s-a organizat la București un concurs pentru machetarea unor emisiuni de mărci poștale destinate celebrării zilei de 23 august 1944. Dimitrie Știubei a câștigat concursul și a primit ca premiu suma de 14.000 de lei. În anul 1950, pictorul a realizat machetele pentru seria de timbre cu tematica Canalul Dunăre - Marea Neagră. Din motive neprecizate seria nu a mai fost tipărită.
La expoziția filatelică desfășurată în București cu titlul „București 1958”, Știubei a câștigat Diploma de Merit pentru studiile și schițele de mărci cu care a participat. În anul 1969 s-a organizat la Paris Expoziția Filatelică Internațională unde, Societatea „Arte-Science-Lettres” i-a acordat medalia de aur pentru toate machetele pe care le-a realizat.
Dimitrie Știubei a machetat următoarele mărci poștale:
- 1948 — 4 timbre cu Marina; 4 timbre cu Aviația; 4 timbre cu Munca în comunicații; un timbru cu Un an de la proclamarea Republicii Populare Române;[77]
- 1949 — 1 timbru cu I. C. Frimu; unul cu Aniversarea a 75 de ani Uniunea Poștală Universală (20 lei); unul cu 5 ani de la eliberarea de sub jugul fascist; unul cu Prietenia româno-sovietică; 4 timbre cu Centenarul nașterii lui Mihai Eminescu (11 lei verde, brun, roz și violet);[77]
- 1951 — 4 timbre cu Expoziția tehnică, industrială și agricolă; un timbru cu Circuitul ciclist al R.P.R.; unul cu Ziua Armatei; două timbre cu A.R.L.U.S.; 5 timbre în colaborare cu Nicky Popescu cu Jocurile universitare mondiale de iarnă;[31]
- 1952 — 1 timbru cu I. Pavlov; două timbre cu 75 ani de la proclamarea Independenței (după afiș semnat Dralco (T) );[31]
- 1953 — 1 timbru cu Centenarul Teatrului Național I. L. Caragiale; unul cu Aurel Vlaicu - 40 de ani de la moarte; 3 timbre cu Arta populară românească (20, 35 și 55 bani);[31]
- 1954 — 1 timbru cu Ziua marinei;[31]
- 1955 — 4 timbre cu Zootehnia; 4 timbre cu Pomicultură și Legumicultură;[31]
- 1957 — 3 timbre cu Centenarul industriei petroliere române; 2 timbre cu Sateliții artificiali ai Pământului (3,75 lei verde și albastru);[31]
- 1958 — 2 timbre cu Luptele ceferiștilor din februarie 1933; 2 timbre cu Conferința telecomunicațiilor; 4 timbre cu Ziua forțelor armate ale R.P.R.;[31]
- 1961 — 6 timbre cu Marina;[31]
- 1962 — 16 timbre cu Sporturi nautice;[31]
- 1963 — 6 timbre cu Construcții ale socialismului în R.P.R.;[31]
- 1964 — 20 timbre și o coliță cu Navigația cosmică; 16 timbre și o coliță în colaborare cu Iordache Rusu cu Jocurile olimpice de la Tokio;[31]
- 1974 — 8 timbre în colaborare cu Nicky Popescu cu Mărci uzuale - Nave maritime și fluviale;[31]

Dimitrie Știubei a machetat în total 41 de emisiuni de mărci poștale cu un total de 179 de timbre.

##### Tematică marină

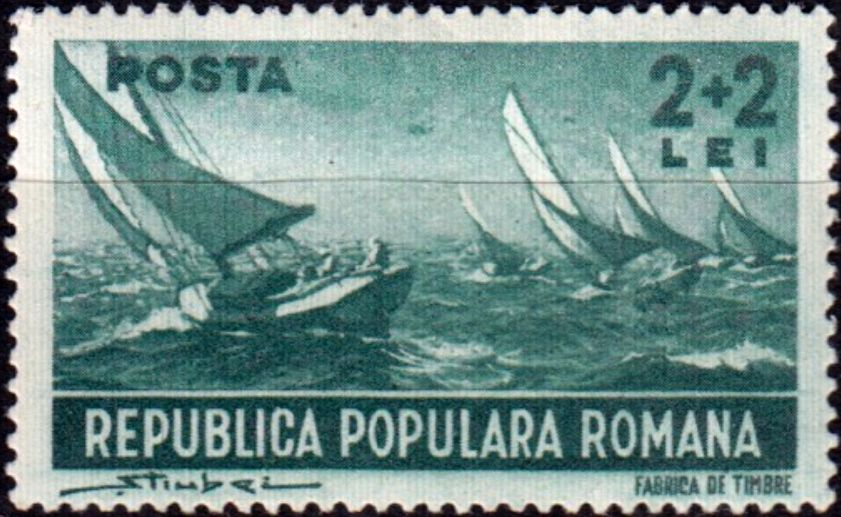
Concurs cu ambarcațiuni (1948)
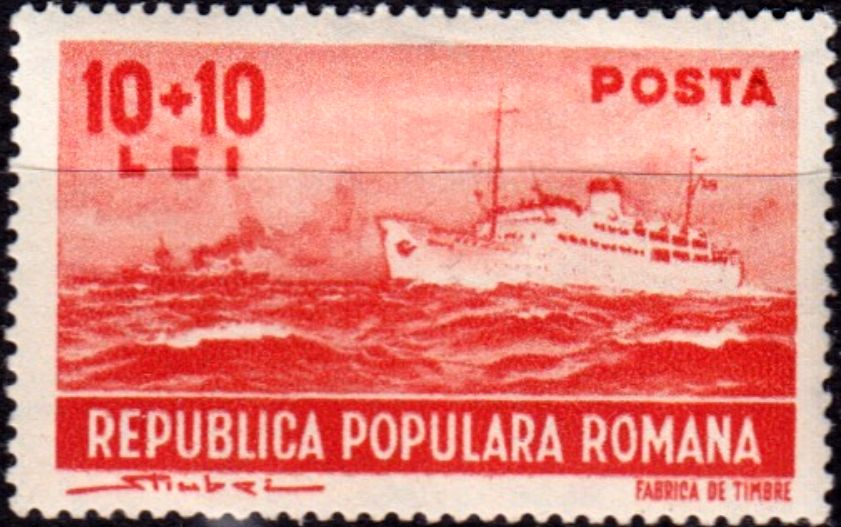
Motonava Transilvania (1948)
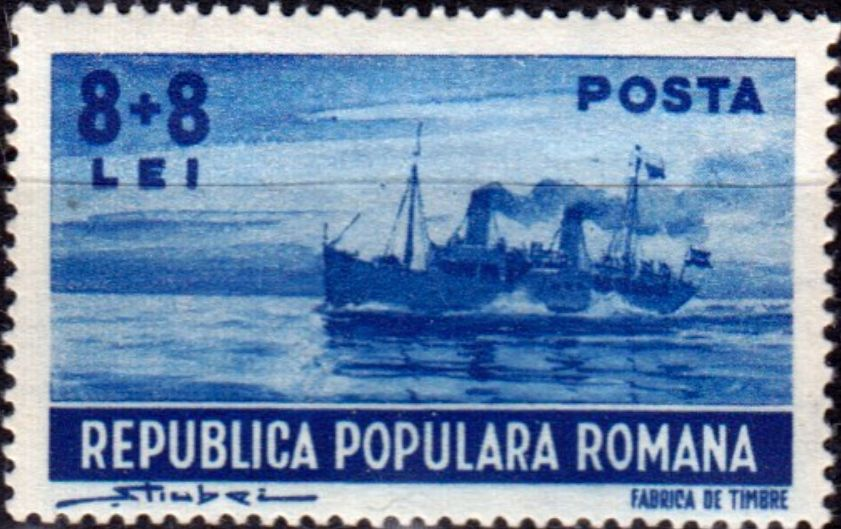
Vaporul cu zbaturi România Mare (1948)
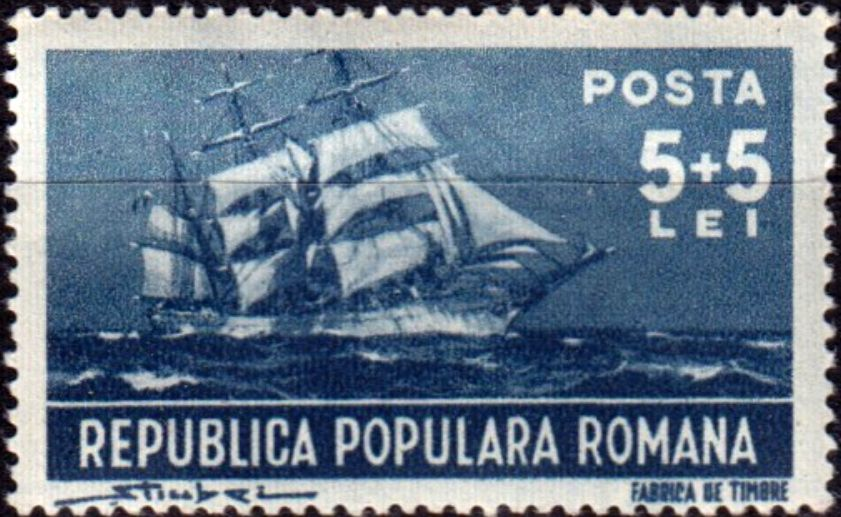
Nava școală Mircea (1948)
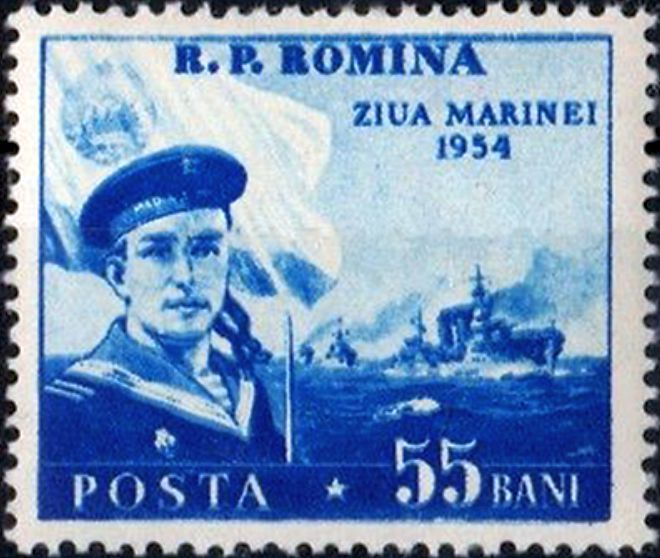
Ziua marinei (1954)

- În 26 iulie 1948, Dimitrie Știubei a realizat patru mărci poștale în tehnica heliogravurii pe hârtie albă cu filigram M.M.. Tirajul a fost de 50.000 de serii. Timbrele au fost: concurs cu ambarcațiuni cu vele pe un fond verde; nava școală Mircea pe cenușiu; motonava Transilvania pe roșu; Vaporul cu zbaturi România Mare pe albastru (numele navei a fost cenzurat de cataloagele din perioada comunistă, fiind menționat doar ca Vapor fluvial).[53]

Mărci poștale românești machetate de Dimitrie Știubei în anul 1961
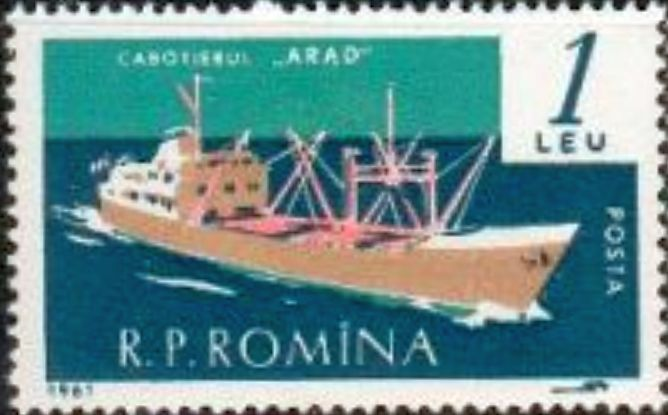
Cabotierul Arad
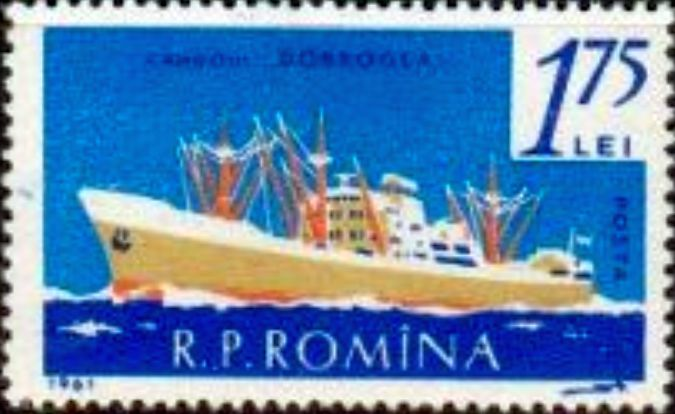
Cargoul Dobrogea
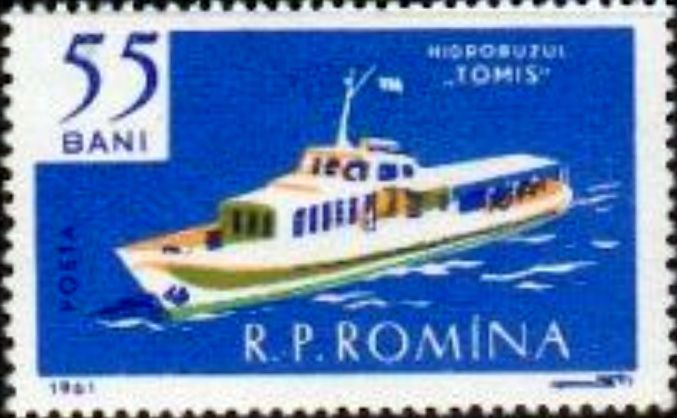
Hidrobuzul Tomis
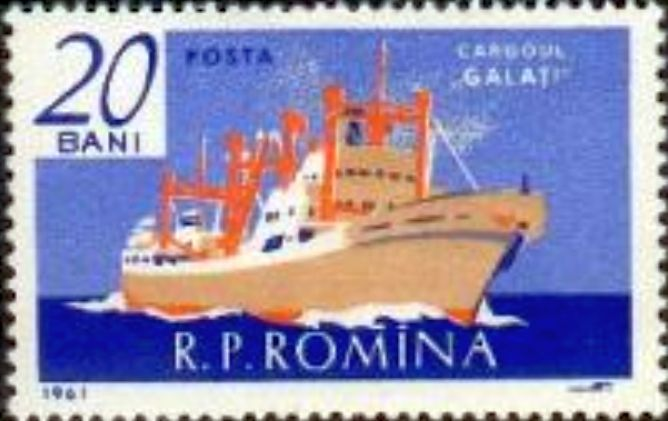
Cargoul Galați
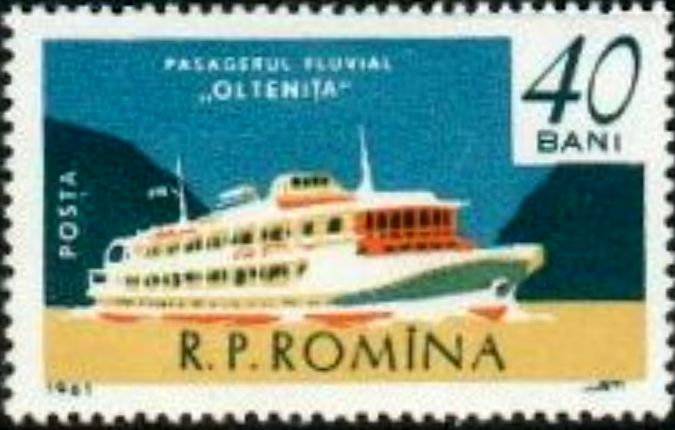
Pasagerul fluvial Oltenița
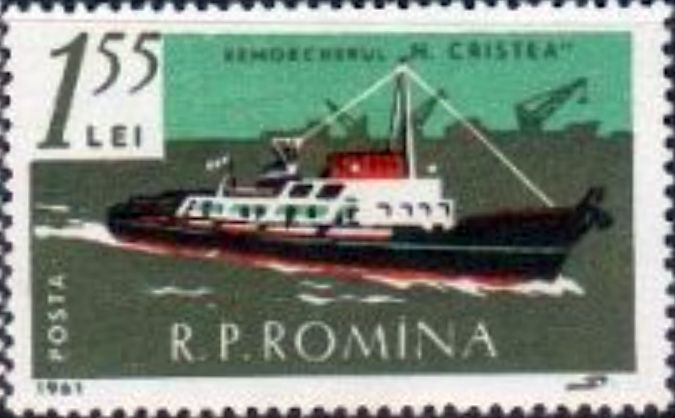
Remorcherul N. Cristea

Mărci poștale românești machetate de Dimitrie Știubei în anul 1974
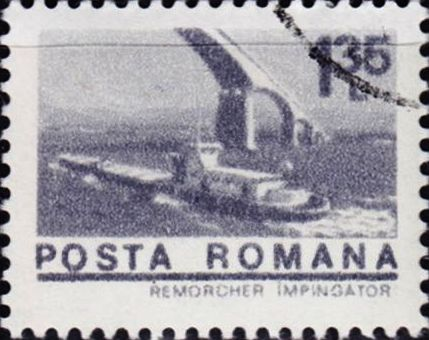
Remorcher împingător
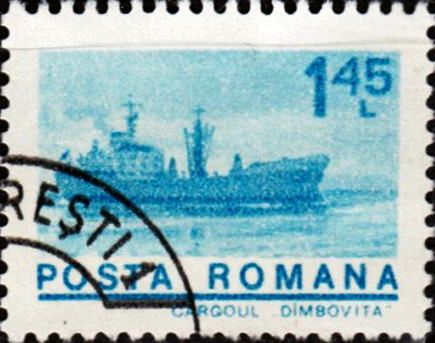
Cargoul Dâmbovița
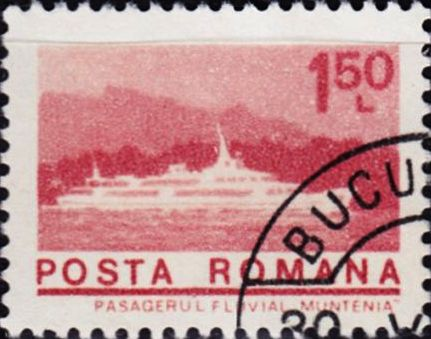
Pasagerul fluvial Muntenia
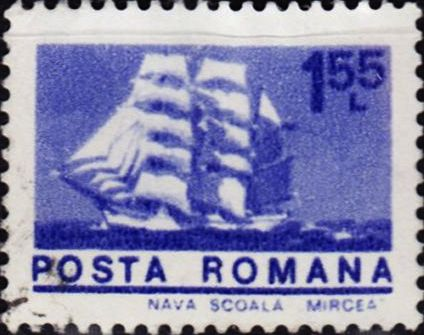
Nava Școală Mircea
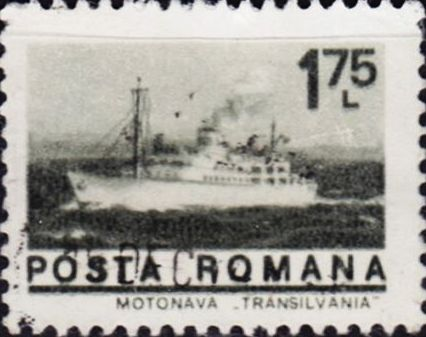
Motonava Transilvania
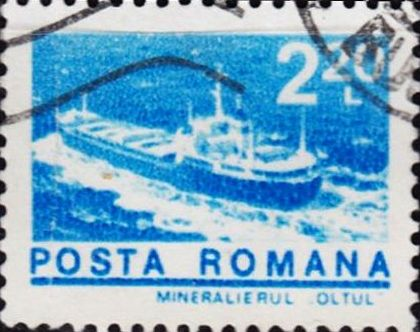
Mineralierul Oltul
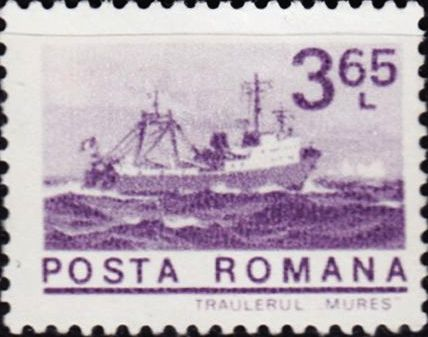
Traulerul Mureș

Mărci poștale românești machetate de Dimitrie Știubei în anul 1958
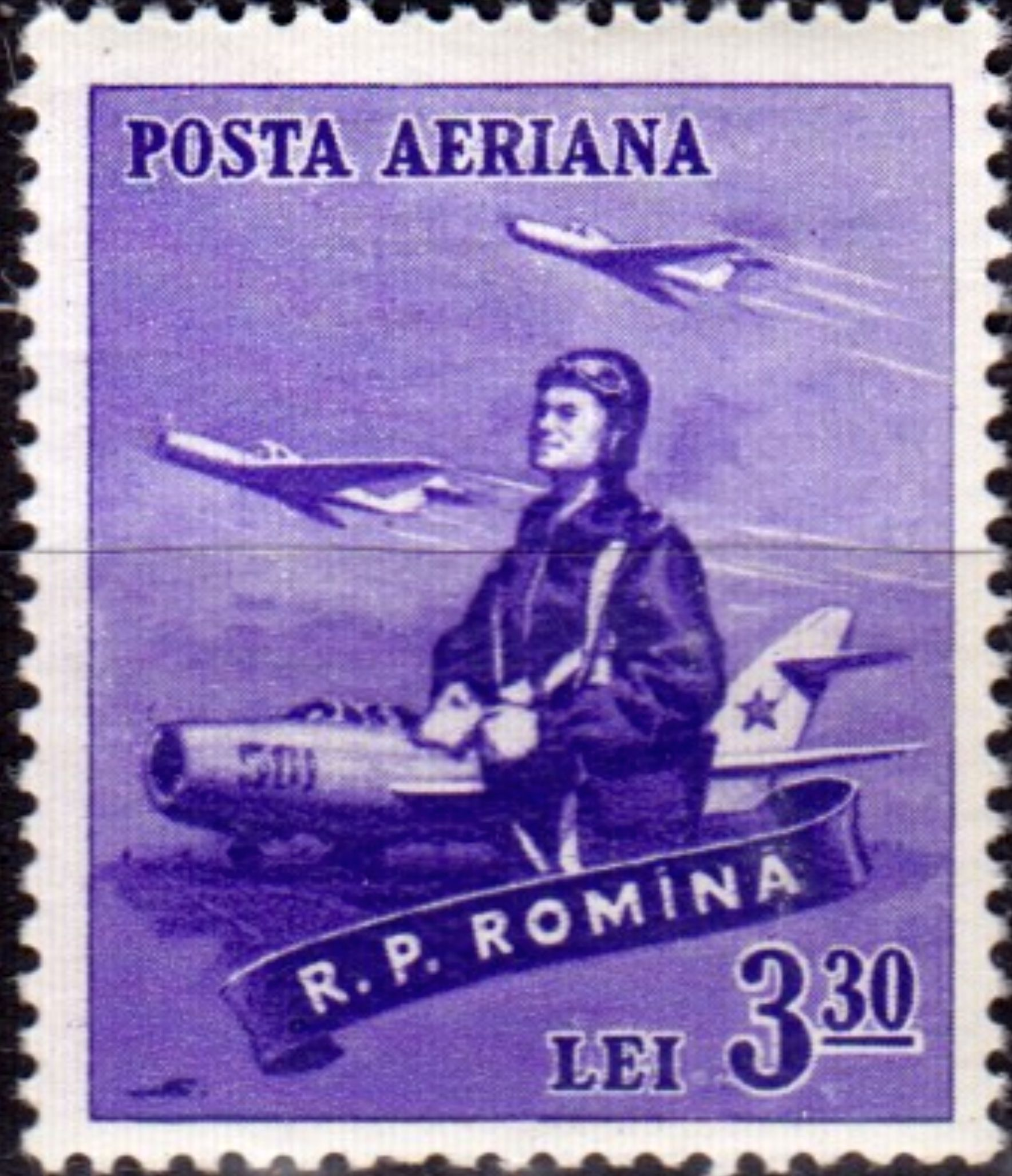
Ziua forțelor armate ale R.P.R. - Forțele Aeriene Române
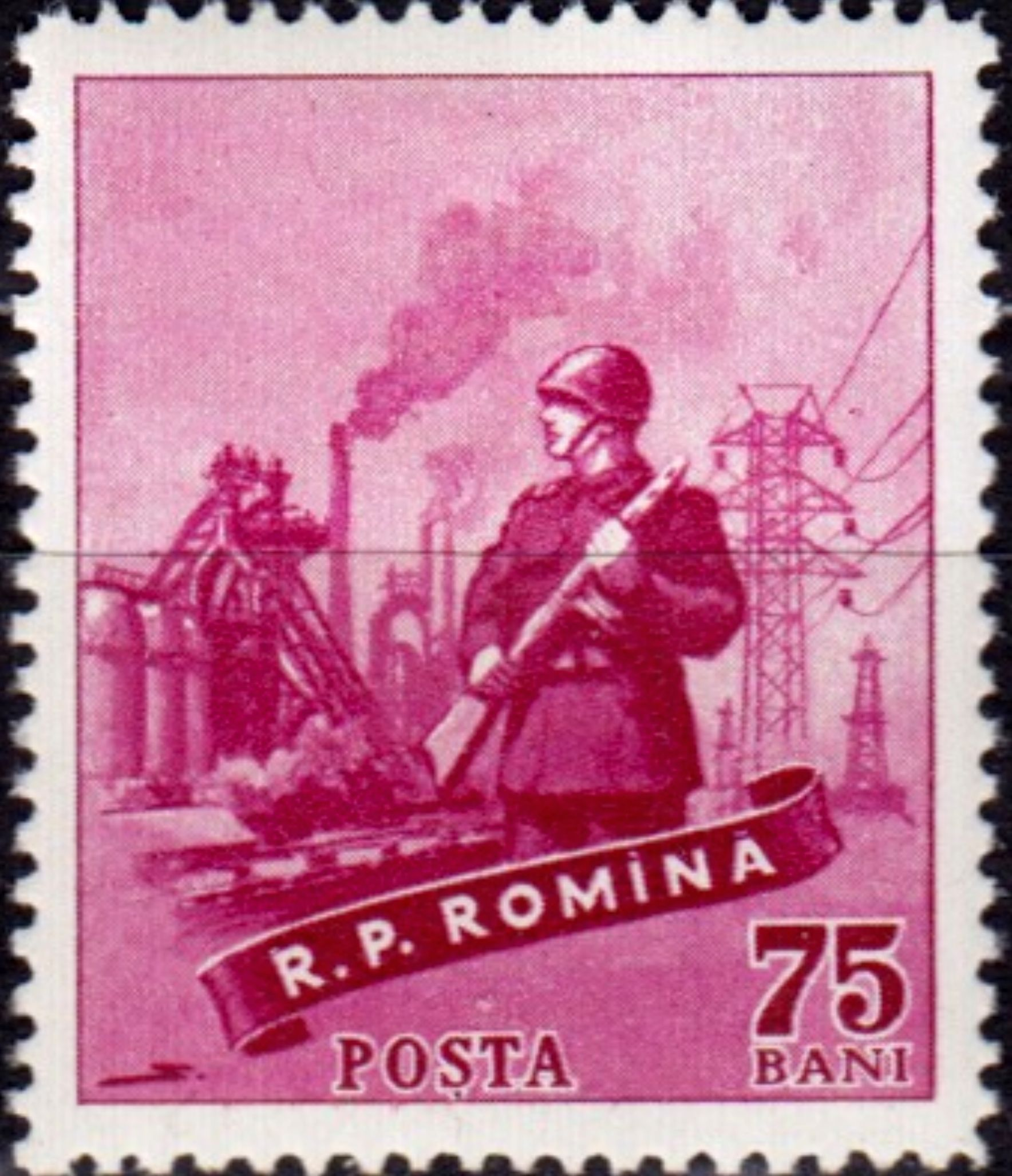
... - Forțele Terestre Române
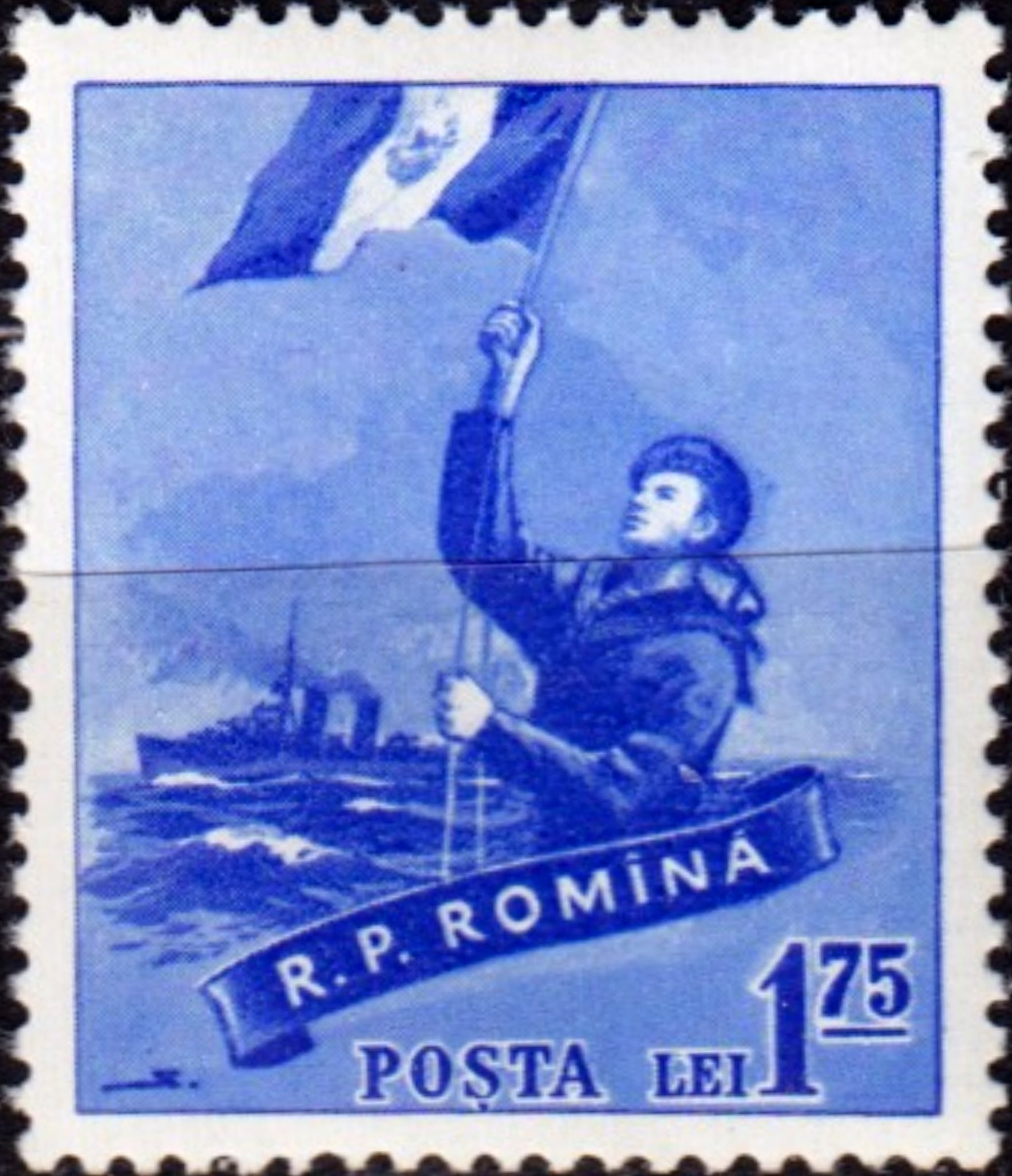
... - Forțele Navale Române
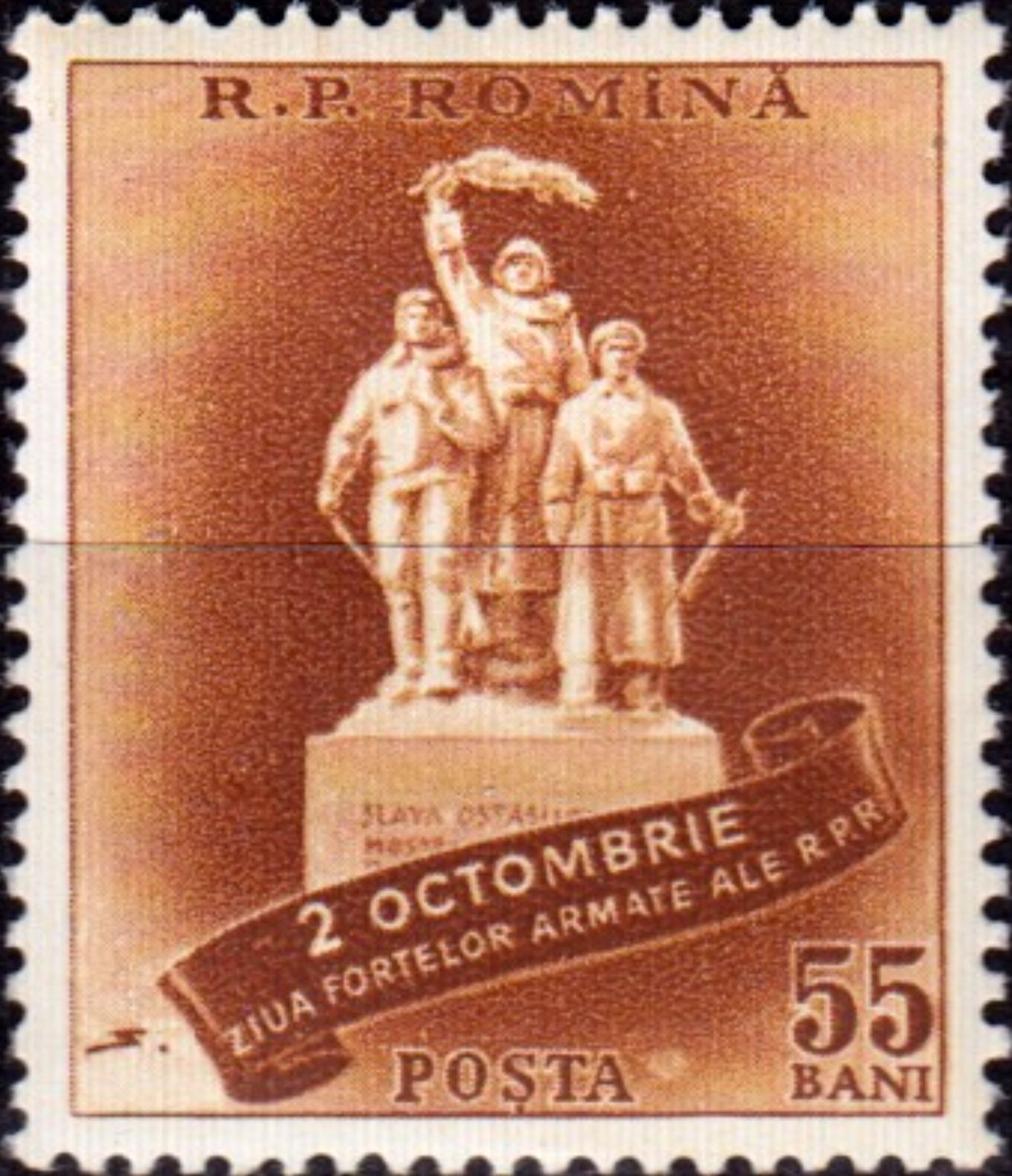
... - Monumentul Eroilor Patriei

##### Construcția socialismului

Mărci poștale românești machetate de Dimitrie Știubei în anul 1963
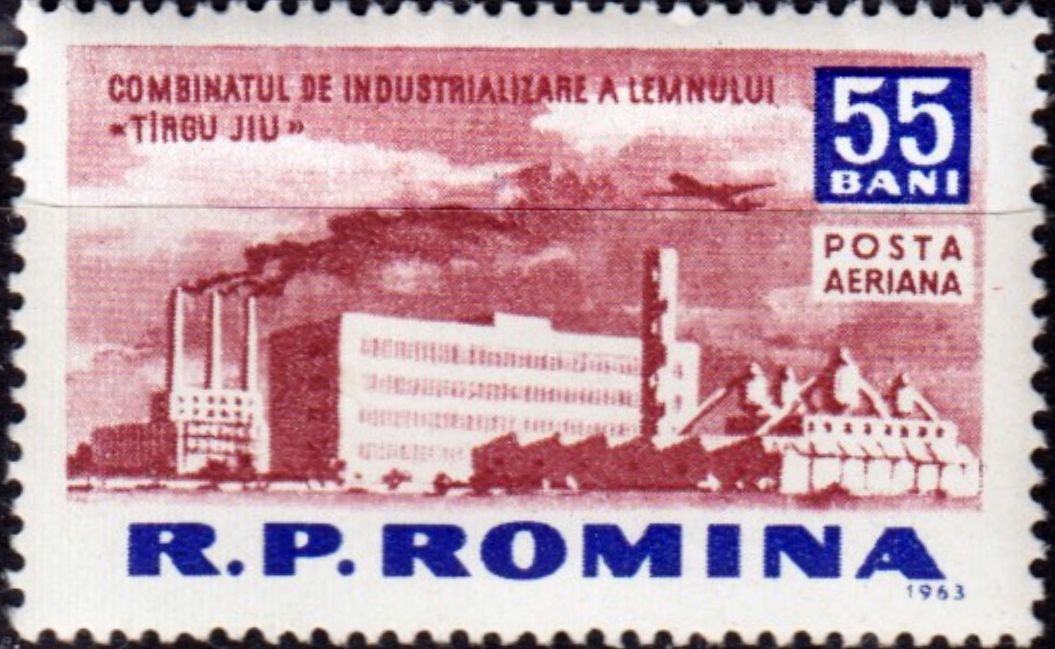
Combinatul de industrializare a lemnului Târgu Jiu
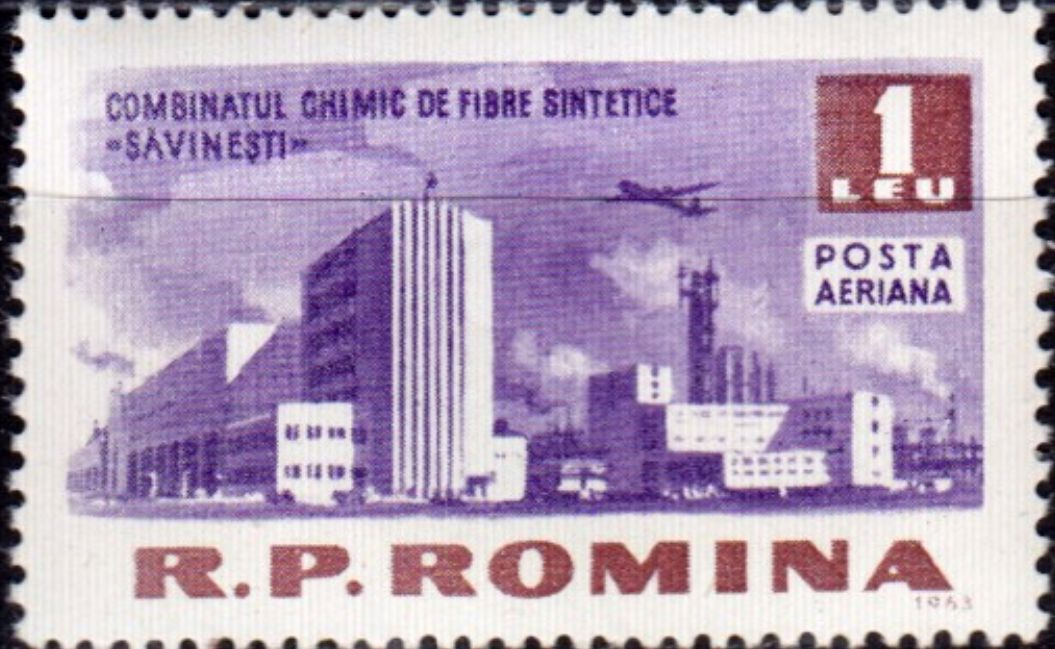
Combinatul Chimic de Fibre Sintetice Savinești
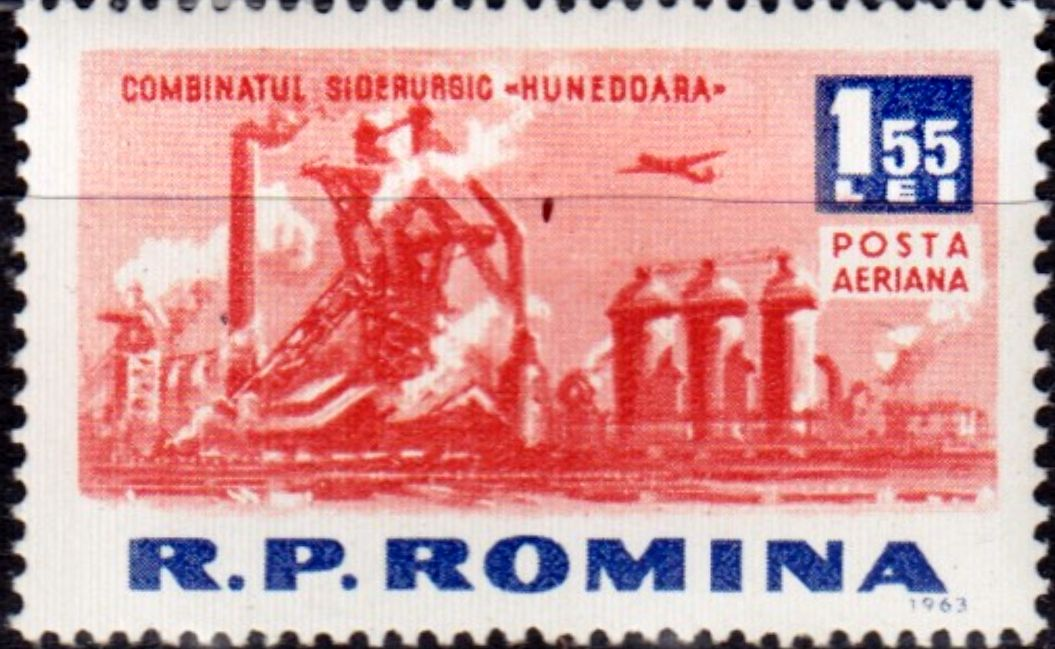
Combinatul siderurgic Hunedoara
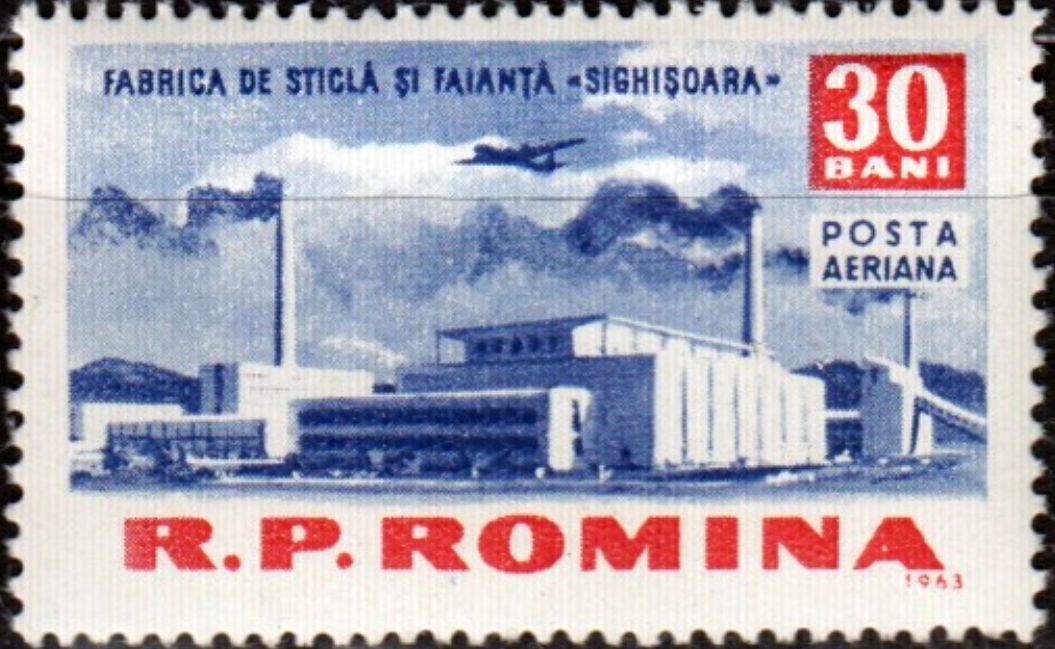
Fabrica de sticlă și faianță Sighișoara
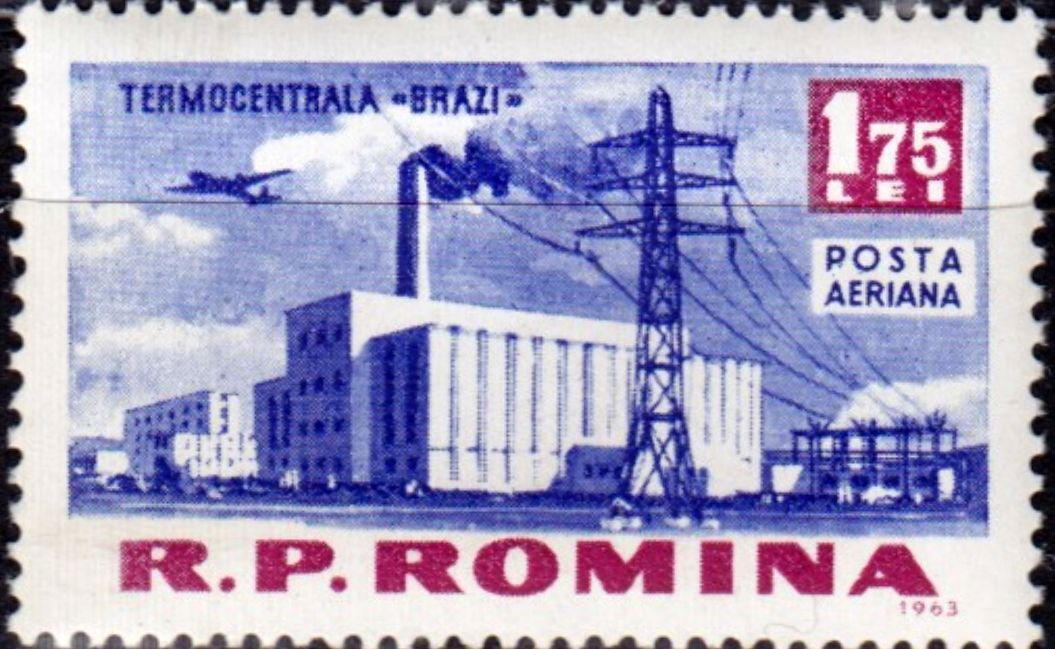
Termocentrala de la Brazi
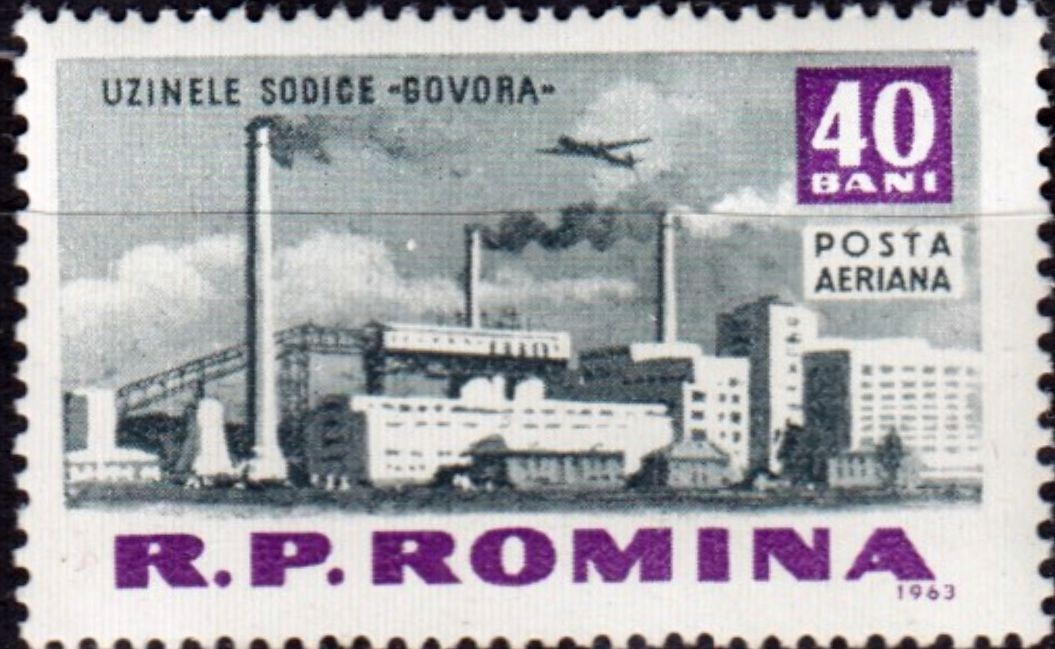
Uzinele Sodice Govora

Mărci poștale românești machetate de Dimitrie Știubei în anul 1962
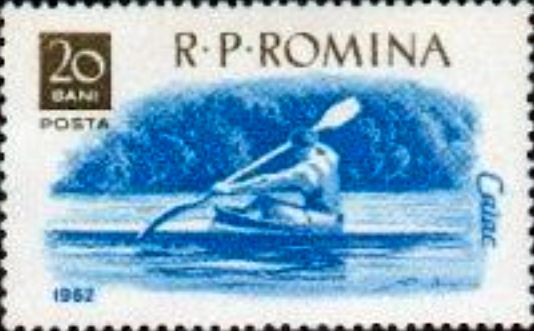
Caiac
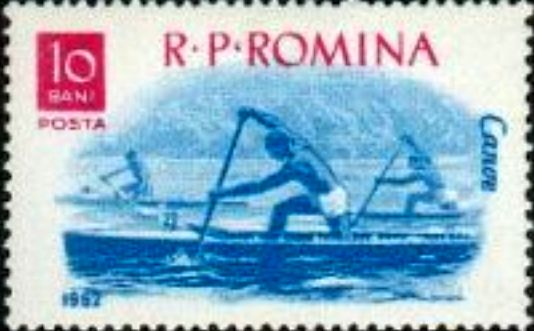
Canoe
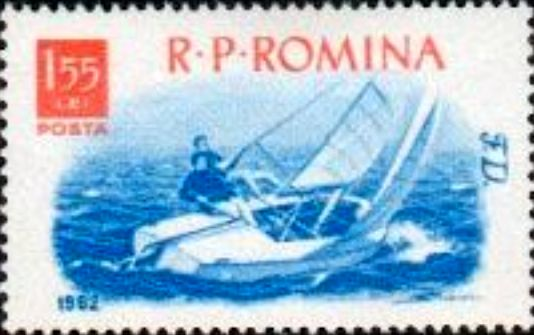
F. D.
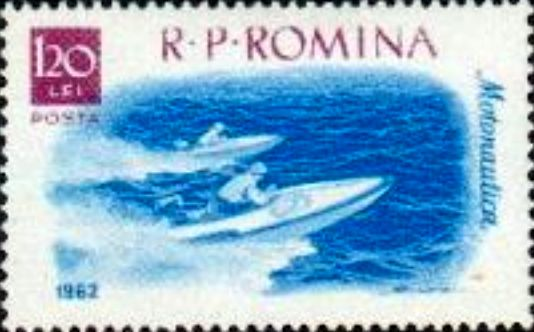
Motonautica
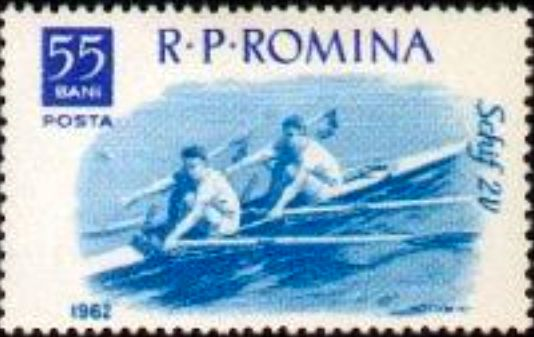
Schif 2V
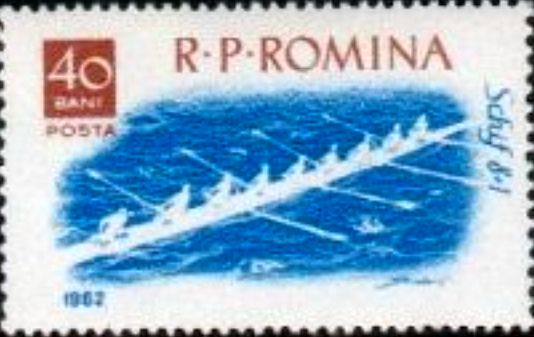
Schif 8+1
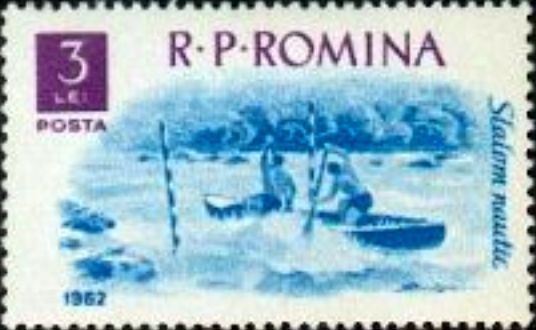
Slalom nautic
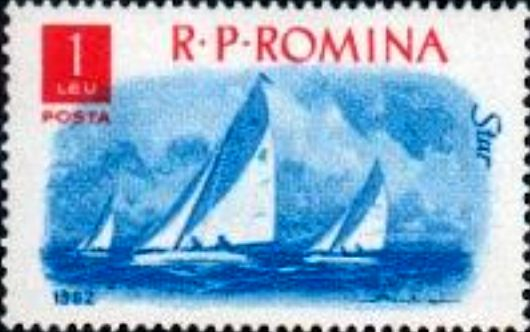
Star

##### Costume naționale

Mărci poștale românești machetate de Dimitrie Știubei în anul 1952
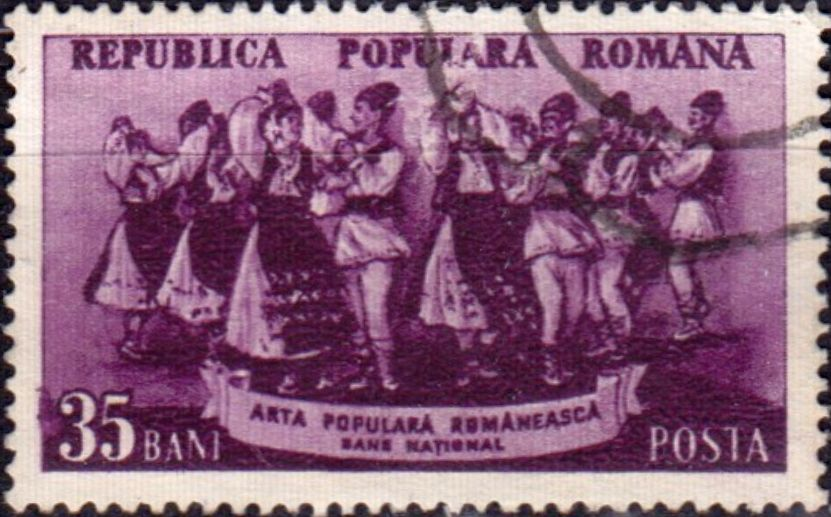
Dans național (1952)
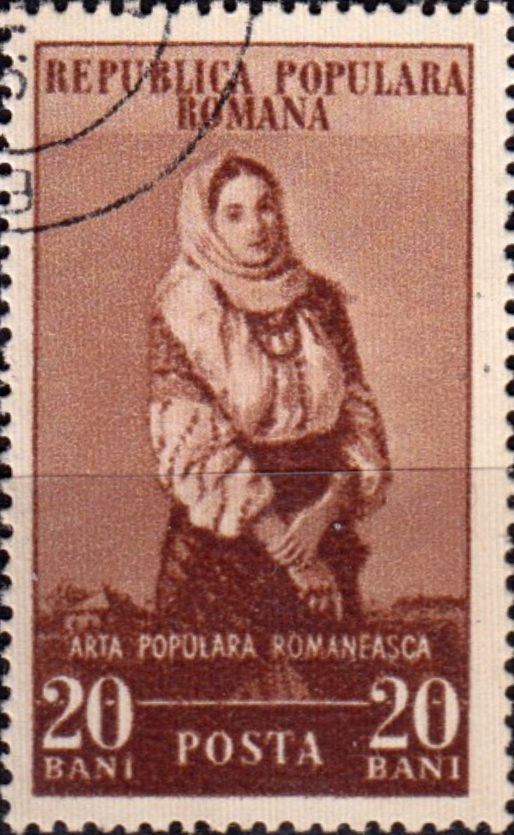
(1952)
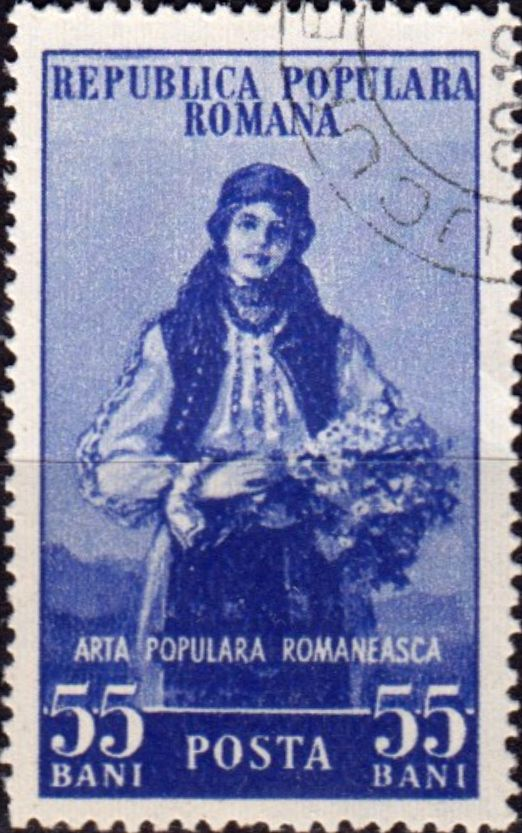
(1952)

##### Sateliți și cosmonauți

Mărci poștale românești machetate de Dimitrie Știubei în anii 1957
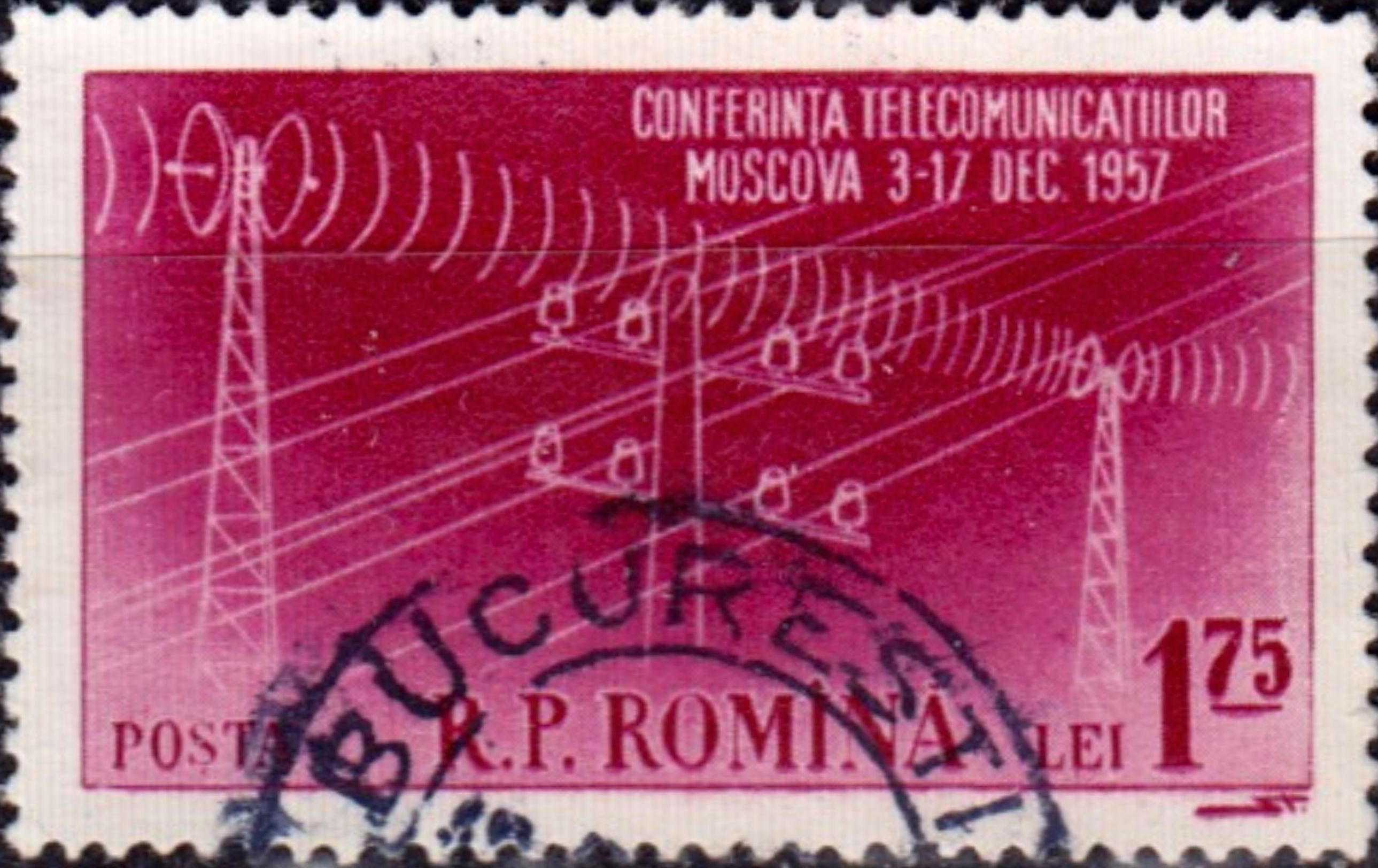
Conferința Telecomunicațiilor de la Moscova, varianta 1
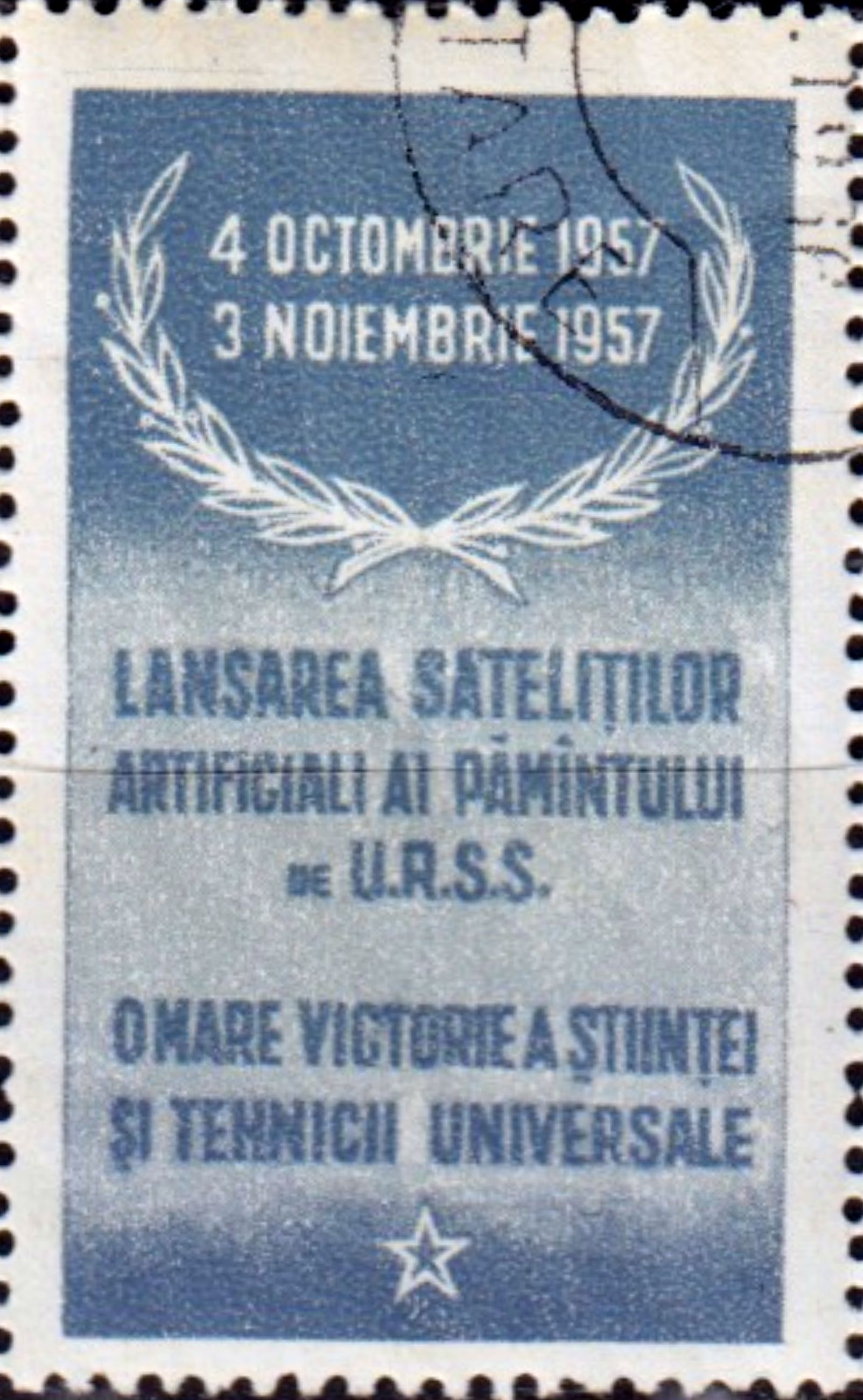
Lansarea Sputnik 1 și Sputnik 2, varianta 1
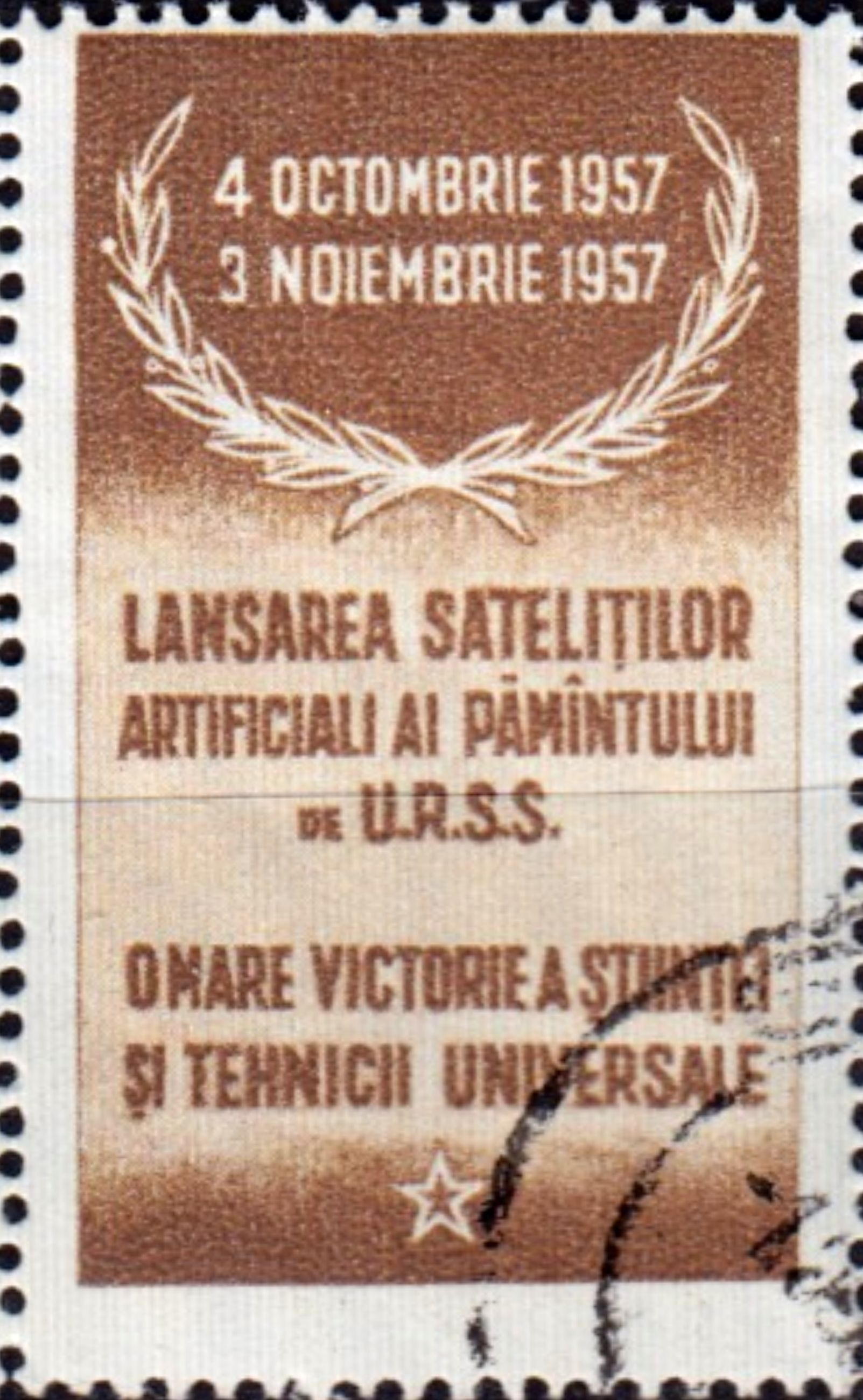
Varianta 2
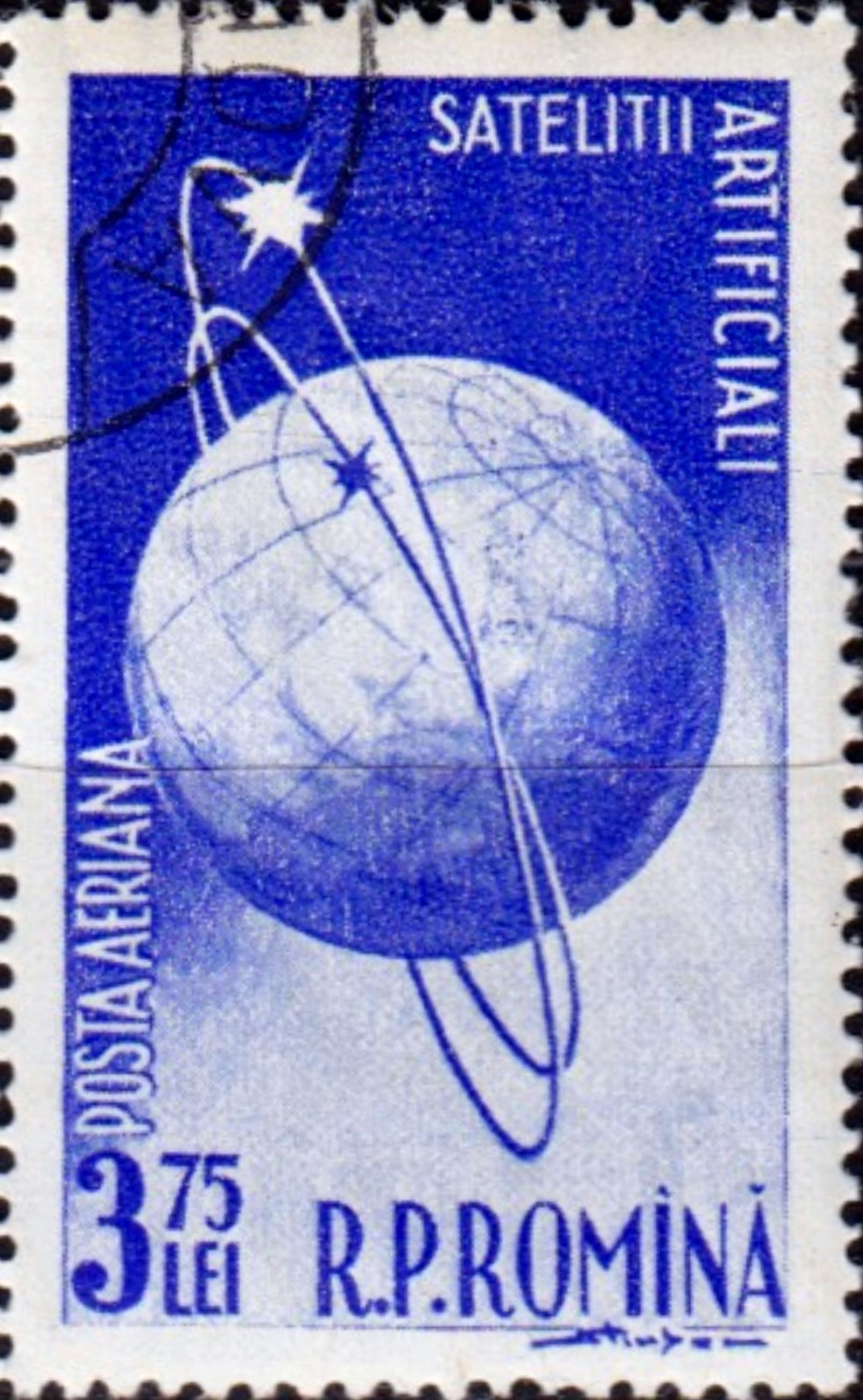
Sputnik 1, varianta 1
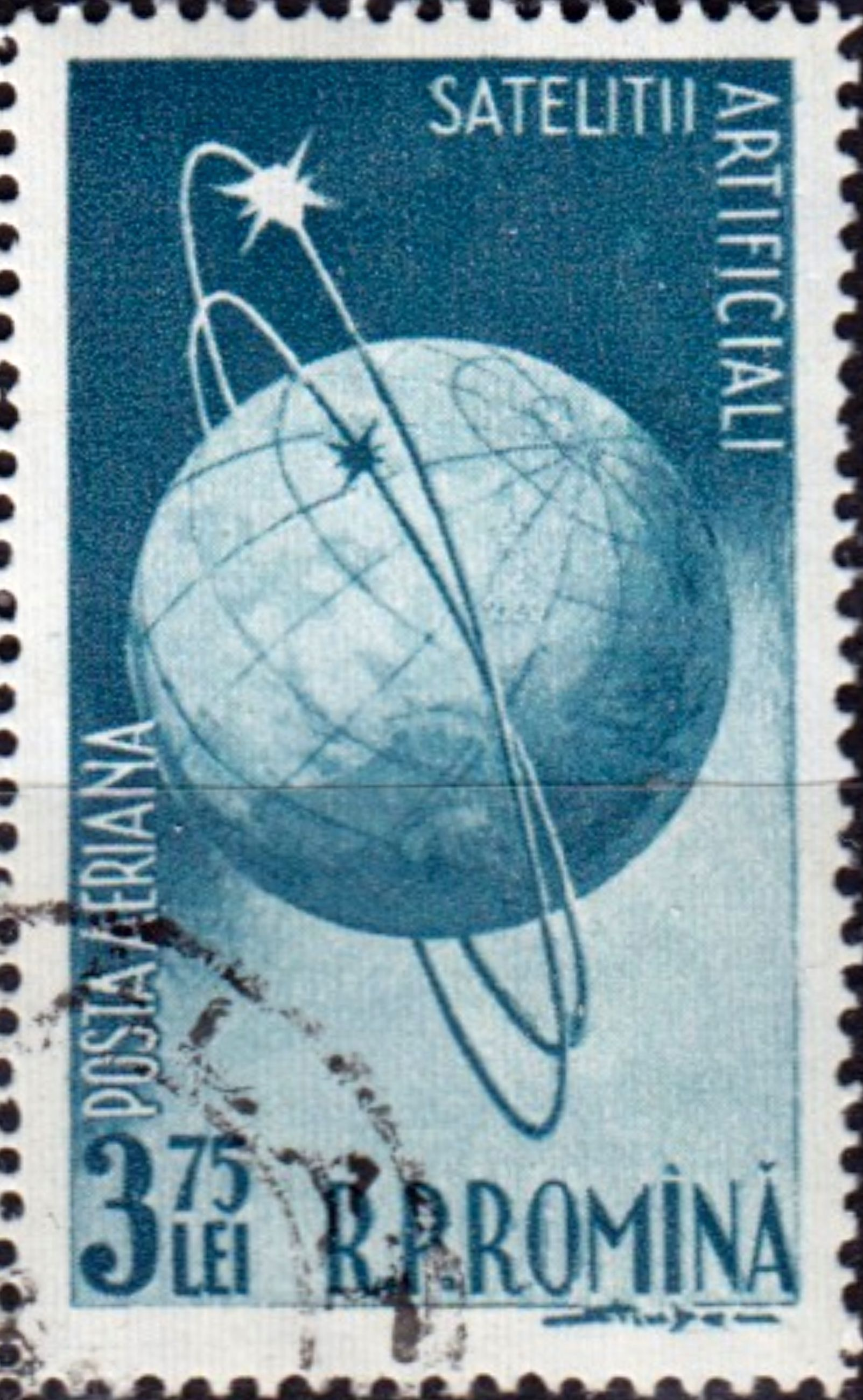
Varianta 2
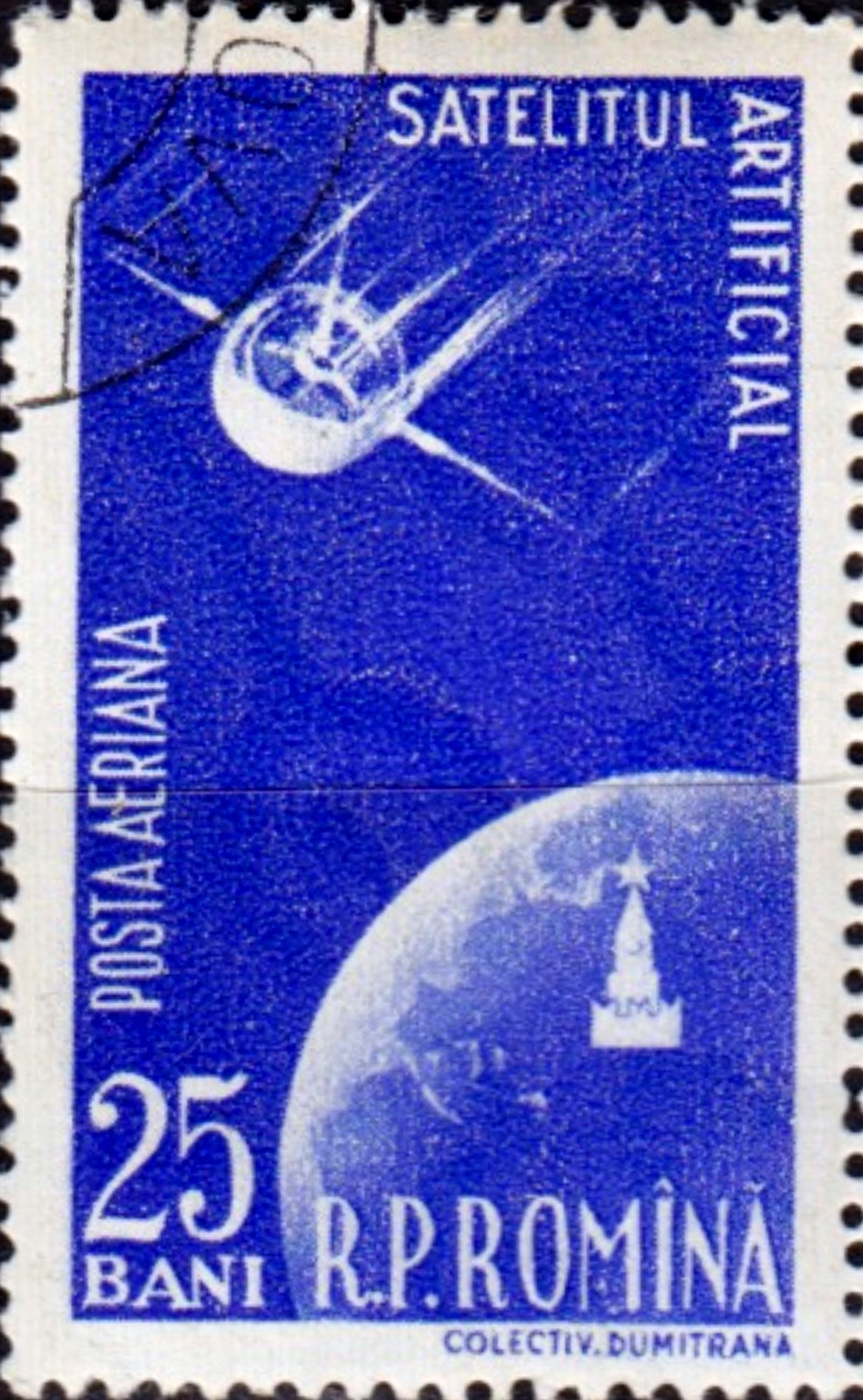
Sputnik 2, varianta 1
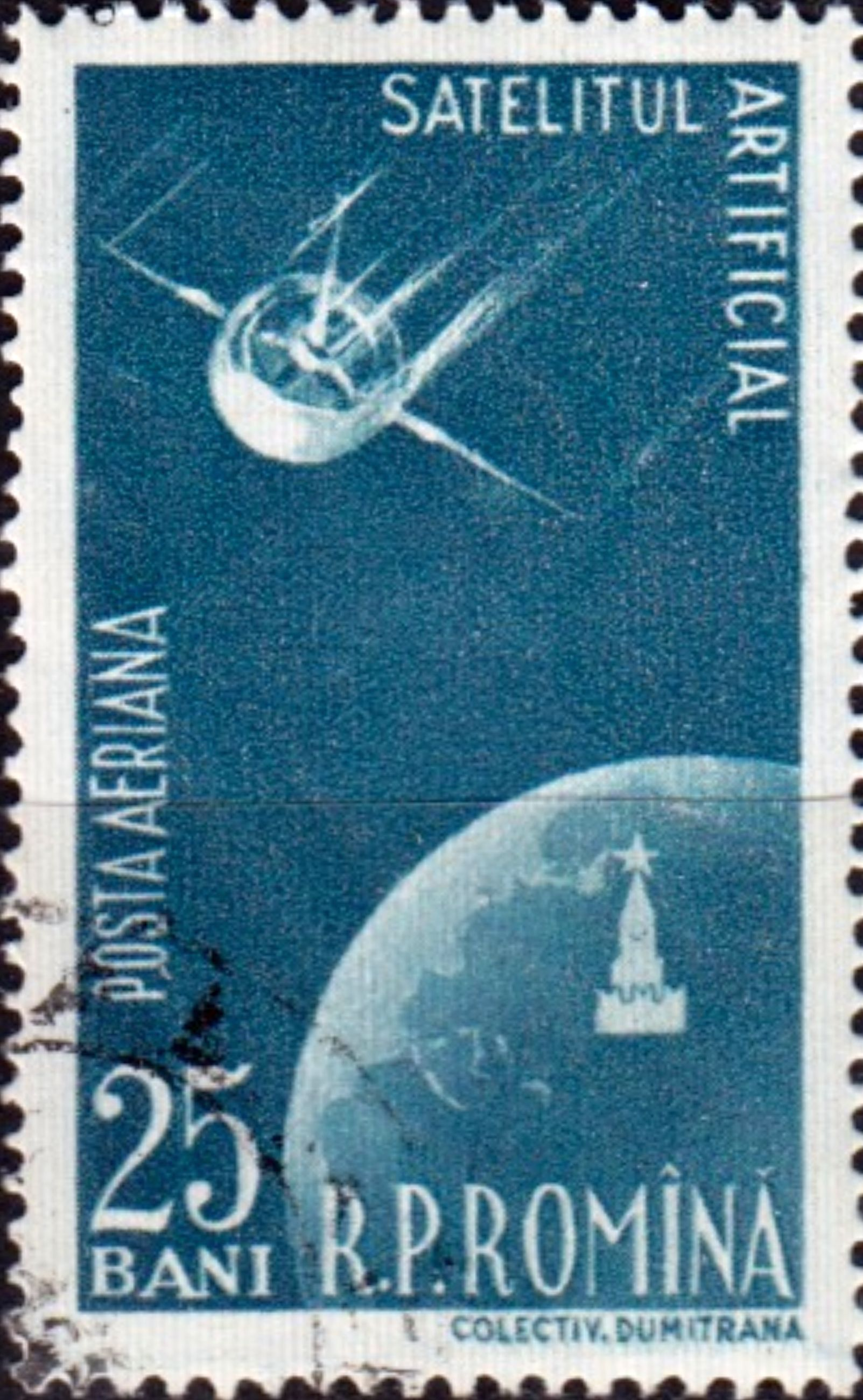
Varianta 2
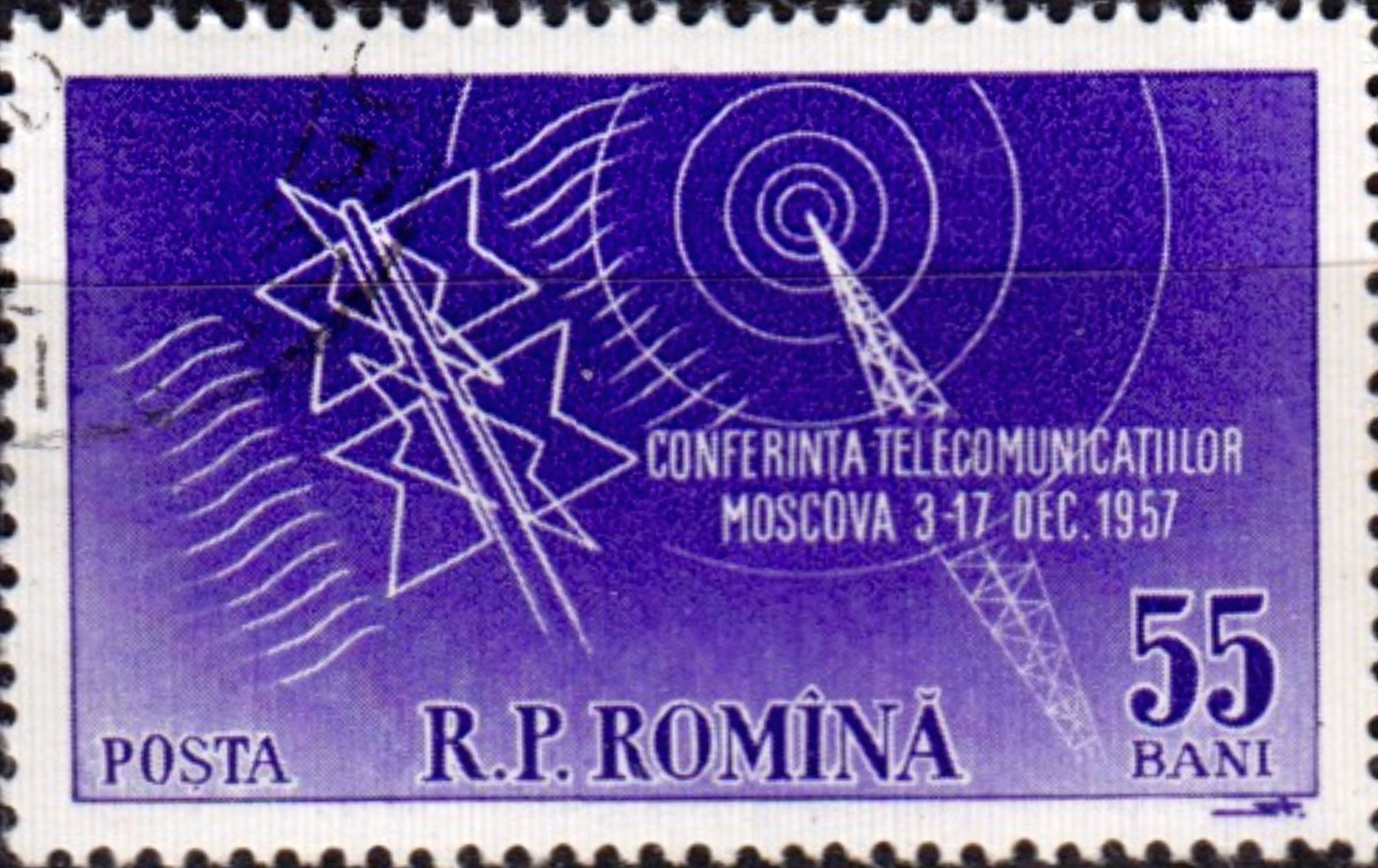
Conferința Telecomunicațiilor de la Moscova, varianta 2

- La 6 noiembrie 1957 s-a lansat emisiunea „Sateliții artificiali ai Pământului”, formate din două tripticuri, cu un nominal total de 8 lei, foarte înalt pentru acea vreme. Tirajul total a fost de 1 milion de tripticuri, un tiraj mare, dar nu neobișnuit pentru epocă.

Mărci poștale românești machetate de Dimitrie Știubei în anii 1961-1963
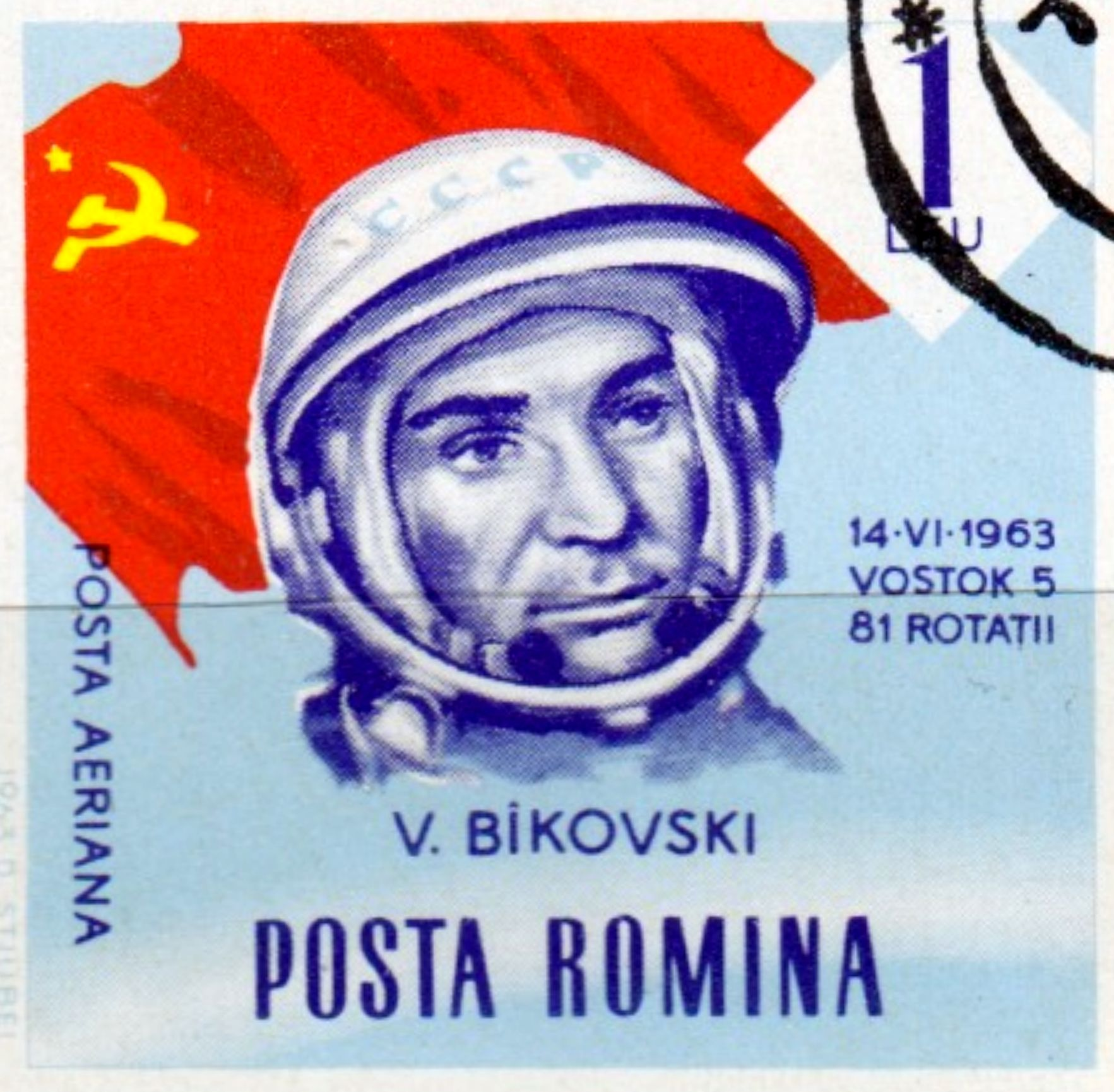
V. Bîkovski
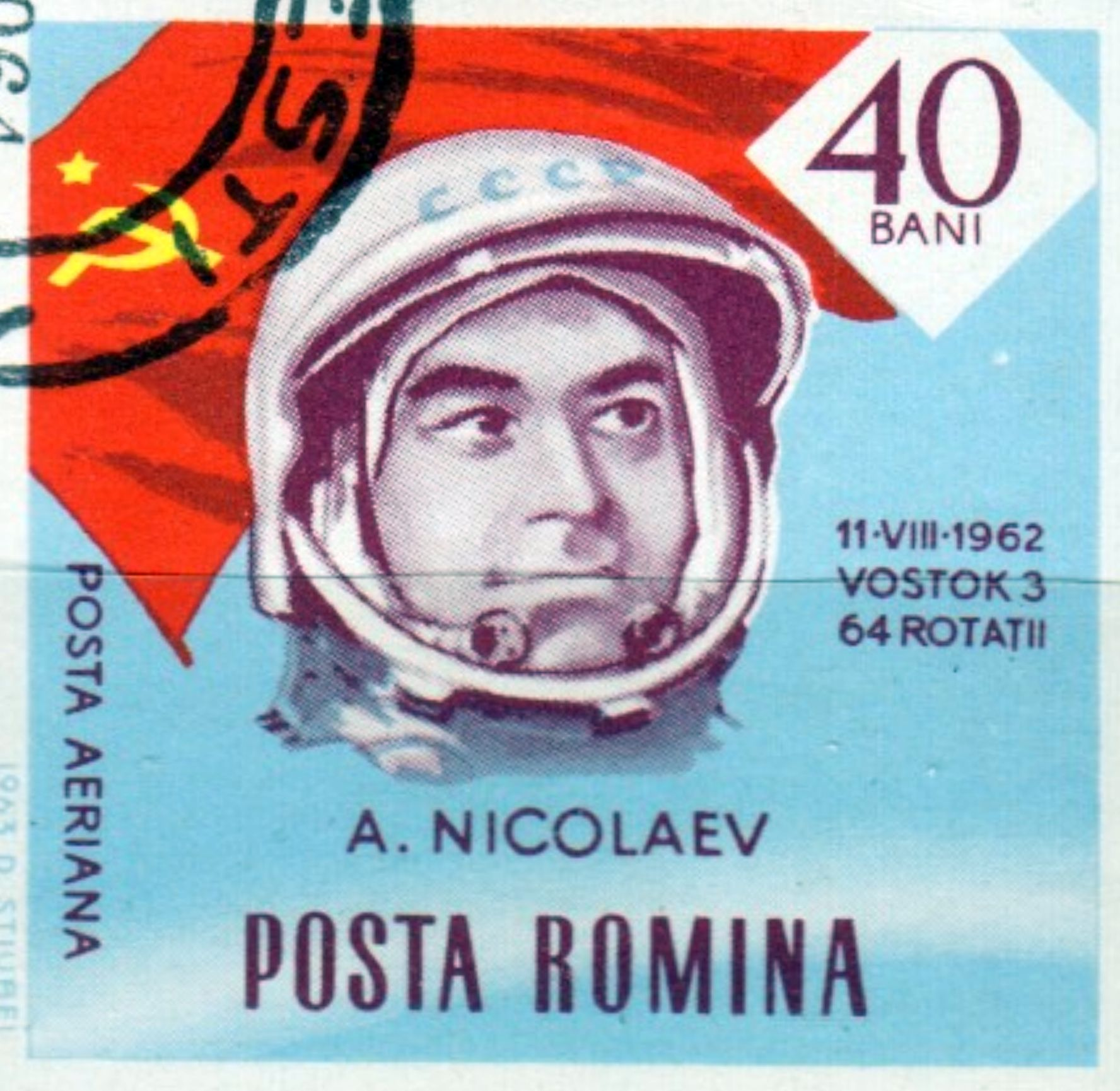
A. Nicolaev
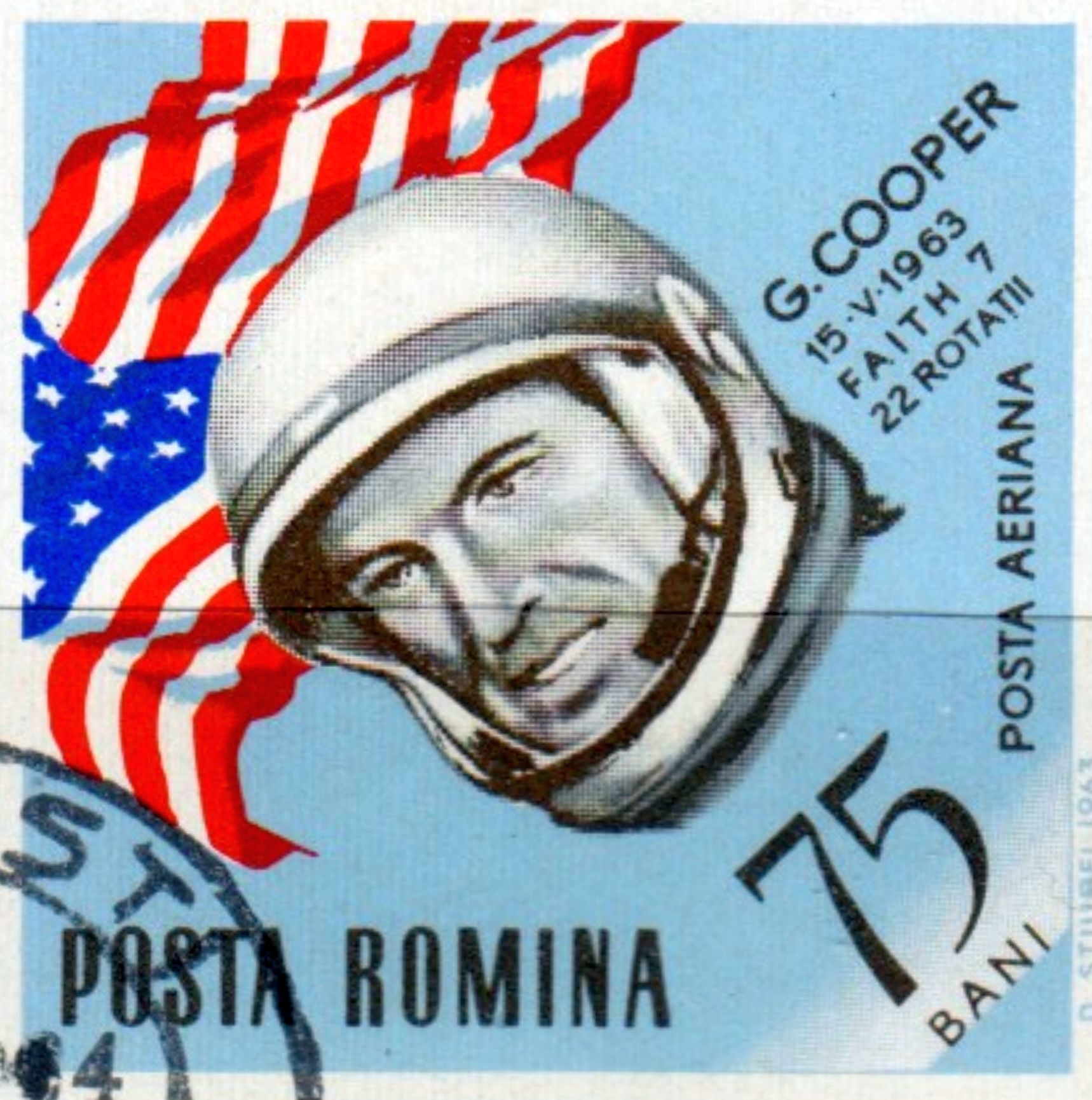
G. Cooper
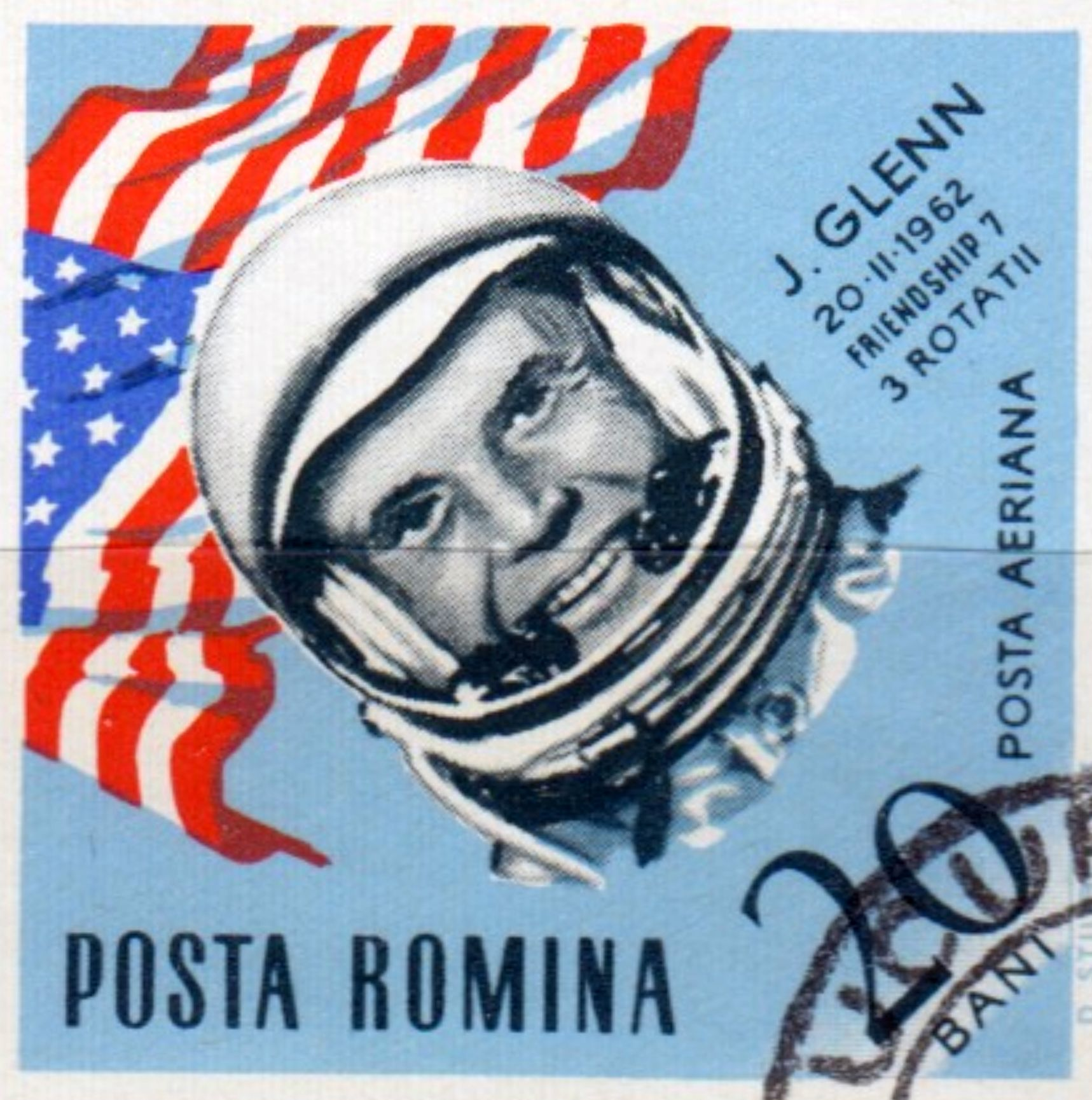
J. Glenn
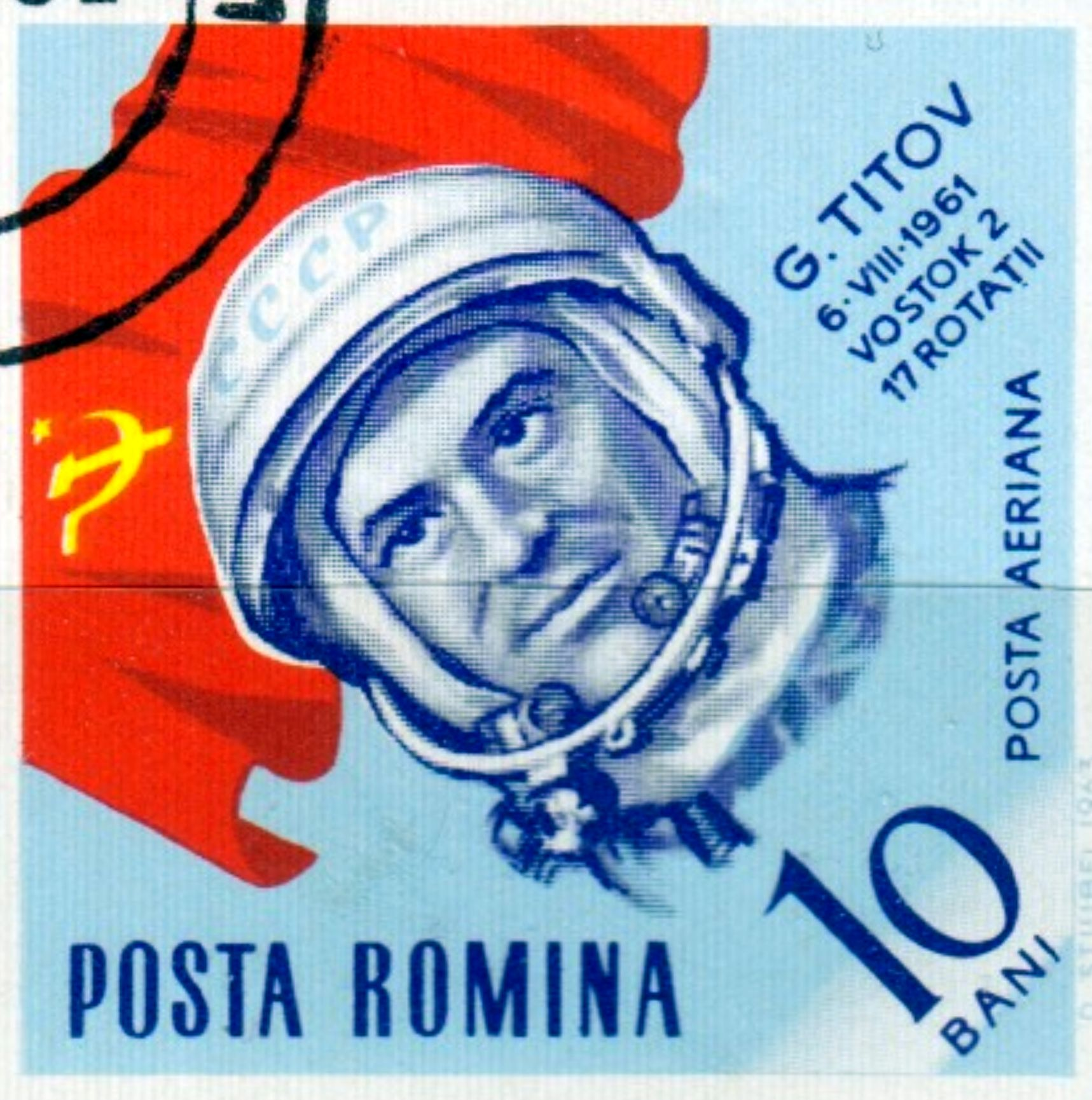
G. Titov
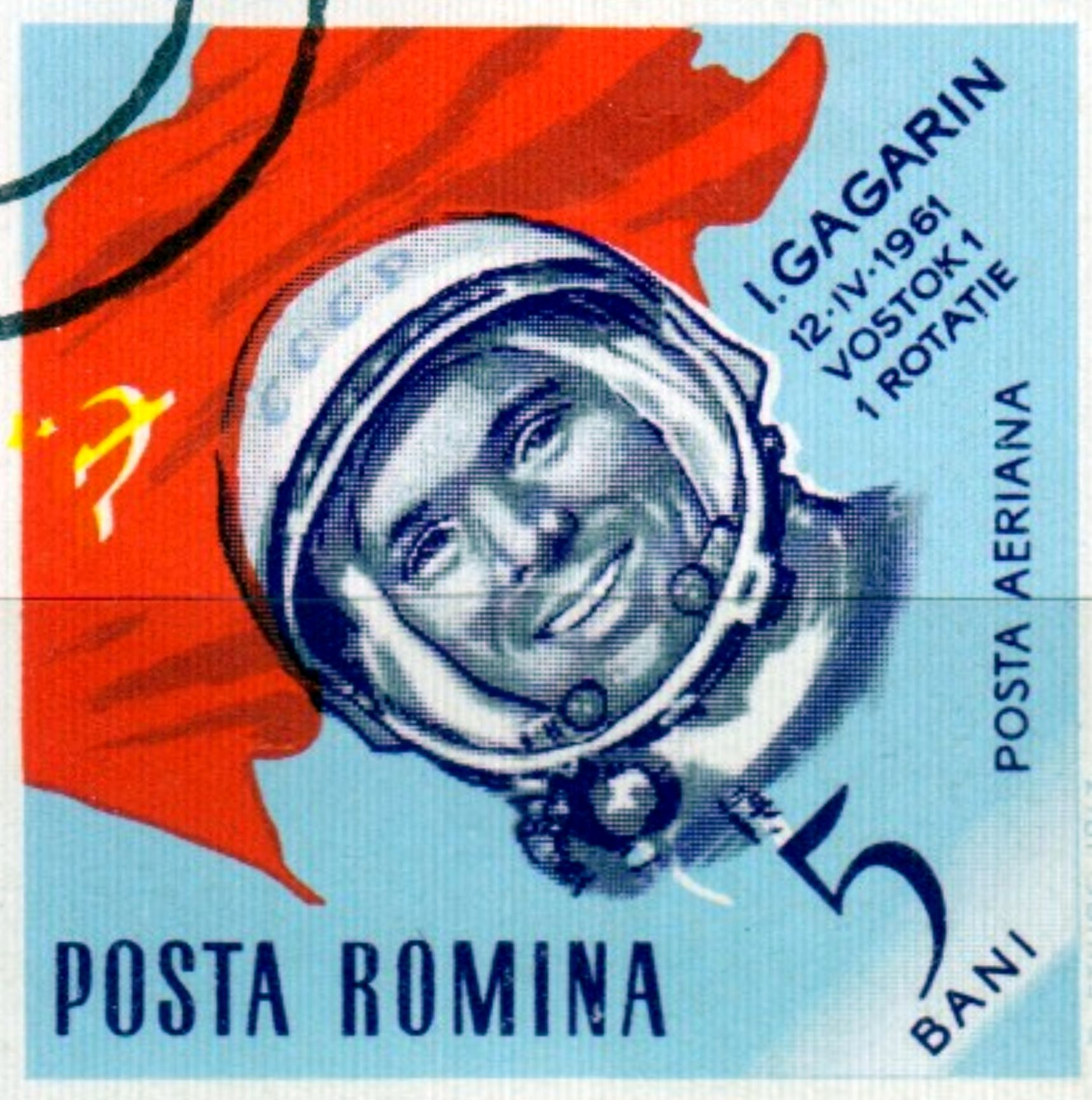
I. Gagarin
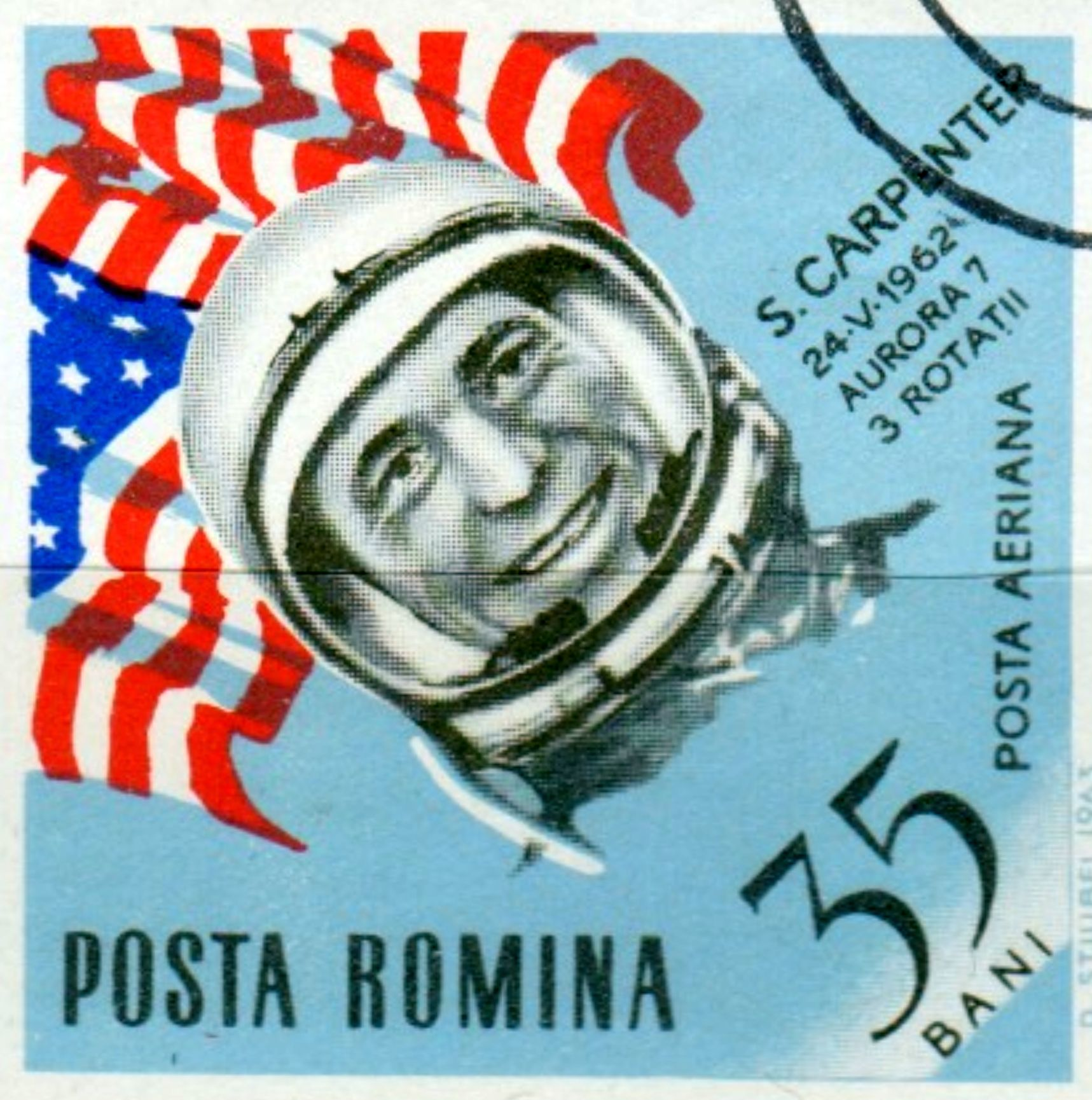
S. Carpenter
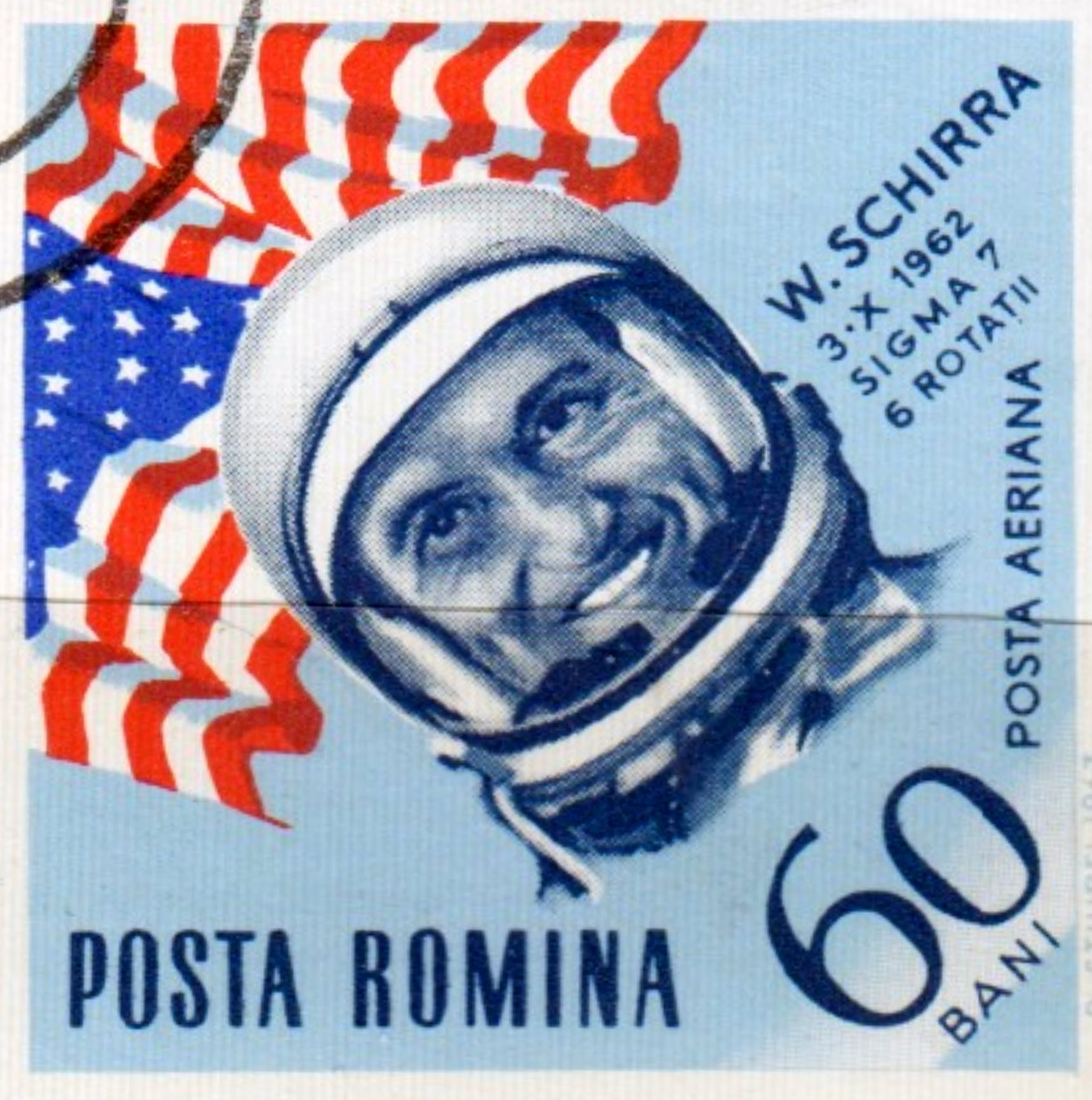
W. Schirra
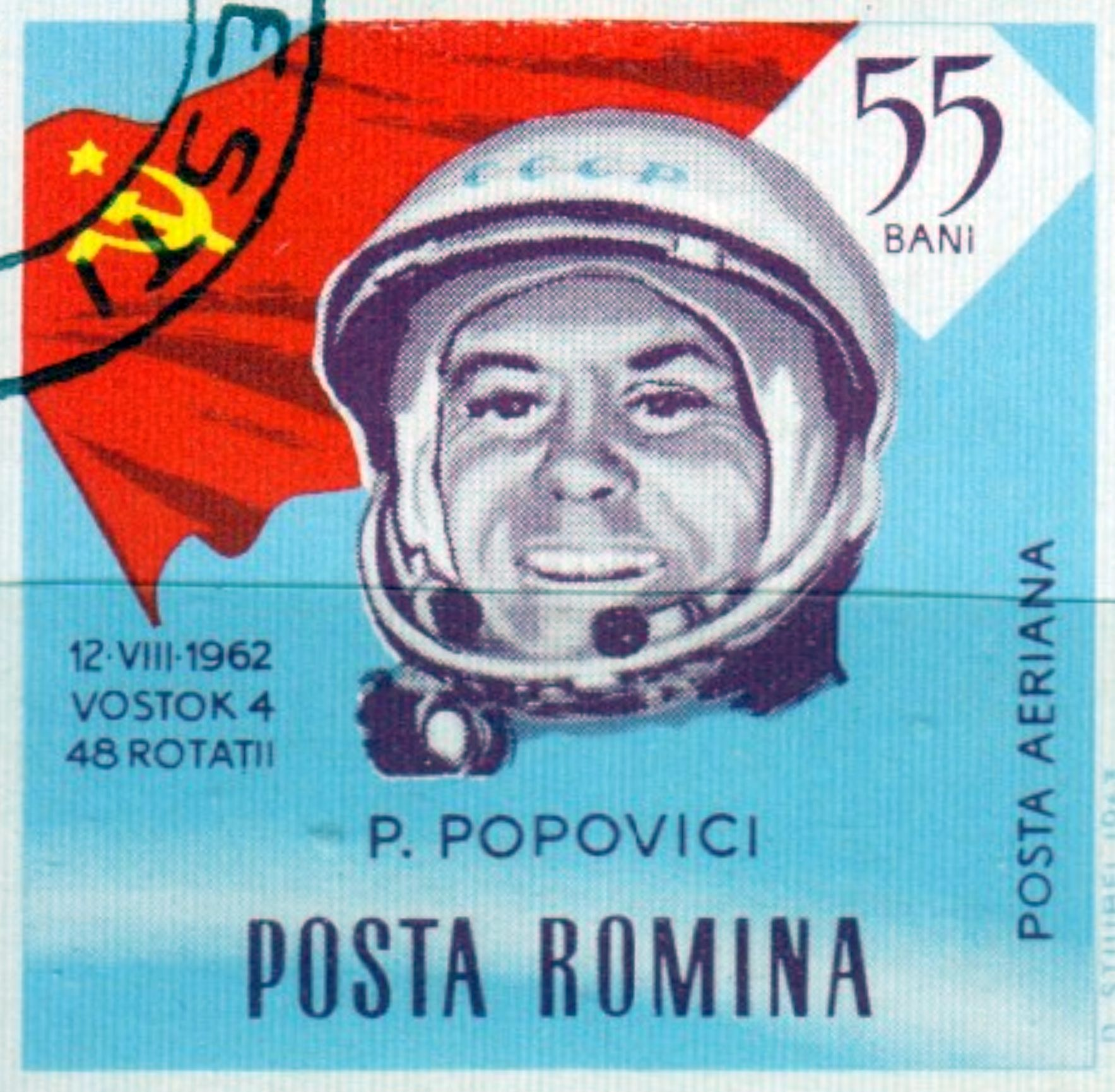
P. Popovici
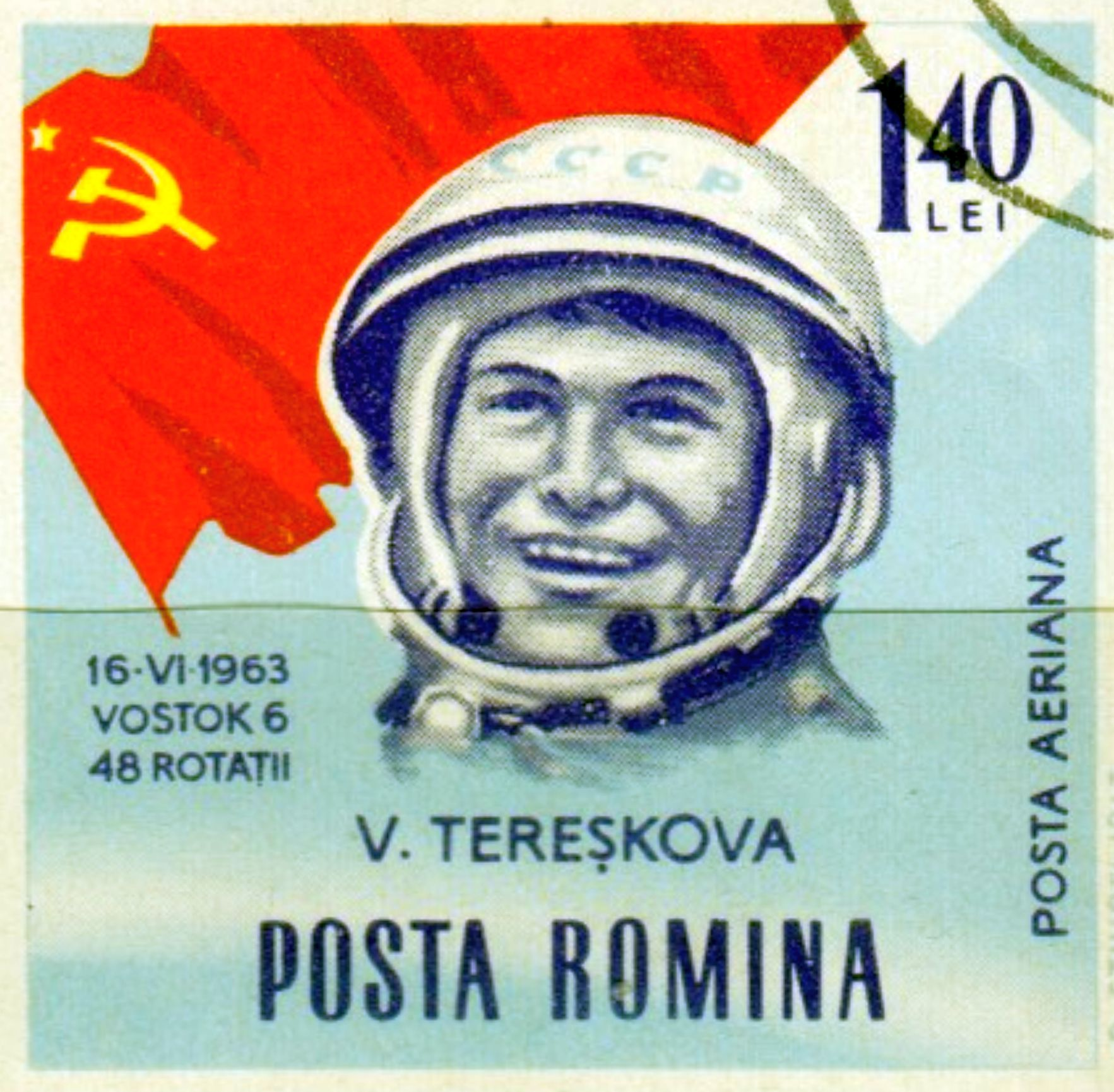
V. Tereșkova

##### Diverse

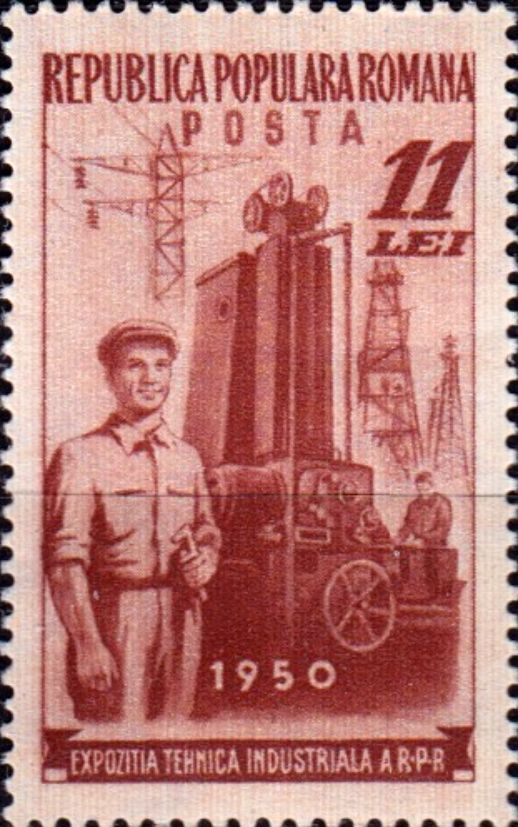
Expoziția Tehnică Industrială
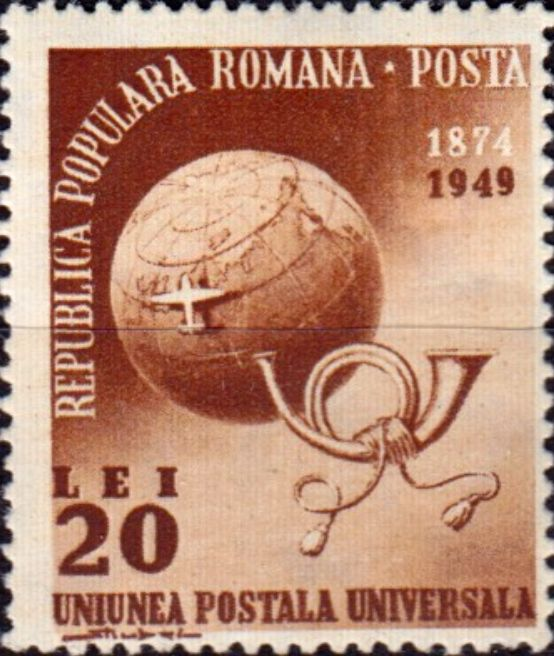
Uniunea Poștală Universală
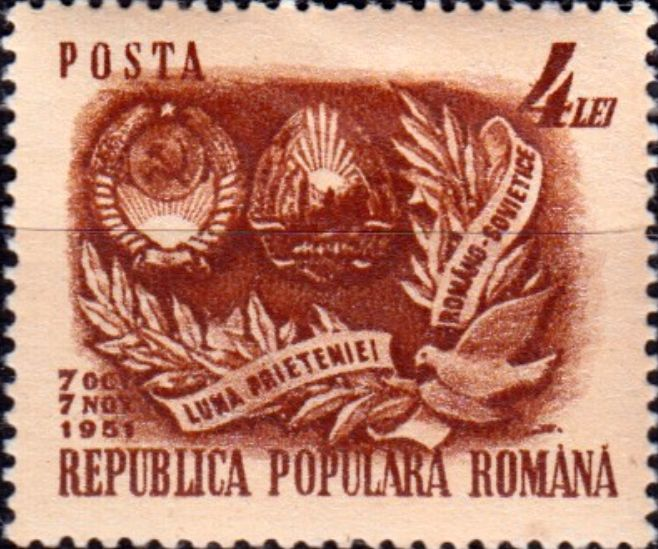
Luna prieteniei româno-sovietice
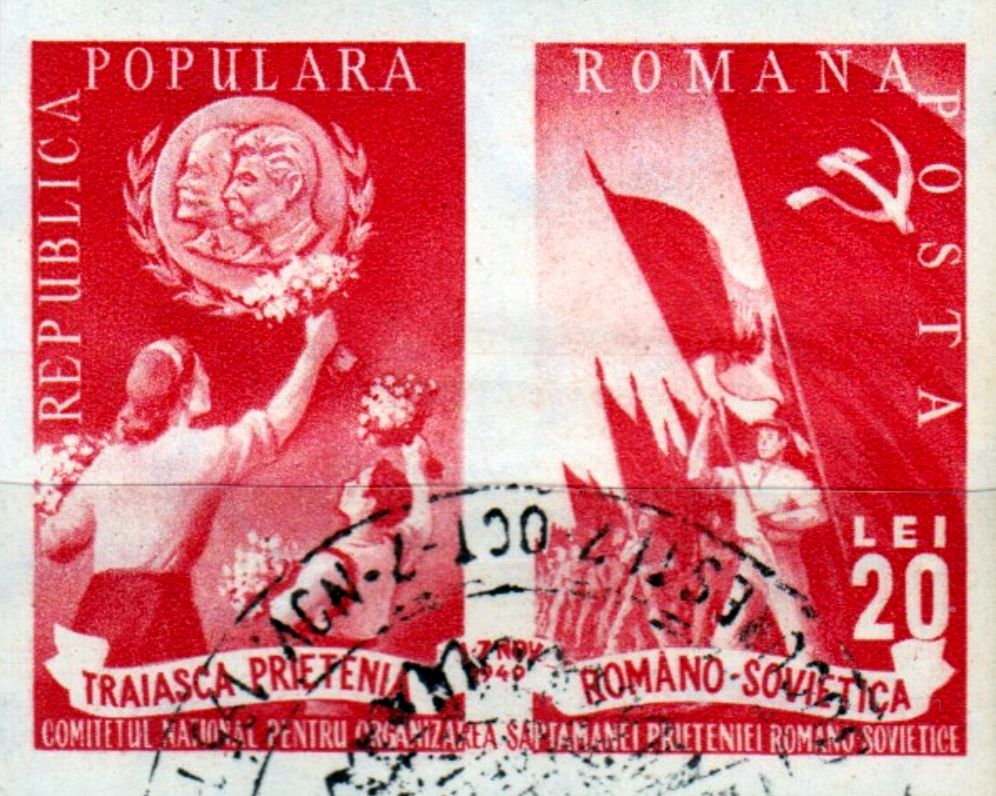
Coliță - Comitetul național pentru organizarea săptămânei prieteniei româno-sovietice
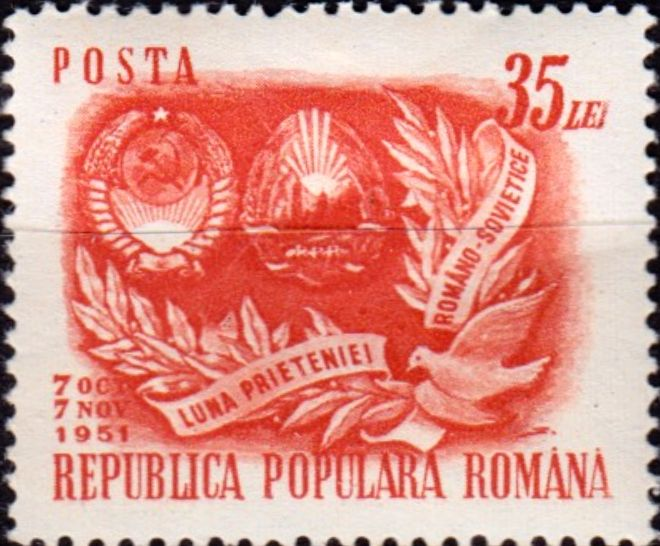
Luna prieteniei româno-sovietice
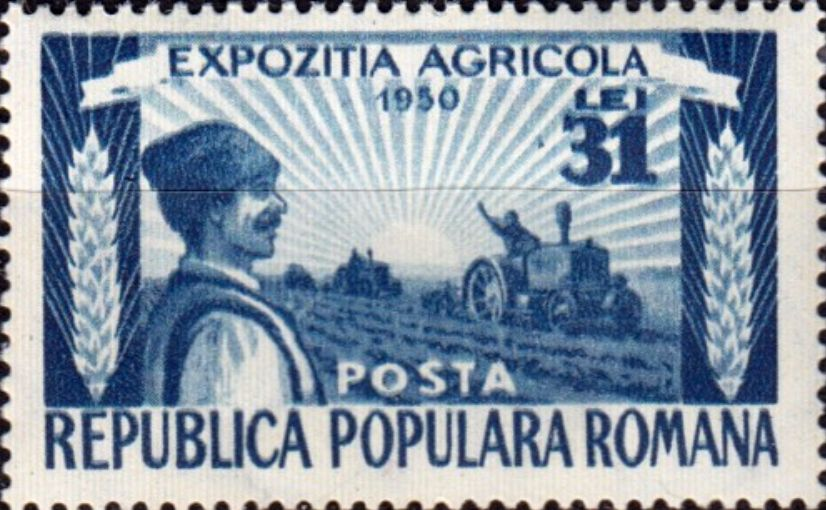
Expoziția Agricolă
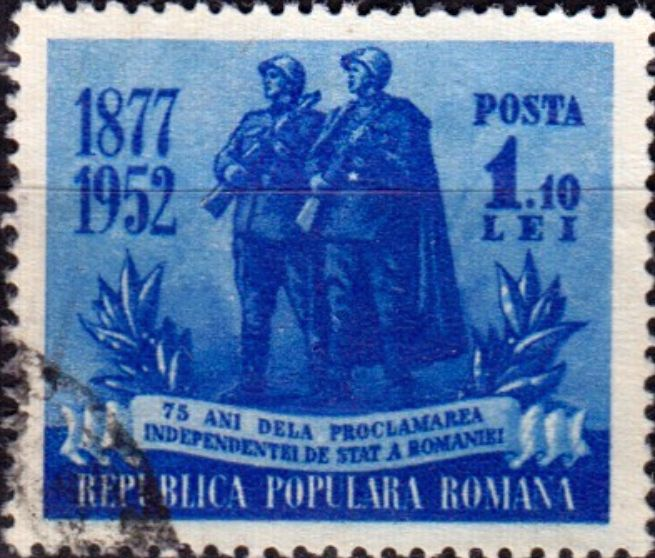
75 de ani de la Independența României
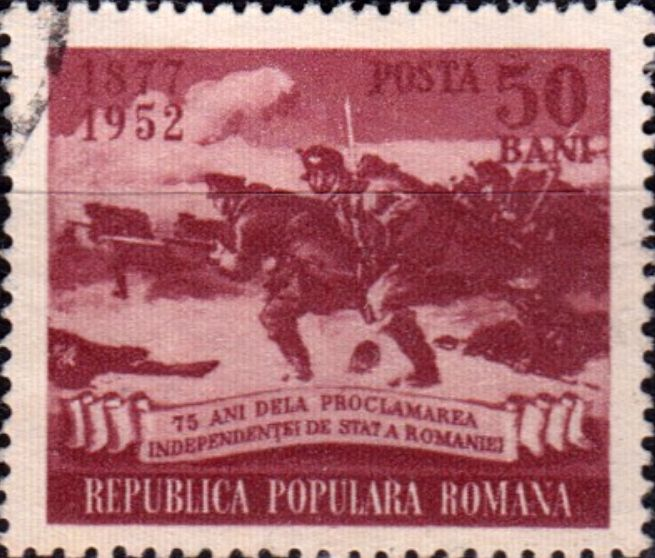
75 de ani de la Independența României - Atacul de la Smârdan (pictură de Nicolae Grigorescu)
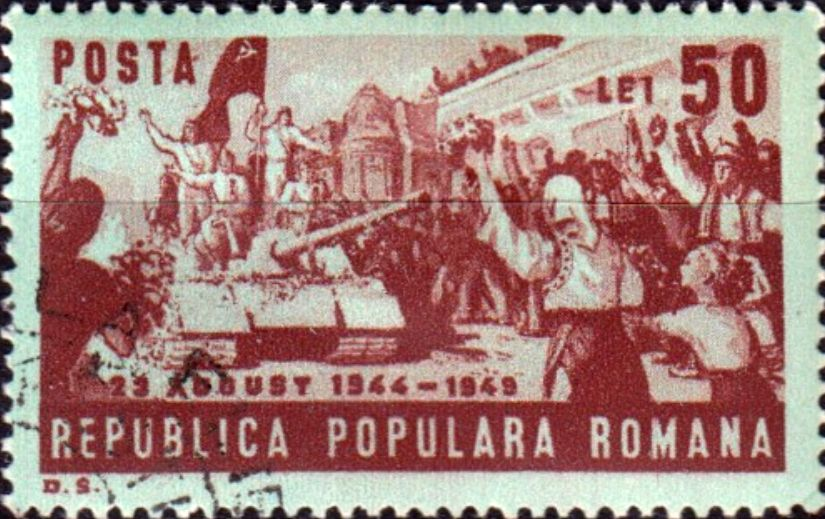
23 august 1944-1949
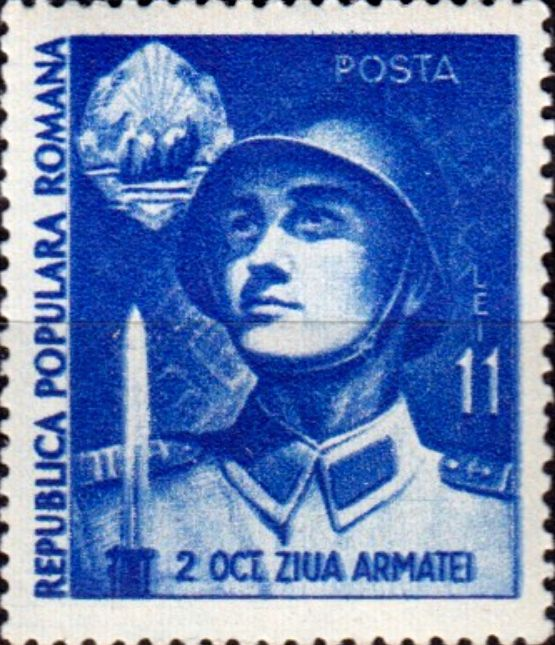
Ziua Armatei
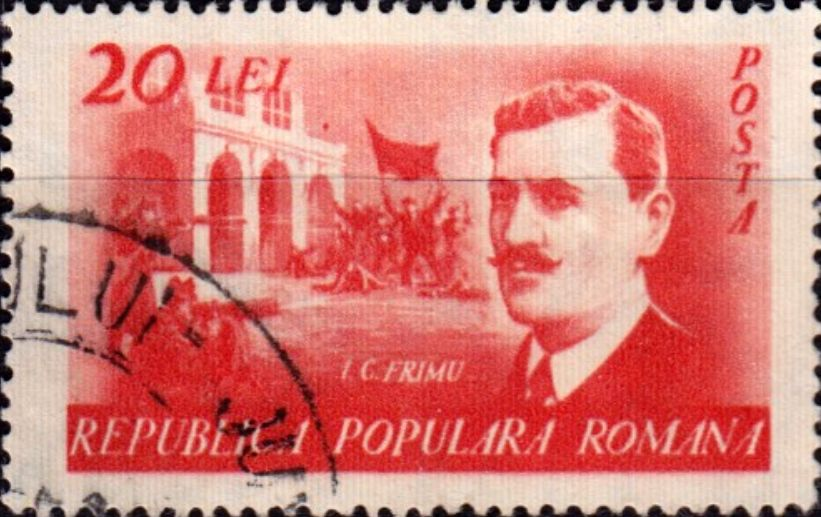
IC Frimu
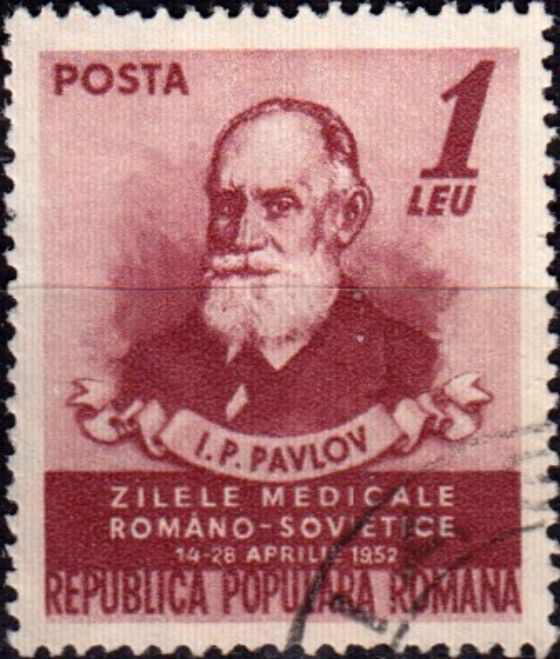
IP Pavlov

### Ilustrator de carte și calendare
A realizat următoarele calendare: 
- 1971 – fără copertă, complet 13 fotografii din 1970 din Transilvania, Oltenia, Muntenia, Galați, ?, ?, Grigore Manu,  Dacia, ?, ? , București, Alba Iulia.

- 1972 – FĂRĂ COPERTĂ, complet 12 fotografii din 1971 din  Oituz, Sulina, Sinaia, Petroșani, Brad, Micea vechi?, Iași, .....Traian,  România.

- 1972 – DEM LINE, 1956-1972, Beirut/Libanon,  acuarele din 71.

- 1973 – NAVROM, Calendar complet în engleză, acuarele din 72,  Mircea, Oltenia, Petroșani, Istria, Transilvania, Dolj, Carpați, București, Prahova, Galați.

- 1974 - fără copertă, complet 13 fotografii din 1973 din  Vrancea, --------Năsăud, Drobeta, ? ,  ?  ,Slobozia, Mureș, Bumbești.

- 1975 – fără copertă, complet 13 fotografii din 1974 din   -------, ------, ? ,  ?,  Vijelia, ? , Azuga, Seme.... , Dacia, București, ? ,  Dolj.

- 1976 – NAVROM, Calendar complet.  Alba Iulia, Drăgășani, Moldova, Independența, Jiul, Clăbucet, Neptun, Banat, Iași. (2 exemplare)

- 2003 - YACHT CLUBUL ROMÂN, Calendar complet.   Fără denumiri de nave, tablouri parțial, fără semnătură și dată,   dar ștampilate cu ștampila Yacht Club.

#### Ilustrații de reviste
- 1931-1934.   „În colaborare cu Jean Bart (Cdr. Eugen Botez) am redactat„România Maritimă și Fluvială, care s-a transformat în „Marea Noastră”, pe care am ilustrat-o timp de 7-8 ani” (n.a. 1938-1943)

#### Ilustrații și coperte de carte
- Coperta la „CARTEA SATULUI, Noua Constituție a României” (din 26 Februarieb1938),  Al. Laserov Moldoveanu. Coperta de Olga Greceanu și Dimitrie Știubei, București, Fundația Culturală Regală Principele Carol. 1938.

- Coperta și ilustrații la „Schițe marine”, Jean Bart, Biblioteca Școlarului, Ed. Tineretului a C.C. al U.T.M., 1953.

- „Datorii uitate”, Jean Bart (Eugeniu P. Botez), Portret de D.Ș, Biblioteca pentru toți, Ed. de Stat pentru Literatură și Artă, 1954.

- Coperta la „Clopotul din Islanda”, Halldor Laxness, Ed I-a, Ed. de Stat pentru Literatură și Artă, 1956.

- Coperta la „Însemnările unui marinar”, N. Ionescu Johnson, Ed. de Stat pentru Literatură și Artă, 1958.

- Coperta la „Toate pânzele sus”, Radu Tudoran, Ed. III-a, Tineretului, 1961.

- Ilustrații la „Zboruri celebre”, Constantin C. Gheorghiu, Ed. Științifică, București 1964.

- 12 planșe în culori la „Epopeea navelor”, Alexandru Retinschi, Ed. Albatros, 1972.

#### Albume
- Albumul „Glasul apelor”, sonete de I. Gr. Periețianu,  acuarele de D. Știubei,  Institutul de arte grafice Luceafărul S.A.  500 exemplare, 1932, lucrare premiată de Academia Română

- Albumul „Escale”, sonete de I. Gr. Periețianu,  acuarele de D. Știubei, Institutul de arte grafice Luceafărul S.A.  2000 exemplare, 1934. (o ediție alb/albastru, alta în culori)

#### Afișe publicitare și calendare
- Afișe publicitare pentru Serviciul Maritim Român, Sovromtransport, NAVROM - 6 calendare de perete 1969-1975.

## Lucrări dispărute
În perioada anilor 1971 - 1975, compania Navrom Constanța a comandat pictorului 86 de tablouri, pe care le-a plătit conform prețului estimat de specialiștii Fondului plastic cu 202 170 lei. Scopul achiziției a fost editarea unor materiale publicitare, în special calendare de perete. Compania și unitățile subordonate s-au arătat indiferente de soarta lucrărilor de artă, multe dintre acestea dispărând din evidențele instituției. În anul 1978 au început cercetări care s-au extins până în anul 1980. Ca urmare, au fost identificate 63 dintre lucrări care erau expuse în sediile marinei comerciale din țară. Restul de 23 de lucrări nu a putut fi găsite. Cazul a ajuns în tribunal, care în urma unui proces a decis că suma ce necesita recuperată se ridica la doar 17 480 lei, limitându-se la suma investită inițial.

## Distincții militare și civile
Dimitrie Știubei a primit mai multe distincții militare și civile. Câteva din cele din urmă sunt următoarele:
- 1933 — Crucea de onoare cu frunze de stejar, cl. III, a casei de Hohenzollern;[6]
- 1934 — Crucea de onoare „Pentru Merit” clasa a II-a;
- 1934 — Meritul Maritim;
- 1937 — Legiunea de onoare în grad de cavaler, Paris;[6]
- 1970 — Medalia Vermeil a Societății „Art, Science, Lettres”.[49]